# 1956年匈牙利革命
1956年匈牙利革命（匈牙利語：1956-os forradalom），苏联及东方阵营又称1956年匈牙利反革命叛乱（俄語：Венге́рский контрреволюционный мяте́ж 1956 года），冷战后的俄罗斯又称1956年匈牙利起义（俄語：Венге́рское восста́ние 1956 года），中国大陆又称1956年匈牙利事件、匈牙利十月事件，发生于1956年10月23日至11月4日，是匈牙利许多民众反抗匈牙利人民共和国和苏联所强加制度的革命，也是欧洲二战结束苏联红军击败纳粹德国后，苏联统治面临的首次重大挑战。
匈牙利革命始于10月23日的学生抗议事件。随后抗议事件开始扩散，数千人向布达佩斯市中心议会大厦游行。同时，一些学生进入广播电台，要求电台播放其诉求时遭到逮捕。电台外的示威群众于是要求释放学生，遭楼内国家保安局人员（秘密警察）开火袭击，造成多人死伤。此次事件成为了革命的導火線，随着消息的传播，革命快速展开，布达佩斯陷入混乱和暴力之中，原匈牙利政府倒台，政治犯纷纷获释。为了反抗苏联的镇压，数万匈牙利民众武装起来，与秘密警察和苏军交火，一些共产党党员和秘密警察被私刑处死。同时，匈牙利民众组建“工人委员会”夺取匈牙利劳动人民党政权，并提出了政治变革的要求。为了稳定局势，纳吉·伊姆雷成立了新政府，解散原劳动人民党和秘密警察，后宣布退出《华沙条约》，预备舉辦自由选举。10月底，苏军行动受挫，一度从布达佩斯撤离。随之冲突缓和，匈牙利短暂恢复平静。
尽管苏联政府曾表示愿意就撤军与匈牙利展开谈判，但随后苏联领导人改变主意、决定镇压革命。11月4日，苏联军队再度入侵布达佩斯和匈牙利其他地区。一些匈牙利人坚持抵抗至11月10日。冲突中，约有2500名匈牙利人和700名苏军士兵死亡。革命结束前后，20万匈牙利人逃亡国外成为难民，大规模逮捕和审判接踵而至。截至1957年1月，苏联扶植的新政府将民众的大部分反对活动压制下去。通过此次行动，虽然苏联维持了对东欧集团的控制，却导致西方许多马克思主义者与苏联疏远，许多资本主义国家的共产党出现分裂、党员严重流失，国际共产主义运动因此遭到重大打击。
在此后30年中，有关此次革命的讨论在匈牙利受到压制。1980年代起，这一事件开始得到细致研究和积极讨论。1989年东欧剧变，匈牙利第三共和国成立，革命参与者得以平反，10月23日被定为匈牙利的全国性节日。

## 背景
19世纪上半叶，匈牙利是奥地利帝国哈布斯堡皇室的皇冠領地。作为欧洲范围1848年革命的一部分，匈牙利也同时爆发了由科苏特·拉约什等人领导，争取民族独立和宪政的1848年匈牙利革命，革命一度成功。当时，俄罗斯帝国与奥地利帝国同属「神圣同盟」，在奧地利皇帝弗朗茨·约瑟夫一世的请求下，俄罗斯皇帝尼古拉一世于1849年5月出兵20余万，与奥地利军队一同镇压了此次革命。

### 共产政权成立
在第一次世界大战尾聲，匈牙利赖以存在的二元制奥匈帝国解体。1918年匈牙利成立第一共和国，同年爆发1918年匈牙利革命，次年成立了由匈牙利共产党主导的匈牙利苏维埃共和國。经过与周边罗马尼亚王国、捷克斯洛伐克等国的战争，其中羅馬尼亞攻占了布達佩斯，苏维埃共和国倒台。根据战后1920年的《特里亚农条约》，匈牙利丧失了战前三分之二的领土，是欧洲损失最大的国家。羅馬尼亞在撤出布達佩斯後，前奥匈帝国海军将领霍尔蒂·米克洛什率軍進入真空的首都獲得了匈牙利政權並隨羅馬尼亞軍隊撤離逐漸控制全國。並在1920年3月1日被選為匈牙利摄政王，並開始以威權手段统治匈牙利，打壓國內的共產主義者和極右組織，並為撕毀特里阿農條約（匈牙利的凡爾賽條約）和重新建立大匈牙利作出努力。:3
第二次世界大战期间，匈牙利於1940年11月20日加入轴心国，与德国、意大利、日本結盟，亦和罗马尼亚及保加利亚是同盟關係。1938年及1940年匈牙利從捷克斯洛伐克及羅馬尼亞獲得了領土（維也納仲裁裁決）。1941年，匈牙利参与了南斯拉夫战役和入侵苏联的军事行动。1944年起，沒了德國地理上保護的匈牙利開始被蘇聯進攻。:3蘇軍開始開進匈牙利的北特蘭西瓦尼亞。
出于对苏联侵略的恐惧，匈牙利攝政王霍爾蒂开始和同盟国政府展开停战谈判。结果1944年3月19日，德国出兵進駐了匈牙利，但霍爾蒂政權仍然運作。1944年10月霍爾蒂在布達佩斯皇宮被德軍士兵逮捕，建立了由極右政黨箭十字黨領導的亲德民族團結政府，匈牙利由盟友變成傀儡。1944年12月末，在苏联军队占领匈牙利后，匈牙利成立的临时国民议会接受了共产党人提出的政府成员名单和施政方针。最初，匈牙利共产党行事比较谨慎，他们宣布新成立的匈牙利会依靠“所有民主人士”，该政府中仅有两人是共产党人，其他成员是四个非共产主义左翼政党（小农党、社会民主党、国家农民党、进步资产阶级党）的代表，政府中还有攝政王霍尔蒂政权相关人士和两位前往莫斯科参与停火谈判的将军。而施政方针包括没收大片私有土地、对银行和重工业实行国有化，同时方针也承诺给予民众民主和自由的权利，尊重私有财产，在贸易和轻工业方面鼓励私人投资。:51945年3月17日，临时政府颁布了土地改革法令，前政权全部“法西斯分子”、面积超过100霍尔特（1霍尔特=4316平方米）的地主以及面积超过200霍尔特的农民以及任何土地超过1000霍尔特的个人，其土地全部被国家征用。约占战前全国35%，共93000平方公里的土地得到重新分配，其中的58%分给了无地或少地的农民，其他被收为国有或留作公用用地。不过，虽然富有者损失了大量土地，但是小农的问题并没有解决，他们当中不少人的土地只增长到11000平方米，很难维持生计。:8-9

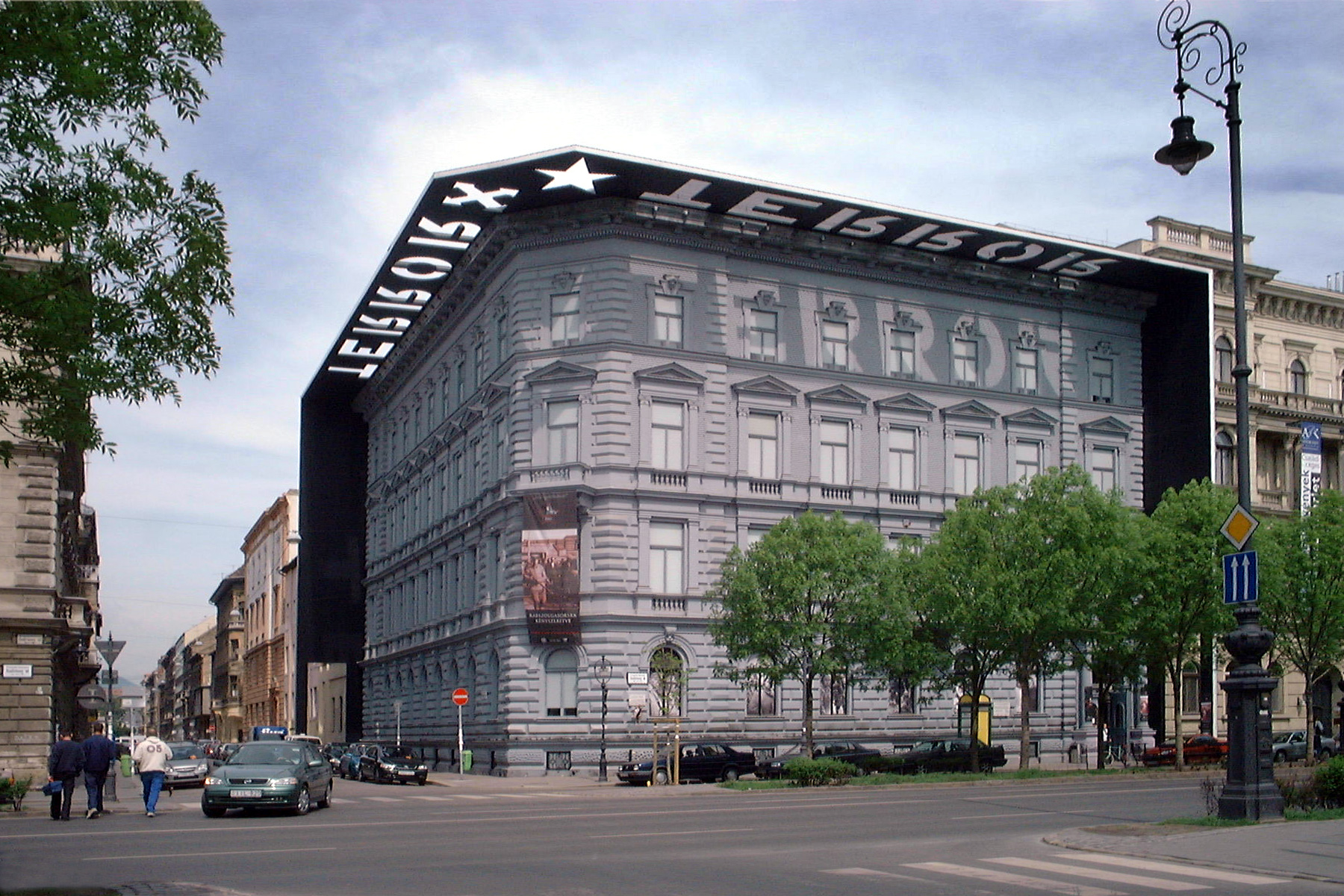
原国家保安局总部，现为恐怖之屋博物馆，战前为箭十字党总部。

1945年10月，首都布达佩斯举行首届市议会选举，小农党以29万张的结果获胜，超过共产党和社民党联合竞选的25万票。11月，匈牙利以秘密投票的形式召开首届议会选举，小农党获胜，得票率为57%，获得绝对多数，共产党和社会民主党各得票17%，三党成立联合政府，小农党领袖蒂尔迪·佐尔坦出任首相。虽然匈牙利共产党事实上只获得了17%的选票，14个部长席位中只占三席。不过一方面由于共产党采用了“萨拉米香肠战术”，还从小农党手中获得了控制国家保安局的内政部长这一重要职位，通过国家保安局，共产党政府采用威胁、虚假指控、监禁、酷刑的方式打击反对者，匈牙利共产党迫使联合政府不断让步，逐步削弱了民选政府的影响力。:101947年8月31日，舉行第二届议会选举。此前，内政部通过逮捕、流放、驱逐出境和胁迫等形式，取消了许多知名反共候选人的竞选资格，再加上5万至20万的假票，共产党在此次选举中取得领先地位，但只获得了22%的投票。最终，共产党和社民党于1948年7月合并为匈牙利劳动人民党，短暂的多党制民主走到尽头。在1949年5月的议会选举中，劳动人民党作为唯一参选政党以97%的得票率顺利获得胜利。8月20日，匈牙利传统节日伊什特万瞻礼日当天，匈牙利议会通过了以《1936年苏联宪法》为蓝本的《1949年匈牙利宪法》，宣布匈牙利为“工人农民的国家”，同日匈牙利人民共和国宣布成立。

### 政治镇压与经济衰退

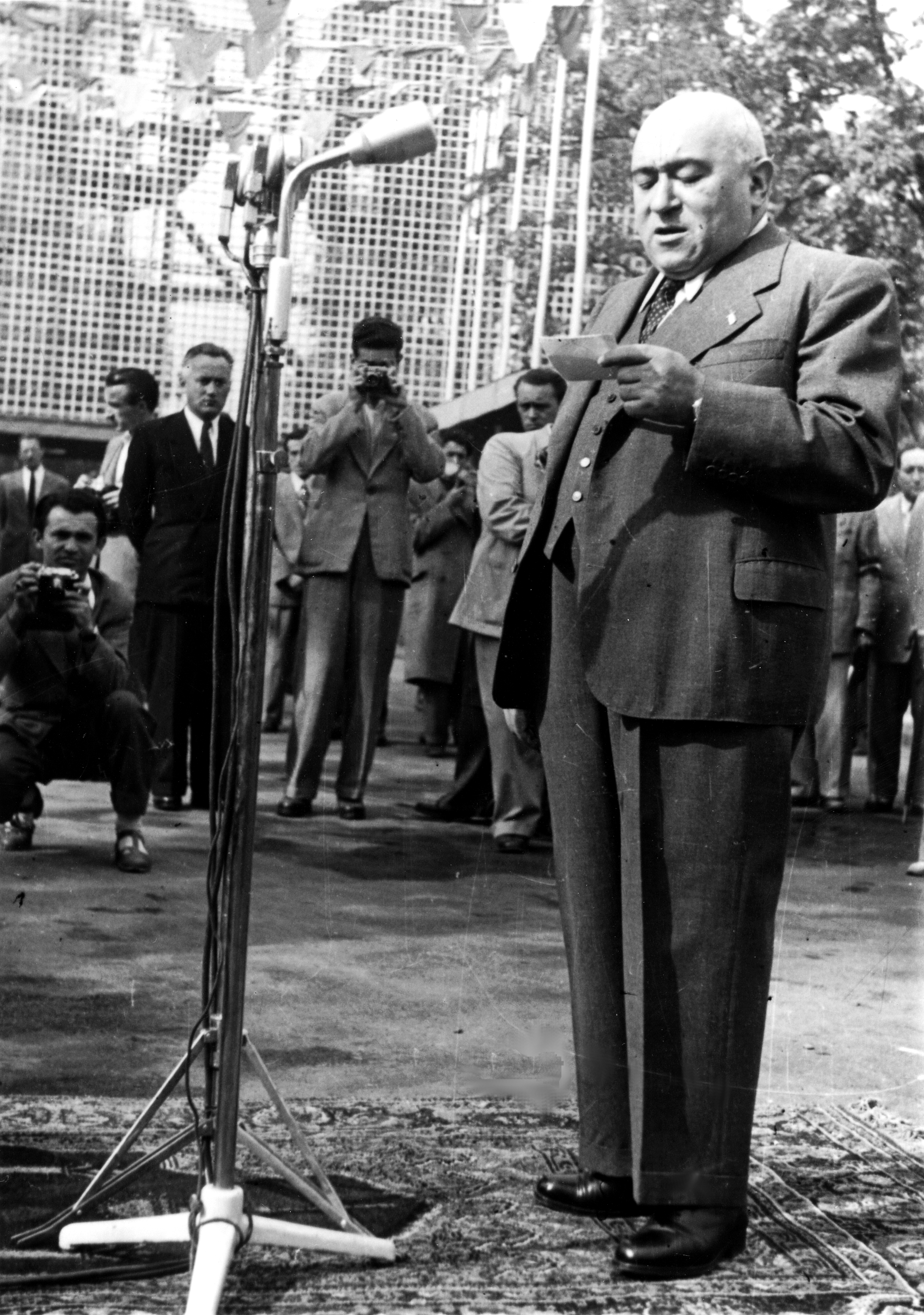
1948年，拉科西在布达佩斯演讲

在匈牙利劳动人民党总书记拉科西·马加什的领导下，匈牙利转变为共产主义国家。他伙同格罗·埃诺、雷瓦伊·约瑟夫、法卡斯·米哈伊组成四人集团，决定着党内外一切事物。与此同时，国家保安局开展了一系列针对党内的“清洗”运动，先清除了党内反对拉科西的势力。这些受害者因西班牙内战时期曾经前往西方国家等一些无关紧要的罪名被打成“铁托分子”、“西方间谍”和“托派”。总共有约一半的中下层共产党官员共7000人被“清洗”。1950年至1952年，为了给劳动人民党成员提供财产和住所，消除知识分子和“资产阶级”所构成的威胁，安全警察将数千人强制搬迁，另外还逮捕了数千人，并对他们进行虐待和审判。有些人被关入集中营中或流放至东部，以至于处决，被处决者中就包括了国家保安局创始人拉依克·拉斯洛。一年内，有26000人被强制搬离布达佩斯，导致他们面临就业困难和住房紧张的问题。被流放者的居住环境通常十分恶劣，他们被囚禁在集体农场，遭受着如奴隶一般的剥削。
拉科西政府还使匈牙利的教育体制实现了彻底的政治化，用“劳苦知识分子”取代受教育阶层。俄语学习和共产主义政治课成为全国的大学和普通学校的必修课。宗教学校收归国家，教会领导人被替换为亲政府人士。1949年，匈牙利天主教会枢机明曾蒂·约热夫被捕，后以叛国罪判处终身监禁。在拉科西的统治下，匈牙利成为欧洲各国中政府最为专制的国家之一。
战后匈牙利经济困难重重：其中，向苏联、捷克斯洛伐克和南斯拉夫支付的战争赔款和苏联驻军的费用，总额达3亿美元左右。1946年，匈牙利国家银行估计赔款占“全国年收入的19%到22%”。为此，匈牙利货币严重贬值，出现了人类历史上最严重的恶性通货膨胀。然而，由于加入了苏联支持的经济互助委员会，匈牙利无法和西方进行贸易或加入马歇尔计划以获得援助。
基于苏联模式，劳动人民党总书记拉科西于1950年启动了五年计划，目的是使工业产量在短时间内实现大幅增长。由于需要向苏联出口原材料和技术以及拉科西全面“清洗”原政权技术人才所带来的消极影响，与苏联一样，匈牙利也未能实现五年计划的预定目标。不但如此，五年计划事实上还破坏了匈牙利现存的产业结构，使得1949至1952年的实际工资水平下降了18%。尽管50年代初，匈牙利人均国民收入有所提高，但是人民的生活水平却出现下降。国民收入被大量投入到工业的发展，从而使得实际可支配收入出现下降。管理不善还引起了长期的食品短缺，面包、糖、面粉、肉类不得不定量供应。自1951年起，居民的日常用品需要凭票据才能购买。除此之外，强制认购国债更进一步降低了个人收入。结果，1952年工人和其他职员的实际可支配收入只达到1938年的三分之二。而与之相比，1949年却是1938年的90%。伴随着攀升的外债和持续的食品短缺，这些政策的消极影响日渐积累，民众的不满也与日俱增。

### 国际形势与“新路线”

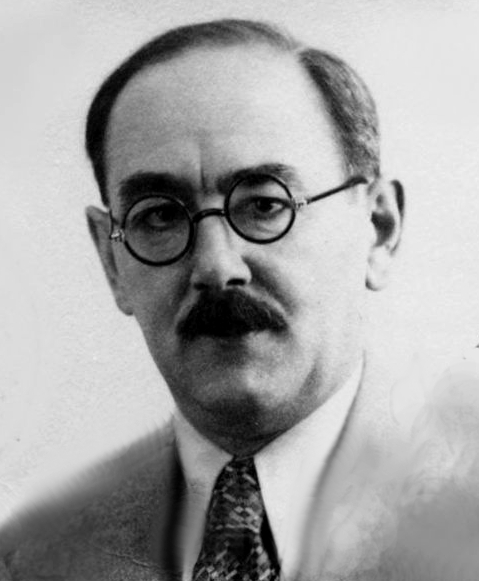
斯大林去世后，东欧集团进入去斯大林化时期，布哈林社会主义思想支持者、改革派领导人纳吉·伊姆雷于1953年上台。随着苏联政治形势的变化，纳吉于1955年一度失势。

1953年3月5日，苏联领导人斯大林去世，苏联及东欧集团进入了一段较为缓和的自由化时期。期间，欧洲大多数共产党在内部形成了一些支持改革的势力。6月，苏联领导人、部长会议主席马林科夫和第一副主席贝利亚召集拉科西等匈牙利领导人在莫斯科举行了为期三天的秘密会谈，马林科夫等人对拉科西“导致无数错误和罪行”的“粗暴的统治方式”“深表震惊”，要求拉科西将当时有更多实权的部长会议主席（相当于总理）一职让与纳吉·伊姆雷。7月3日，纳吉代替此前被称为“斯大林最好的学生”的拉科西，出任部长会议主席。他在国会发表施政纲领，提出“六月政策”（6月匈中央全会通过决议），其中涉及减少重工业投资、放慢发展速度；停止强制农民入社，减轻农民负担；降低物价、提高工资；限制强力部门的权力，消除社会恐怖氛围，审理冤假错案，释放无辜者，解散拘留营，停止流放，取消强制搬迁；废止一党专权，实行党政分离。不过，拉科西仍然保留总书记一职并暗中破坏了纳吉的大部分改革措施。:175
1955年初，苏联政治局势发生变化。担任苏共中央第一书记的赫鲁晓夫权势逐渐超过担任部长会议主席的马林科夫，苏联共产党的领导地位在苏联国内重新确立。3月，苏共中央主席团再次召集匈牙利领导人纳吉和拉科西在莫斯科举行秘密会谈，派遣高级官员前往匈牙利，结束了纳吉的“新路线”。苏共中央决定让拉科西的心腹赫格居什·安德拉什出任部长会议主席。4月，拉科西批判纳吉并将他免职。:175:645月14日，苏联成立了华沙条约组织，将匈牙利和其他中东欧的苏联卫星国束缚在一起，该联盟条约声称“尊重各国独立和主权”，“不干预他国内政”。同年，相关国家签署《奥地利国家条约》，并确立了奥地利的中立国及非军事化地位。这使匈牙利人点燃了使匈牙利成为中立国的希望，纳吉也曾考虑“按照奥地利模式让匈牙利成为中立国的可能性”。因此，纳吉十分认同中华人民共和国在万隆会议上提出的不同社会制度国家间的“和平共处五项原则”，1955年底至1956年初撰写长篇文章为新路线辩护，作为党内改革派的宣言向党上书。在外交政策一章以“国际关系的五项基本原则和我国外交政策的问题”为标题，认为该原则“必须被扩展到民主和社会主义阵营的国家之间”。
在冷战的背景下，到1956年美国针对匈牙利及东欧集团的政策普遍趋于紧张。1953年，美国总统艾森豪威尔提出了重点发展空军与核武器，削减陆军和海军开支，以战略轰炸作为非对称威胁，以对苏联的挑衅做出大规模反击的“新展望政策”作为国防战略。根据这一政策，美国一方面希望通过鼓励欧洲国家凭借自身力量脱离该集团，另一方面却不愿和苏联发生军事冲突，从而使冲突升级为核大战。因此，美国决策者只能考虑除“推回”以外的其他方式来削减苏联在东欧的影响。遏制政策应运而生，其主要方式包括经济和心理战，秘密行动以及与苏联就东欧国家地位的问题展开谈判。时任美国副总统尼克松曾在国家安全委员会会议上称，如果苏联一方再发生一次像波兰那样的起义，美国就可以获得更多的反共宣传的材料，从而实现美国的利益。:145不过，中央情报局领导人艾伦·杜勒斯称虽然他正在匈牙利构建广泛的网络，但是当时中情局在匈牙利没有驻在机构，会说匈牙利语的情报人员和当地支持者尤为稀缺。中情局内部记录提及“我们当时（在匈牙利）完全没有任何的情报行动，连哪怕是可以被误认为是的行动都没有”。:1491956年夏，为了应对国内严峻的经济形势，匈牙利提议扩大与美国的双边经贸活动，美国对此作出积极反应，两国关系出现缓和。不过，由于担心与西方改善关系会削弱匈牙利共产党的统治，匈牙利内务部出面干预，双方谈判陷于停滞状态，未能取得任何成果。

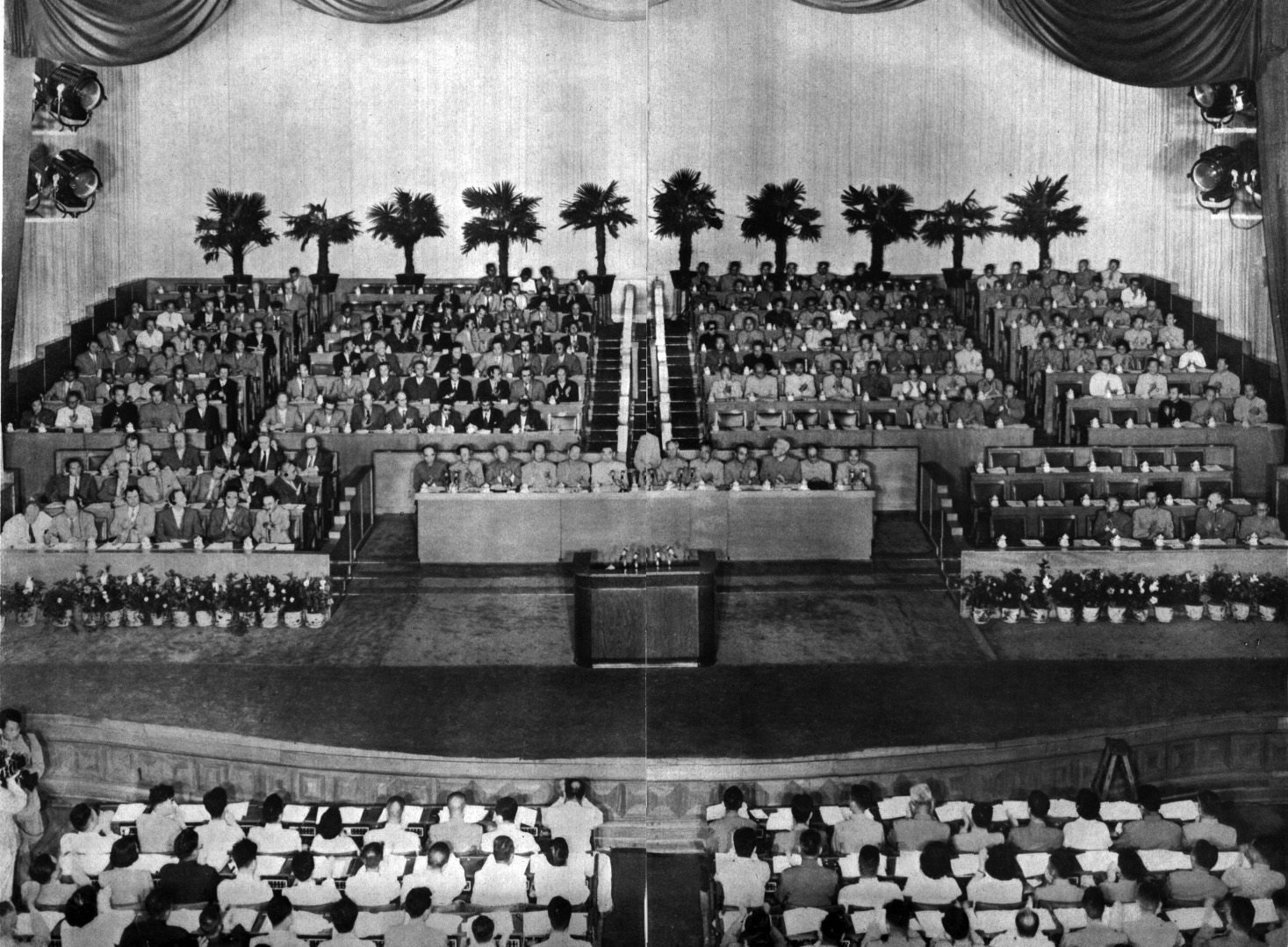
1956年，中华人民共和国提出的百花齐放、百家争鸣和中共八大对匈牙利各界产生了一定影响，匈牙利各界一度认为中华人民共和国的路线与苏联的斯大林模式不同，代表着社会主义发展的新型模式。

1956年6月13日，《人民日报》发表了中共中央宣传部长陆定一关于“双百方针”的文章，在东欧各国知识分子间引发强烈兴趣。9月，中国共产党召开第八次全国代表大会，东欧各国共产党都派代表团出席，中共领导人借此机会和东欧各国发展关系，推广“中国模式”。中共八大由卡达尔·亚诺什担任匈牙利代表团团长，他与毛泽东、周恩来、刘少奇、邓小平等中共领导人进行长时间会谈。10月1日，卡达尔再次率代表团访问中国，出席中华人民共和国成立七周年的纪念活动。中国驻匈牙利大使郝德青利用这一机会向匈牙利各界人士散发中共八大材料，借助广播和报刊介绍中共方针，使得匈牙利知识分子认为中共及中华人民共和国政府推行双百方针是真心实意，中国模式与苏联的斯大林模式不同。

### 裴多菲俱乐部成立
1955年秋季，在匈牙利国家博物馆，一些匈牙利劳动青年联盟成员组建了一个社团，借此讨论文学和政治。社团成员请诗人拉卡托斯·伊斯特凡负责领导。拉卡托斯发起了首次讨论，内容涉及匈牙利的启蒙运动。他还朗读匈牙利启蒙运动时期知名诗人拜塞涅伊·久尔吉的作品。讨论结束时，拉卡托斯号召大家认同启蒙运动的价值观，并决定社团名称为“拜塞涅伊俱乐部”。:448-450
拜塞涅伊俱乐部规模很小，面向精英人士，行为与众不同。但这仍引起了劳动青年联盟的关注。几年前，类似团体会立即遭到取缔。但是自从斯大林死后，匈牙利社会中有关纳吉“新路线”的辩论还在激烈地持续。因此，劳动青年联盟决定替换该团体的领导人，并希望将该团体引到更符合当时政治观念的话题上来。最后，他们决定以1848年革命诗人裴多菲·山多尔的名字把这个团体命名为“裴多菲俱乐部”。劳动青年联盟认为，在进步的社会的背景下，裴多菲比“资产阶级”的拜塞涅伊更合适。裴多菲俱乐部诞生后，原先的学术讨论很快开始涉及对审查制度、社会主义现实主义和计划经济的讨论。此外，讨论还涉及1514年农民起义（讨论农业政策的）、分析匈牙利历史学（讨论共产党课本对历史的篡改）。参加者包括全国知名的经济学家、作家、历史学家、教育工作者、科学家、哲学家等学者和社会知名人士，年轻的知识分子以至于人民军军官。甚至45年前参加过地下斗争和抵抗运动的老兵也参与其中。很快，选择裴多菲作为社团的名字产生了意想不到的作用：裴多菲是一个为匈牙利独立而战的革命者，因此他的名字唤醒了不少社团成员的革命意识。:448-450

### 共产党机构
与此同时，共产党政权的其他机构也在发生改变。匈牙利劳动人民党机关报《自由人民报》的记者也开始出现不安。1954年10月，在报道工厂情况时，该报的几位记者提到了生产数据造假，生活水平下降，工人被迫购买“和平债券”的问题。在出版的文章中，他们称“虽然工人们的生活在过去十年间有很大改观，但是他们许多人还面临着严重的问题。许多人还生活在拥挤而简陋的公寓里。许多人在给孩子买新鞋或偶尔看电影时都不得不思考再三！”文章发表后，有关记者接到了政治局委员的电话，这个人质问他们“这篇文章是什么意思？你觉得我们会容忍你们这么煽动吗？”不过，记者们并没有退让，而是召开了一次为期三天的会议，主张诚实报道、支持纳吉改革，批判高层官员和一些编辑。一些记者因此丢失了工作，弗洛伊德学派心理学家海杜·李利之子吉姆斯·米克洛斯就是其中一位。:448-450
此外，负责审查文章和诗歌的匈牙利作家协会也开始反思和检讨。协会讨论了一些禁忌话题并为此前被开除的成员平反。1955年秋，这个之前还曾坚持强硬路线的组织甚至发表声明，反对开除支持纳吉的编者，要求获得协会“自治”，反对“制约我们文化生活的反民主方式”。已觉醒的青年共产党员和前共产党员主导了这些新兴团体、俱乐部和辩论社。他们经历过战争的创伤，也在共产党的组织中接受过教育，其中不少人获益于共产党的社会扶持政策，社会地位快速提升。同时，这一代人对公民社会的毁灭、恐怖的社会氛围和数年前刚结束的清洗运动也记忆犹新。:450

### 知识分子与工人
这些青年知识分子对此前同事们所遭受的不公正对待，如逮捕、监禁和虐待深感不安。1954年，纳吉开始为政治犯平反，许多人先后从监狱、赖奇克的劳改营和流放地回到布达佩斯。1955年，独立小农党党首贝拉·科瓦奇和他的几位同僚从苏联回国。罗马天主教主教明曾蒂·约热夫也得以获释，但仍被软禁在布达佩斯郊外的一栋城堡中。:450-452
面对这些刚刚获释、备尝艰辛的众多亲友，不少匈牙利作家情绪十分激动：在朋友们遭受苦难时，自己却在创作社会主义现实主义小说并因之获奖。这些作家为此感到非常羞愧，对自己所写的和没有写的感到耻辱，甚至对自己所写的作品感到恶心，恨不得让这些作品消失。他们试图为之前的行为作出补救。许多人试图从马克思主义原始文献中寻找灵感和指导，意识到当政治体制糟糕的时候，应该发动革命，而之前所受的教育让他们明白，知识分子应帮助工人阶级形成革命意识，共同致力于革命。于是，许多知识分子前往工厂发动工人，希望像马克思所说的那样构建一个更平等的经济制度。在共产主义制度下，工人和知识分子的境遇都十分糟糕，因此双方之间的联系得以加强。在过去的十年中，这两个群体是共产党宣传的主要对象，备受共产党摆布，因此不满与孤立感最为强烈。匈牙利工人阶级甚至比学生和知识分子更为愤怒：作家与记者们感到的是负罪感，而工人们则感觉自己遭到出卖。共产党上台前曾承诺工人阶级在“工人的国家中”将享有至高无上的地位，而实际上他们得到的却是恶劣的工作环境和微薄的收入。战后，他们不满的直接对象是国有工厂的厂长，现在他们则开始倾向于指责国家本身。50年代的矿工群体“谴责体制并对繁重的工作和微薄的薪水十分不满”，产业工人则普遍认为他们遭到了“吸血政府”的剥削。:450-452
于是，裴多菲俱乐部成为了经历变革的知识分子和激进工人间理想的交流平台，1955年冬季开始，布达佩斯各个工厂开始向会议定期派遣代表，对参会门票的需求很快超过了供给，使得俱乐部不得不在更大的地方聚会。这些聚会形式开放但并不正式，有时还非常喧嚣吵闹。所涉及的话题是许多人都感兴趣的产业与经济改革。:453

### 苏共二十大与秘密报告
1956年2月24日，苏共二十大结束后，苏共中央第一书记赫鲁晓夫突然发表了“秘密报告”，即《关于个人崇拜及其后果》。在秘密报告中赫鲁晓夫赞扬列宁，揭露了前苏共中央总书记斯大林的罪行，对其全面否定。波兰统一工人党第一书记博莱斯瓦夫·贝鲁特甚至因为遭受强烈刺激突发心肌梗塞而死。:453-454
会后，秘密报告在波兰官员、以色列情报机构和美国中央情报局的传递下，由《纽约时报》于6月在西方国家发表。而在东欧各国，“秘密报告”通过内部渠道为东欧共产党国家下层民众所知。许多此前忠诚的党员也无比震惊，不少人无法相信这样的事实。5月底，裴多菲俱乐部组织了题为“苏联党第二十次大会与匈牙利政治经济问题”的公开讨论会。很快，讨论会演变成了“对拉科西自大、无意义的工业建设政策、强制集体化、新的五年计划和不现实的农业政策的全面声讨”。参会者还严厉批判政府编写历史时的教条主义，谴责斯大林主义对历史的篡改，认为政府没有把历史当作一门科学对待，而是将其变为政治宣传的工具及“实现政治目标的辩护词”，他们对匈牙利知名马克思主义哲学家卢卡奇·格奥尔格于1928年起草的《勃鲁姆提纲》表示认可，卢卡奇当时认为开展社会主义革命并不是迫切任务，匈牙利应该实行的是从资本主义向社会主义过渡。他的观点与当时匈牙利共产党的正统思想背道而驰。6月初，卢卡奇对“独立思考”表示赞赏，他号召神学家和马克思主义者展开“对话”。:453-454
6月14日晚，裴多菲俱乐部举办以《苏共二十大和马克思主义哲学问题》为题的研讨会，1200多人参加，举办方因参加者过多而不得不更换场地。长期被视为“披着马克思主义外衣的老牌修正主义分子”的卢卡奇也露面参与，引发轰动，不少与会者要求为卢卡奇“彻底平反”。

### 拉依克葬礼

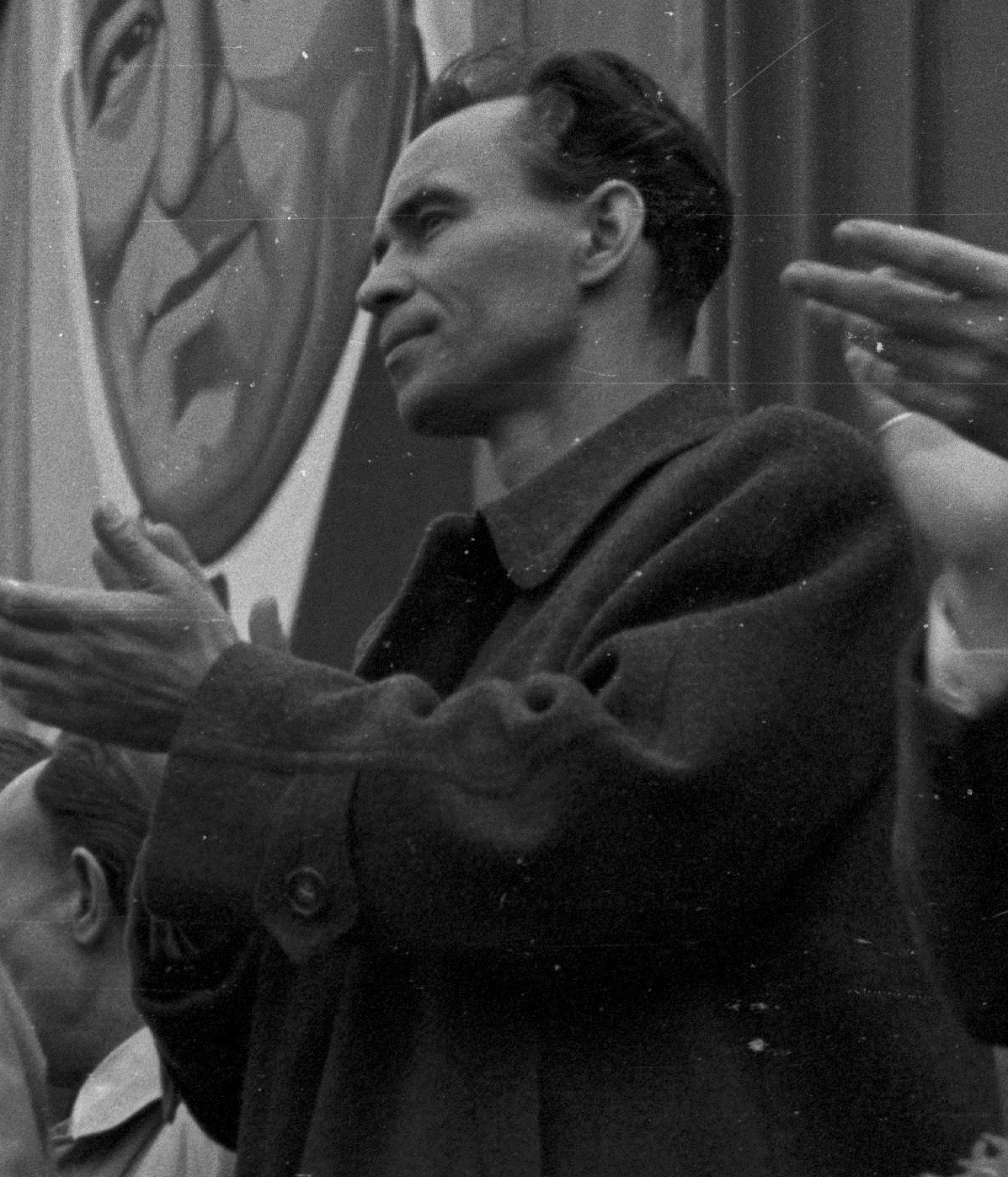
原匈牙利内务部长拉依克·拉斯洛因遭政治迫害于1949年10月被处决，1956年拉依克的葬礼成为了影响匈牙利局势的关键。

6月27日是纳吉推出“六月政策”以进行改革3周年的日子，裴多菲俱乐部在布达佩斯市中心的大型会议室即人民军官俱乐部举行研讨会，讨论题目为《新闻和报纸问题》。听众下午便开始在会场外聚集，会议从下午6点半持续到第二天凌晨4点，共6000人参加。刚刚出狱6个月，时年44岁的拉依克·茱莉亚在会上发表演说，对在场的数百位裴多菲俱乐部成员首次披露了自己一家在过去几年中的遭遇。:454
拉依克·茱莉亚的演讲在听众中引发强烈反响，甚至有人吹口哨，跺脚。《匈牙利民族报》主编、国际法学家洛松齐·盖佐最后发言，他一方面请公众原谅他过去犯的过错，接着讲述了“纳吉事件”的真实经过：“就在我们大谈党的民主、言论自由和批评和自我批评的时候，纳吉·伊姆雷却根本无权为对他的指控进行辩护。”听众们一方面要求纳吉复职拉科西下台，另一方面把所得到的消息与各地的亲朋好友分享，影响不断扩大，甚至连被派去监视演讲的几个秘密警察都因为赞成演讲者的观点而向上级请辞。布达佩斯以外的其他城市也开始效仿裴多菲俱乐部，成立了众多类似的论坛。劳动青年联盟中央委员会也号召年轻人参与进来。几天后，裴多菲俱乐部人数增加至6000人，另有些人在街头聚集讨论新闻自由，聚会结束时高喊“伊姆雷，伊姆雷，伊姆雷，伊姆雷”，要求拉科西下台，纳吉回归。6月30日，拉科西召通过中央委员会会议谴责裴多菲俱乐部“反党、反人民民主制度”，并称“主要由纳吉·伊姆雷周围所形成的集团所指挥的”。7月1日，匈牙利内务部下令禁止裴多菲俱乐部继续活动。直到9月，裴多菲俱乐部才再次恢复活动。:454-455
7月中旬，苏联共产党中央主席团（即政治局）接到时任苏联驻匈牙利大使安德罗波夫的报告，称匈牙利出现敌对活动、自发讨论和革命青年，苏联领导人将“裴多菲俱乐部（6月27日）的讨论”视为“意识形态上没有枪声的波兹南事件”，赫鲁晓夫认为波兰和匈牙利近期发生的混乱是帝国主义为了“煽动社会主阵营的分裂”，“逐个摧毁社会主义国家”，因此完全是“帝国主义者的颠覆活动”所致。:178-179随后，苏联领导人派遣米高扬紧急访问布达佩斯试图化解问题。7月16日，在离开机场的途中，米高扬在车上就向拉科西直言他必须以身体欠佳为由辞职。拉科西随即辞职，前往莫斯科“接受治疗”。此后，他再未回到匈牙利，余生大部分时间在吉尔吉斯斯坦度过。不过，米高扬没有以纳吉替换拉科西，而是选了拉科西的忠实下属，保守且能力十分有限的格罗·埃诺。:454-455当月，苏军副总参谋长米哈伊尔·马利宁、华约部队参谋长阿列克谢·安东诺夫前往布达佩斯对部队情况进行检查。在国防部长朱可夫的指示和帮助下，匈牙利驻军司令彼得·拉先科通过参谋部制订了一份代号为“波浪”即“特别军参加在匈牙利领土内恢复秩序”的绝密计划，其中包括了在必要时苏军必须占领和守卫的目标、苏军与匈牙利国家保安局和人民军合作方案和可用武器装备数等内容。:180
7月至10月间，格罗·埃诺竭尽全力试图安抚国人，他为遭囚禁的社民党领导人平反，还开展了裁军。在反复犹豫后，格罗同意拉依克·茱莉亚为她丈夫举办葬礼。10月6日是1848年匈牙利革命中13位将军被处决的纪念日。这一天，茱莉亚和他的儿子身着黑衣站在丈夫棺椁旁等待下葬。此次葬礼有数万人前来默哀。当天天气寒冷，风雨交加，坟墓前的花圈堆成了山。虽然茱莉亚的丈夫拉依克·拉斯洛作为秘密警察的头目，实际上逮捕并杀害过数以千计的无辜者，打压或摧毁过天主教的慈善组织、青年团体和所剩无几公民社会组织，但是出席葬礼的人还是称赞了他，并以最严厉的语言谴责了杀死拉依克的人：“他是被从‘个人崇拜’的渊薮中混迹到阳光下，以施虐为乐的罪犯所害。”:455-456

### 波兰十月与局势升级

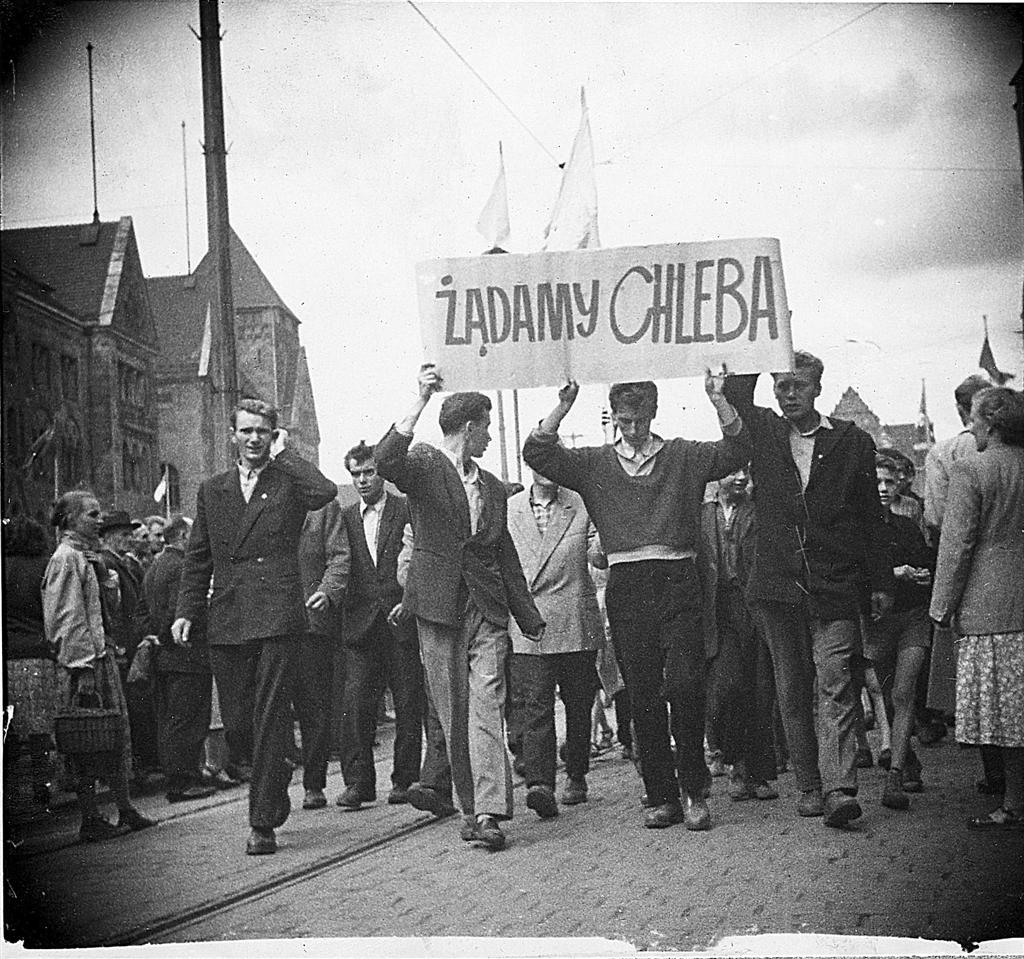
波兹南的游行示威中，有抗議者打出“我們要麵包！”的標語

葬礼当晚，匈牙利爆发了一些零星的示威活动。约500位学生聚集在1849年被奥地利人处决的匈牙利首位宪政总理的雕像周围。虽然聚会以和平的方式解散，不过，这些活动还是提醒了人们，从根本上说匈牙利的状况没有发生改变。拉依克葬礼的重要性在当时并不为布达佩斯所知，而莫斯科对此更无从了解。:456-457为了平息拉依克葬礼后产生的民愤，政治局于第二天开会，建议追究法卡斯·米哈伊的刑事责任，并于10月13日将他正式逮捕。:78
10月的前几周，克里姆林宫的注意力主要集中在波兰。6月，波兰城市波兹南10万工人上街游行示威，要求提升薪水减轻劳动负担，并号召“结束独裁”，“俄国人滚蛋!”。波兰军队开枪镇压，数十人死亡。不过，波兰人并没有将责任归结在本国人身上。因为，波兹南行动是由时任国防部长罗科索夫斯基元帅主持，而他是波兰裔苏联人，而同时波兰军队的总参谋长等76名高级军官也是苏联人。在波兰统一工人党内部，也有人开始主张将苏联军官完全撤职。10月，波兰统一工人党单方面决定为哥穆尔卡全面平反，并任命他担任第一书记。10月19日，赫鲁晓夫与科涅夫等苏联党政军领导人突访波兰首都华沙，与波兰统工党领导人会谈，试图阻止哥穆尔卡掌权，并命令驻波苏军向华沙集结。与之相对，哥穆尔卡调集内务部队和其他忠于自己的军队部署在华沙各地，以保卫他本人和政府，双方之间的军事冲突一触即发。在得到哥穆尔卡波兰会留在华约集团的保证后，赫鲁晓夫作出让步，接受哥穆尔卡的要求并召回了罗科索夫斯基及其他苏联军官。:456-457
哥穆尔卡复出的消息极大地鼓舞了匈牙利人民，他们希望纳吉可以同样复出。拉依克的葬礼让人民变得无所畏惧。整个10月，裴多菲俱乐部在匈牙利各地纷纷成立，所有大学和高中都成立了自己的民主管理机构和辩论社。媒体也非常热烈地报道了这些活动。一个电台采访了一些高中的“议员”，这些“议员”表示“想前往西方学习当代文学”。他们还认为大学入学不应该看和党的关系，而应依照考试来决定。波兰的事情也得到了积极报道。当数十万波兰人在华沙为哥穆尔卡欢呼时，有匈牙利记者称“民主化的潮流得到了广大群众的支持，更重要的是他们是工人阶级。”:45710月16日，塞格德大学学生会宣布退出官方的劳动青年联盟，在不准许任何独立于共产党组织存在的国家，另行建立了自治的大专院校学生联合会。20日至23日间，全国各地相继有多所大学的学生加入了该组织。:79-8010月19日，匈牙利新闻工作者协会代表大会通过决议，要求重新制定出版法，保证批评自由并给予记者以豁免权，大会还特别赞扬了中华人民共和国的“百花齐放、百家争鸣”的方针，许多人认为中国和苏联完全不同，是匈牙利的榜样。
面对日趋紧张的局势，匈牙利劳动人民党领导层表现糟糕。在担任第一书记的三个月里，格罗只在国内待了一个月，其中9月曾前往苏联克里米亚休假。同时，格罗还派卡达尔前往中国参加中共八大。等到10月7日二人在莫斯科会合后一起回到布达佩斯时，局面已越发不可收拾。但是，格罗仍决定按照原计划访问南斯拉夫与铁托和解。10月15日，格罗和赫格居什率代表团正式访问南斯拉夫，时间长达7天，卡达尔、奥普罗·安托尔等高层也一同前往。期间，主持国内工作的人不断向代表团发电报，表示局势不断恶化，催促党政领导人立即回国。但代表团认为提前回国结束访问“不礼貌”，坚持会谈和参观活动结束后才回国。:78-79:181

## 經過

### 第一枪

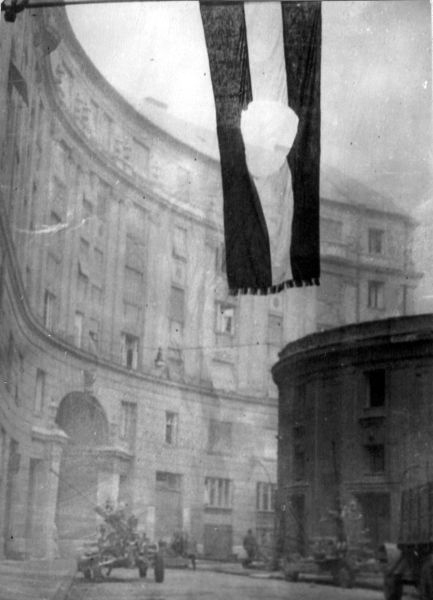
在革命期间主要战场科尔文大街，匈牙利國旗上的匈牙利国徽被剜掉

10月22日，受到之前新闻的启发，5000名学生挤进了布达佩斯科技大学的礼堂，要求投票退出匈牙利劳动青年联盟并建立自己的组织。从下午3点直到午夜，他们起草了一份宣言，这份激进的宣言后来被称为“十六点”（也有称为“十四点”）。“十六点”要求：苏联军队撤出匈牙利、自由选举、由纳吉领导改组政府、结社自由、经济改革、释放政治犯、思想言论和新闻自由、恢复1848年3月15日为全国节日、修改国徽和军队制服、支持波兰的独立运动等。学生们约定第二天在约瑟夫·贝姆将军的雕像下集合，以表示对“十六点”以及波兰工人的支持。:88-89:457-458
10月23日，至少有25000人来到贝姆广场，另外有数以千计的人聚集在通向广场的路上。他们从全市各地涌向波兰将军雕像，一些人在路上吟诵起当时被禁的裴多菲的《民族之歌》。这首诗据说引发了1848年匈牙利革命。:458
| “          | 起来，匈牙利人，祖国正在召唤！ 是时候了，现在幹，还不算太晚！ 愿意作自由人呢，还是作奴隶？ 你们自己选择吧，就是这个问题！ | ” |
| ——民族之歌 | |   |

被剜掉的拉科西时代匈牙利国徽

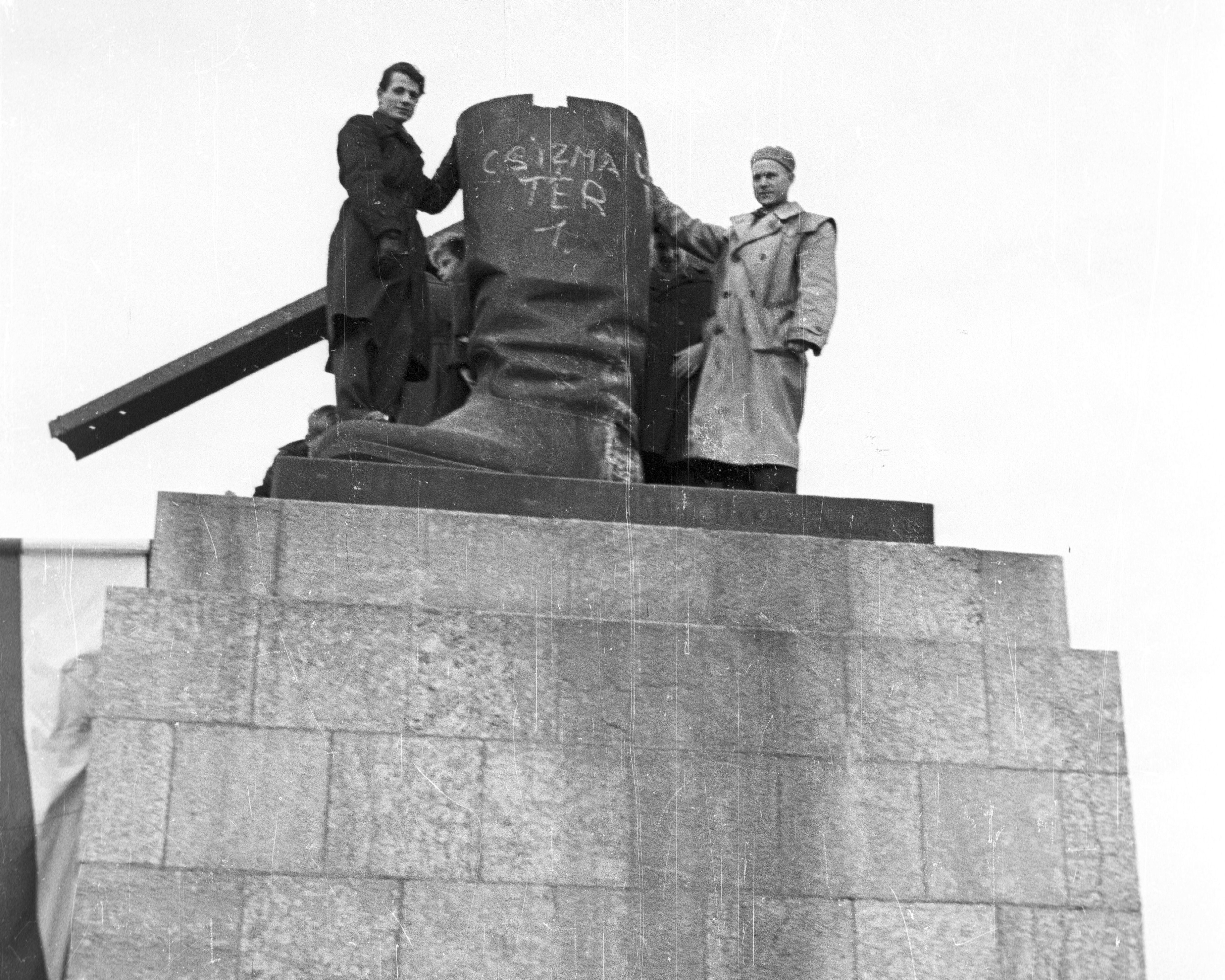
被毁坏的斯大林雕像，只剩一双靴子

人群中有人将匈牙利国旗中的国徽剪下，在旗帜上留下了明显的圆洞，于是其他人纷纷效仿。与波兹南一样，许多人还高呼“俄国人滚蛋！”的口号，并在沿途抄了一家俄语书店，将书店中的一切付之一炬。另一群人脱离大部队前往广播电台并将电台大楼包围并表示：“我们要电台归于人民！”广播电台当时由国家保安局（秘密警察）守卫，革命群众派代表与电台方面交涉，要求电台播放革命者的要求，不久代表被监禁，有谣言说代表被杀，大楼外的人于是变得不安起来。
当天上午，匈牙利党政代表团乘火车返回布达佩斯，格罗在火车站就访南之行发表讲话。当得知学生的游行计划时，格罗被激怒。随后，格罗、雷瓦伊与《自由人民报》的代表会面，他们指责来访者丧失理智，低估了无产阶级政权的力量，表示党和政府有办法对付制造混乱者，游行将被坚决制止。当代表团中有人问及如果青年们不顾禁令坚持游行时该怎么办，格罗和雷瓦伊毫不犹豫地表示“那就开枪”，雷瓦伊还一再重复这句话。中午12时53分，电台播放了内务部长比洛什·拉斯洛禁止游行的通令。为此，匈牙利作家协会、裴多菲俱乐部和大学生代表多次前往党中央要求解除禁令，他们认为禁令会进一步加剧局势紧张。据当时参会代表回忆，匈牙利党的领导人慌作一团，心急如焚，但又一筹莫展，“格罗是从办公室冲出来的，其他人面色苍白，束手无策。奥普罗·安托尔高举双臂带着哭声向裴多菲俱乐部负责人坦佐什·加博尔说：‘...请你们挽回局面吧！’”下午2时23分，内务部长比洛什又通过广播解除了此前的禁令。:90
晚上8时，格罗做广播演说，谴责作家和学生们所提出的要求，称“人民公敌今天的主要目的是要埋葬工人阶级的政权，松懈我党和光荣的苏联党之间的关系。我们谴责那些滥用国家给予工人阶级的民主权利来制造民族主义示威的人们……”。格罗的广播演说将民众激怒，一位身在党中央大楼的高级军官听完格罗的讲话后暴跳如雷，拔枪扬言要枪毙格罗，被众人急忙阻止。同一时间，另一群人决定自行拆除斯大林铜像。人群移动至英雄广场，这里矗立着四年前修建的斯大林巨型铜像，在数次用绳索将其拉倒的尝试失败后，一群工人带着从市公共交通部借来的起重机和金属切割机等重型设备赶到，在人群的欢呼声中，铜像开始摇晃。晚9:37分整，斯大林铜像终于倒下。:458
在广播电台大楼前的民众听到格罗讲话后也怒不可遏，纷纷向电台投掷瓦块、砖头，一些人试图通过底层窗户爬入大楼。为阻止民众的行动，守卫电台的部队使用催泪弹和消防水龙头。最后，士兵端着带刺刀的步枪，呼喊着逼进群众，才暂时驱散了民众，士兵在楼前按射击位置展开。晚上9时左右，广播台响起枪声，枪声持续不断，造成许多人死伤。从此开始，布达佩斯民众由和平示威转为武装起义。受惊的群众愤怒地高呼：“保安局是刽子手！”“杀死保安部队！”当时，有人目击在国家博物馆和邻近广场的保安部队向附近街区扫射，试图阻止更多群众涌向广播台。青年学生从哗变的士兵和警察手里得到武器，不久，切佩尔和新佩斯兵工厂的工人们用卡车从仓库和民兵武器库运来了大量步枪、机枪和子弹，起义的学生、工人实力大增。:99
电台守卫部队通常只有16人和一个排的后备队。后来，保安局派来了300人和军事学院部分学员进行支援，守卫总兵力达到500人。战斗越来越激烈，起义者占领了广播台附近的许多制高点，电台守卫的抵抗逐渐变弱。晚上11点左右，来自皮利什乔包的坦克部队奉命赶到广播台，负责增援大楼的守卫，但被起义人群包围。在人们的劝说下，部队指挥官拒绝让士兵帮助守卫部队作战，自己前往国防部报告情况。一位少校军官站在坦克上准备向群众讲话，这时从广播台射来一梭机枪子弹将他击毙。随后，一辆救护车赶到，司机称奉命前往救助大楼内的伤者。起疑的民众将救护车打开，发现里面装有武器和弹药，随即将司机处决。在目睹了长官被杀后，前来支援的士兵于是撕掉了军帽上的红星，纷纷倒戈。凌晨时分，起义者陆续攻入大楼，第二天上午9点，电台大楼全部被占领。:101-102:458匈牙利青年接管了国家电台，将其重新命名为“自由科苏特电台”，这和二战时共产党宣传用的“科苏特电台”相呼应。他们称：“许多年来，我们的电台一直充当着谎言的工具...它没日没夜地说谎，在所有波段上说谎。现在，让我们在麦克风前重新开始”。:459当晚，群众还相继占领了党报《自由人民报》编辑部和国际电话局，他们利用编辑部印刷学生的宣言以及各种传单到街上散发。当保安局开枪的消息传出后，人们将编辑部各房间的书籍家具搬到街上点燃。当时还在楼内雷瓦伊·约瑟夫在记者的帮助下从后门逃走。:104

### 政府改组

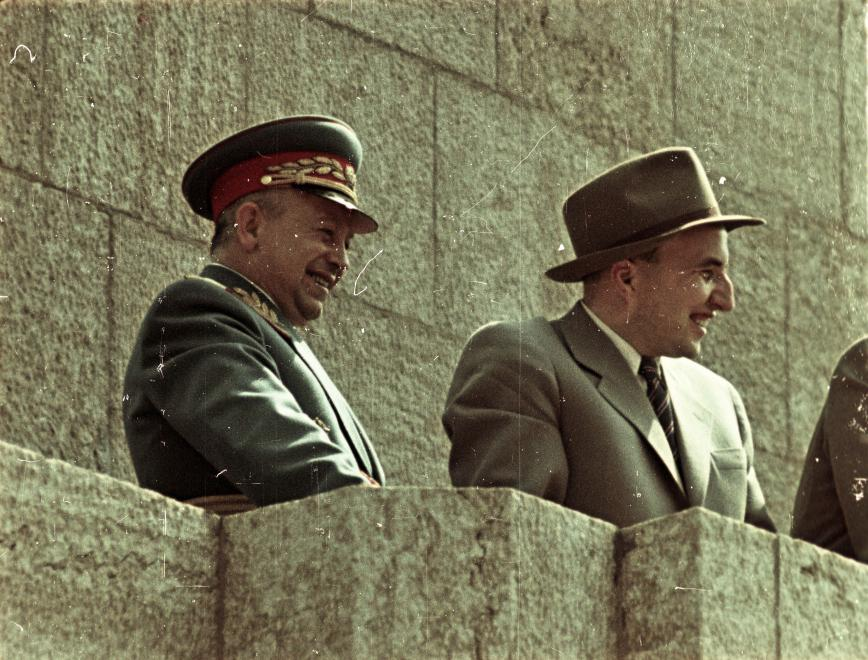
1955年5月1日，部长会议主席赫格居什·安德拉什（右）与国防部长鲍陶·伊斯特万（左）在布达佩斯检阅游行的工人队伍。

苏联领导人对布达佩斯发生的事情感到无比诧异和困惑，而劳动人民党领导人格罗·埃诺更是惊恐万分。为了平息众怒，10月23日10点半左右，格罗召开政治局中央委员会会议，当时没有任何领导职务，党籍刚刚恢复几天的纳吉也参加了这次会议。会上，各方展开激烈争论，但一致认为为恢复秩序必须立即宣布戒严令。临近午夜时分，赫格居什·安德拉什表示如果不能稳定局势，将求助于苏联军队。会议还决定对政治局进行重大改组，具有强烈改革意识的多纳特·费伦茨与洛松齐·盖佐进入政治局，政治局还同意由纳吉组建新政府，出任部长会议主席（总理）。:107-110格罗还向苏联大使安德罗波夫和领导人赫鲁晓夫通电话，请求苏联出动坦克进行支援。:458-459
10月24日8点13分，电台播放消息，纳吉正式担任部长会议主席，赫格居什担任第一副主席。当日凌晨，赫格居什和国防部长鲍陶·伊斯特万背着纳吉以纳吉的名义拟定了法令，宣布对一切旨在“推翻人民共和国”的行动实行即决审判，可以当场处以死刑，该法令与戒严令一起于8点45分播出。这些法令使外界对纳吉留下了十分糟糕的印象。纳吉发现后进行抗议，但为时已晚，革命向全国蔓延。:110-111中午12点10分，纳吉通过广播发表《告匈牙利人民书》，试图安抚大众。他呼吁大众停止暴力，恢复工作，承诺推进三年前搁置下来的政治改革。他请求群众回家，把此事交给党内老一辈人来处理。但是，各地群众仍在继续武装自己，零星的暴力事件时有发生。:458-459

### 苏联首次出兵
10月23日23时，根据苏联政府的决定，苏联国防部已经向驻匈特别军、喀尔巴阡军区步兵军、驻罗马尼亚独立机械化集团军发出出动命令。这些部队包括5个师31550人，装备有1130辆坦克和自行火炮，615门火炮和迫击炮，185门高射炮，380辆装甲运兵车，3930辆汽车。同时还有4个空军师，共计歼击机159架，轰炸机122架，负责空中支援。事发前几个月，苏联领导人已经制定了临时干预方案。当月19日至21日，驻匈牙利苏军在苏军总参谋部的命令下已进入战斗警戒。:458-45910月24日凌晨2点，在苏联国防部长朱可夫元帅的命令和副总参谋长米哈伊尔·马利宁大将的指挥下，苏军坦克进入布达佩斯。:185:458-459

#### 布达佩斯巷战

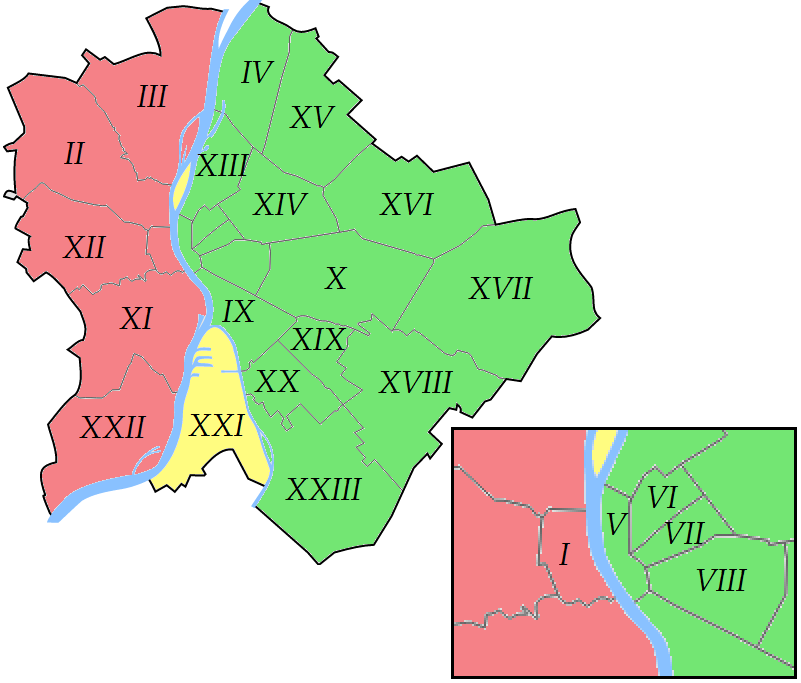
布达佩斯市区，多瑙河从城市中部穿过，西部为布达，东部为佩斯，东部第七、八、九区为主要战场。主干道于勒伊大街为第八、九区交界处。

苏军进入布达佩斯十分匆忙，对当地街道很不熟悉，不得不向行人打听方向，愤怒的市民往往故意指错路，延缓了苏军的行进。进入首都的苏军，部分奉命加强对重要目标的保卫，如议会大厦、党中央、国防部、邮电局、重要桥梁和十字路口等，另一部分在市内街道巡逻。:116
除了坦克部队外，苏军有许多步兵乘坐在坦克上，由于没有装甲保护，他们在狭窄的街道受到了两边高楼发射出的子弹的袭击，许多士兵被击中。袭击他们的除了前一天晚上自发组织起来的武装小分队和分散的携带武器者，也有匈牙利士兵。面对苏联的入侵，一些本来举棋不定的匈牙利军人开始转向，出现整营军人集体投向起义者的情况。其中，大部分军事院校的学员都同起义者站在了一起。兹里尼军事学院的全体学生在院长的率领下集体倒戈。起义者在首都展开巷战。他们在交通要道设置路障，在市内各个广场和工人聚居的第七、八、九区狭窄的街道上，用电车铁轨、石块、铁棍、水泥板等垒起层层障碍物，手工制造燃烧瓶（莫洛托夫鸡尾酒），烧毁了不少苏军坦克，逃出的坦克兵在街道中被击毙。在过去10年中，匈牙利青年在学校和工厂接受过与外国侵略军开展游击战、巷战技巧的训练。他们很多人熟读过《青年近卫军》等苏联文学著作，于是效仿当年苏联游击队战士的榜样抵抗苏军。在戴阿克·费伦茨广场，他们用绳索迫使坦克停下，将打开炮塔盖出来整理拉绳的士兵击毙，从路边把汽油瓶扔进坦克炮塔盖，坦克乘员有的毙命，有的身子着着火逃出，没跑多远也被击毙，:117此外还有些人还缴获了几辆苏军坦克。面对抵抗，苏军接到可以开火的命令后，大肆开火报复，导致不少无辜平民死亡。中午，苏军坦克驻扎到了议会大厦外。:118
在苏军进入布达佩斯后，虽然到处都在发生激烈的抵抗战斗，但是也有一些其他特别的情况发生。在一些地方，苏军坦克被手无寸铁的匈牙利居民包围，青年学生中有人用俄语与士兵交谈，苏军下级军官则向群众表示，上级告诉他们反革命分子和法西斯匪徒在布达佩斯作乱，但他们现在已经明白这是谎言，自己不会向匈牙利人民开枪。这些话赢得了阵阵欢呼，有群众与苏军士兵热烈拥抱。匈牙利士兵还和他们交换军帽。一些人还把匈牙利国旗挂在了苏军坦克上。还有些苏军士兵用武器弹药与匈牙利人换取食品饮料，一些苏联少数民族，如亚美尼亚人甚至加入起义者，帮助印刷和散发俄语传单并一起战斗。有抵抗者回忆说：“我发现自己正在射杀的是那些惊恐万分的乌克兰农村青年，他们也有同样的理由憎恨我们所憎恨的一切...我的感情陷入尖锐的矛盾之中。”:121

#### 科苏特广场屠杀事件

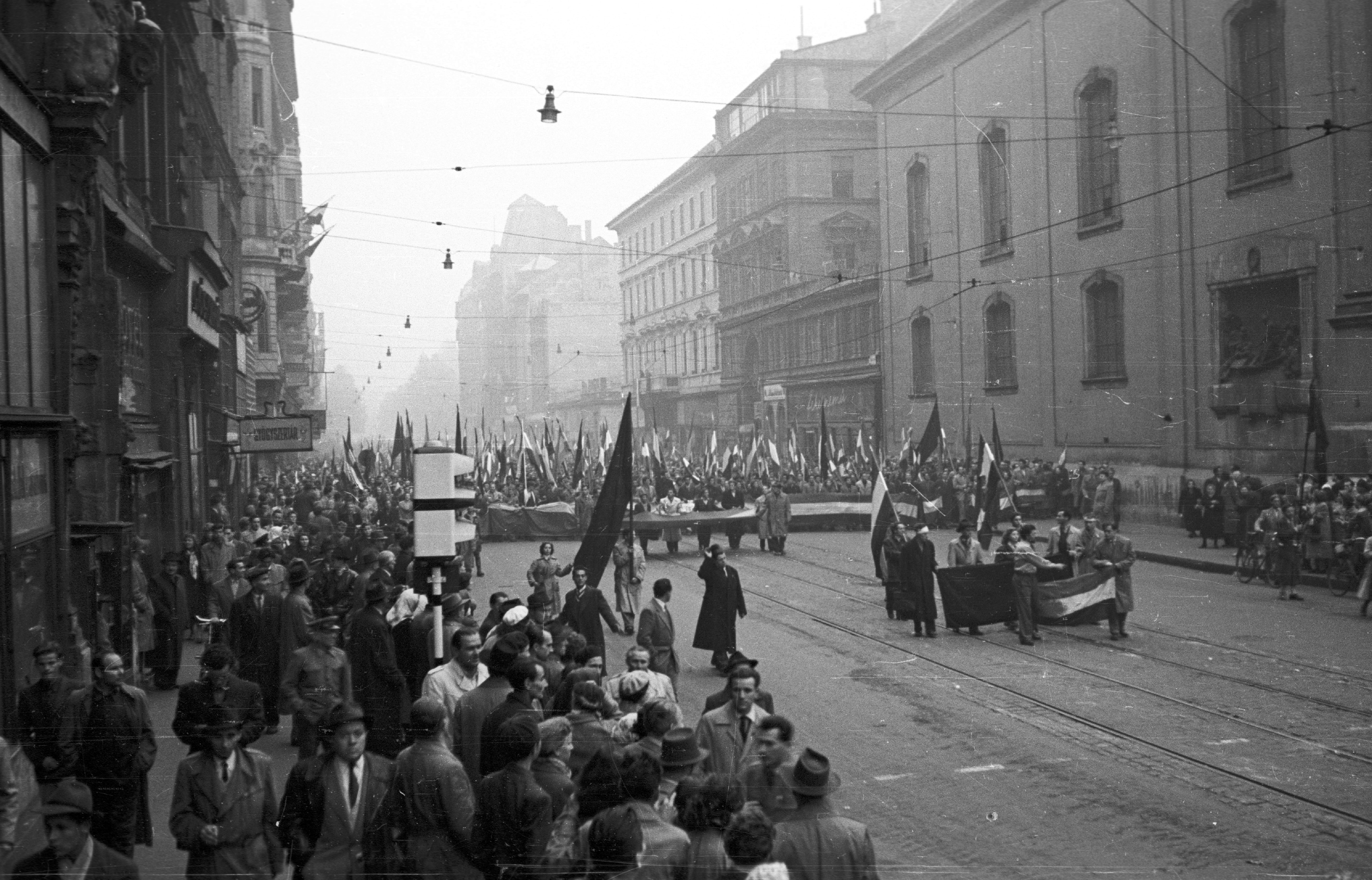
10月25日示威者游行

10月25日上午，在市中心，一些会俄语的青年与在街上巡逻的苏联坦克手交谈，他们向苏联士兵解释匈牙利人斗争的目的，要他们不要开枪和干涉匈牙利事务，匈牙利发生的不是反革命，没有人想回到战前的制度，人民只是在为民主权利而斗争。与之前一样，人们质问苏联人为什么来到这里，苏联人则回答是上级命令他们来此将城市从法西斯匪徒手中解救出来。他们四处张望回答说没有看到任何法西斯，只看到了人民、工人、妇女和青年，匈牙利人有权决定自己如何生活。于是，一些匈牙利人跳上坦克，同苏联士兵拥抱，还在苏联坦克上插上了鲜花和匈牙利国旗。许多人高呼“俄国人同我们站到一起了”“我们不是法西斯，我们是工人！”，人们开始向议会大厦前的科苏特广场进发，苏联坦克则跟随队伍前进。:125-126
这支队伍会聚了男女老少，人们喊着“打倒格罗”等口号，到达了戴阿克广场。此时，同样的情形再次上演。三辆约瑟夫斯大林重型坦克开了过来，几位男女学生将俄文传单塞入坦克瞭望口，向他们申明匈牙利民族的要求，揭露苏联政府利用军队镇压别国解放斗争的事实，传单还引用马克思语录“压迫其他民族是不能获得解放的”。经过几分钟沉默后，指挥车上炮塔慢慢打开，有苏联军官害怕地露出头看，一位青年跳上坦克向他伸手，周围群众爆发出欢呼声和喝彩声。另外两辆坦克也打开了炮塔，匈牙利姑娘跳上坦克与苏联士兵拥抱亲吻。人群与苏联士兵互相抛送军帽，人们纷纷向苏联人招手，高唱国歌和科苏特歌曲。双方沉浸在友好的氛围中。一位美国记者目睹了这一场景后写道：“这是我一生中看到的人民与外国军队之间最愉快的交往。”:125-126
科苏特广场距党中央大楼数百米，当时政治局正在召开会议。随着苏联士兵转向的消息传开，很快数万人聚集到了科苏特广场，人们高呼“打倒格罗！”“苏军万岁！”此时，议会大厦对面的农业部大楼房顶上忽然有密集的轻重机枪子弹向广场上的人群扫射。广场上立即有人死伤，人们纷纷四处寻找藏身之处，有的人卧倒，有的人从窗口跳入农业部，还有人逃入了议会大厦。一些爬在地上和逃入周边胡同的人仍遭射杀，这一状况持续了十多分钟。:159广场上的死伤者包括了妇女和儿童，20多辆坦克载有的苏军士兵也有中弹，看到此景，苏联坦克向楼顶回击开炮才制止了屠杀的持续。在得到了从秘密警察处缴获或人民军士兵提供的武器后，有群众进行了回击。此次事件中，有近百人被打死，数百人受伤。开始，人们用救护车运送死伤人员，后来救护车不够用便使用公共汽车和卡车运输，车辆在经过的路面留下长长的血迹。纳吉通过电话了解到这一情况后十分激动，一小时后解除了内务部长比洛什的职务。此次事件后，原本趋向缓和的局势再次紧张起来。:126-127

#### 小分队各自为战

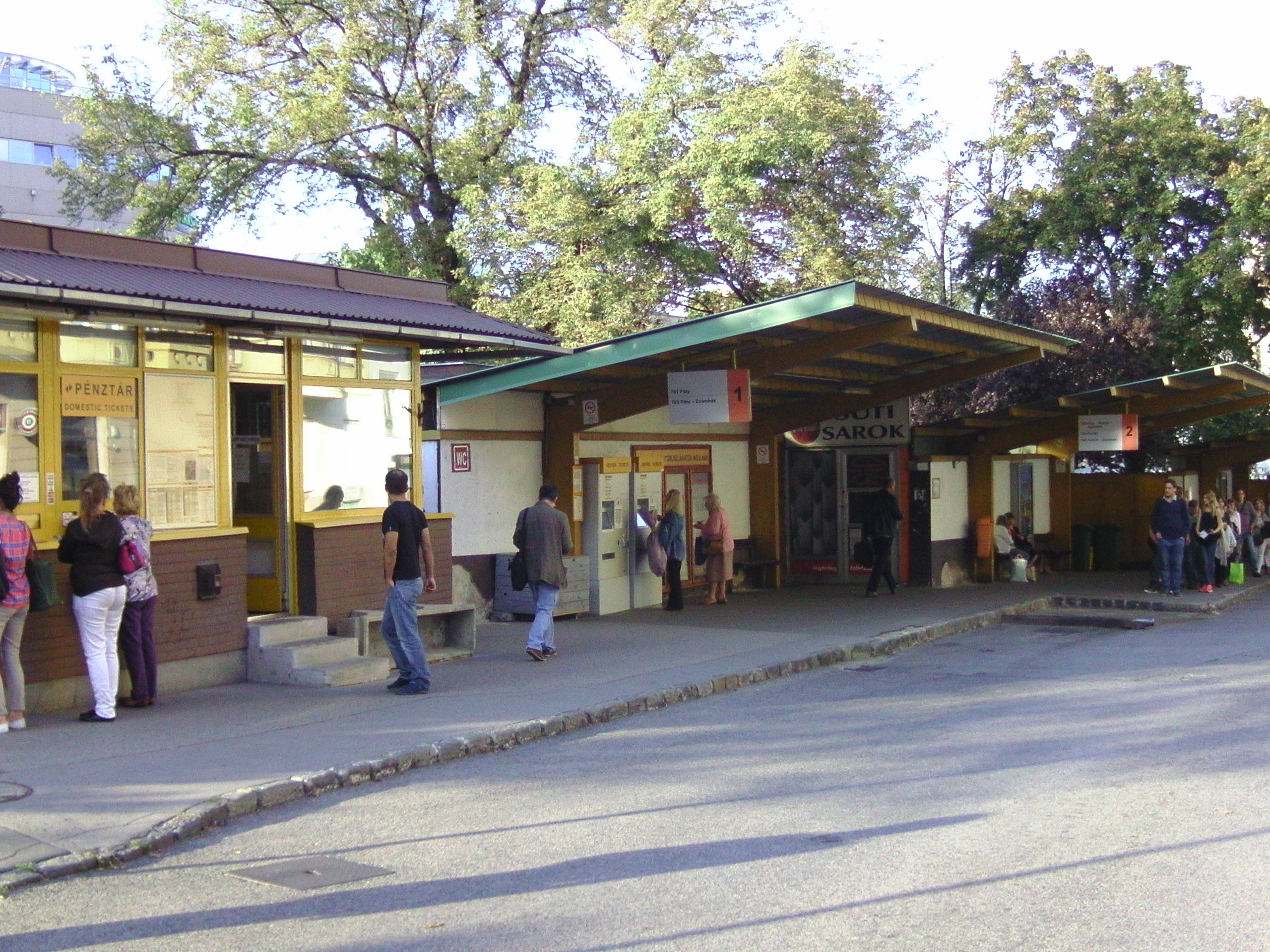
位于布达的塞纳广场是起义者最早建立的武装据点

此时，匈牙利军队的中央指挥体系已经随着抗议者对政府的施压而瓦解，军队面临分裂。布达佩斯和乡下的大部分军队并未参与抗议，而当地军官通常也会避免对抗议者与革命者使用武力。从10月24日至10月29日，在50个地区仍然发生了71起军队和民众的武装冲突，另一方面据后来的国民卫队全国司令部统计，到10月底共有2000名军人与起义者并肩战斗。起义者最早建立的武装据点位于布达的塞纳广场。10月24日早晨，人们聚集在那里一个尚在建设中的地铁站，从附近车库找来许多大汽油桶建起路障，通过一个下午的战斗，成功阻止了苏联坦克的通过。第二天，这个武装据点在前南斯拉夫游击队员凯毛尔·埃克兰和59岁公共汽车司机萨波·亚诺什的主持下改组。在萨波的指挥下，青年工人和学生，甚至十几岁的小伙子和姑娘都加入进来。27日，这支队伍接受了一批从矿山强制劳改营获释的犯人，人数进一步增加。10月底，塞纳广场小队被编入国民卫队，指挥部迁入警察局，萨波也成为全国革命委员会委员，他曾极力阻止部下采取残暴行为，1957年1月被卡达尔政府处死。革命期间，战略、战术都是通过公开的民主会议来决定，所有成员均可发表意见并参加讨论。:136
起义者多为青年，相当数量为大学生和中学生，期间人员不断变化，有人回家后就一去不复返，也一直有新成员加入。由于人员构成杂乱，人们互相并不认识，也从不询问他人姓名和住址。在24日苏军进入市区干涉时，许多小分队都是仓促组建，临时完成任务。虽然没有任何组织和纪律，但是成员间的协作却十分默契。布达佩斯最大的武装据点指挥者彭格拉茨·盖尔盖伊表示：“参加革命的人都是自愿的。留在那里的人都是根据个人意愿自动参加的。我们不问任何人从哪里来和他是谁。我们也不在乎来者是否作为政治犯或刑事犯曾坐过牢。我们既不询问他们是什么民族，也不问他们是什么宗教。只要他手中握有武器并为实现大学生们的十四点声明而战，他就是战友。”:134除了固定参加战斗者外，也有一些散兵游勇，他们凭兴趣随时参加随时退出，不受任何约束。一位理发师表示，那个时候，店里没有生意时他就去参战。也有人利用早餐外出购物的闲余时间打一到两个小时的仗，然后带着食品回家，吃过早餐再去上班。:134-135

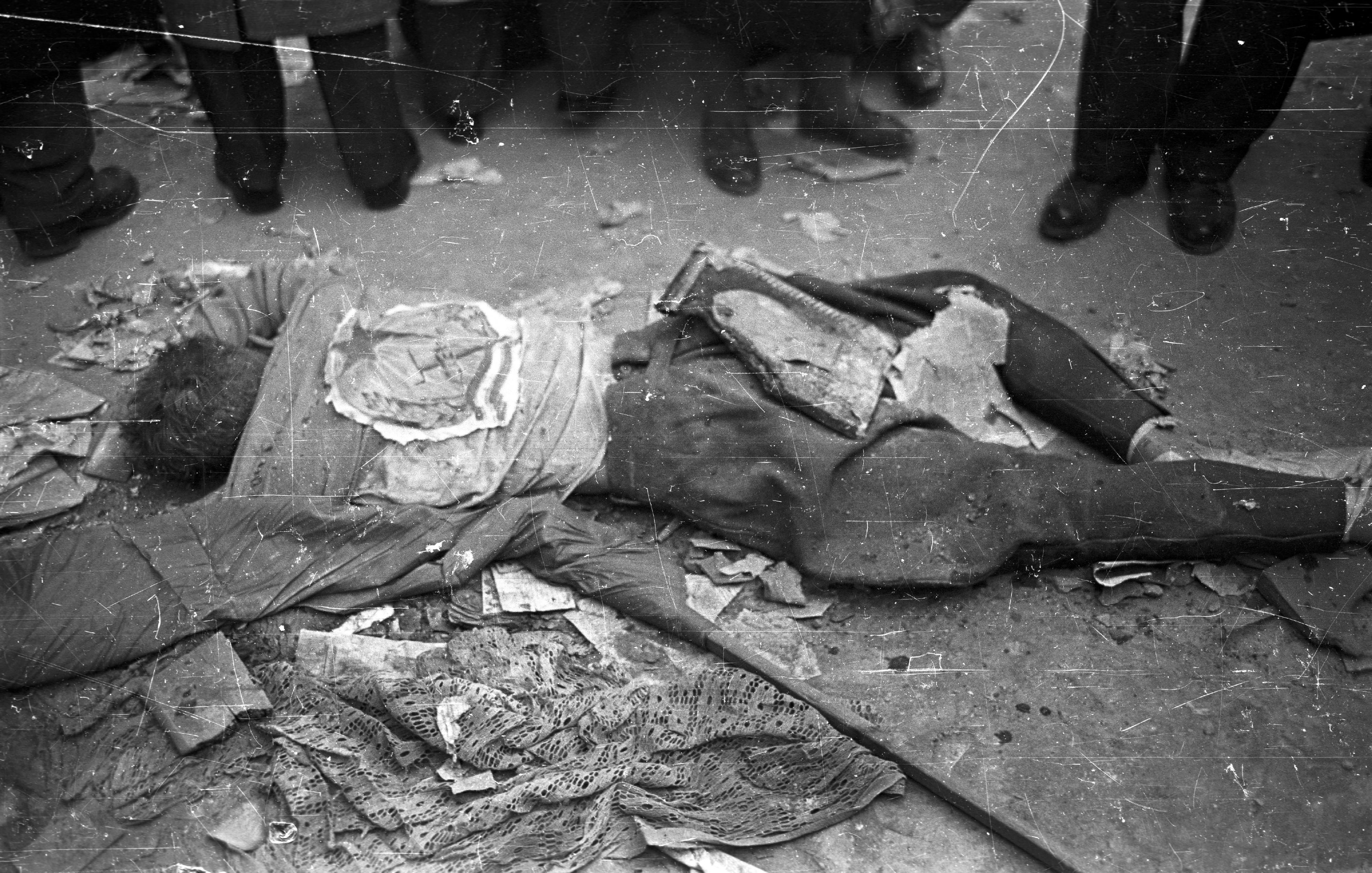
被处决的劳动人民党中央委员会大楼守卫的尸体

10月24日凌晨，在布达佩斯东站前的鲍罗什广场，参加过攻打广播电台和附近武器库的武装小分队未能阻止苏军坦克的前进，退入附近胡同分散行动。26日，在仪表工人、共产党员尼茨盖尔什堡·拉斯洛的召集下，小分队重新集合起来建立了统一的武装小分队。后来卡达尔政府公布的材料称，参加尼茨盖尔什堡武装组织的人中有许多黑社会分子、小偷、妓女及其他各类犯罪者。1961年，尼茨盖尔什堡和一些其他成员被处决。:136-137革命者还攻击苏军和秘密警察余部。基拉伊·贝拉带领的部队袭击了劳动人民党中央委员会大楼并处决了数十位可疑的劳动人民党党员、国家安全人员和军人。照片显示受害者曾遭到拷打。匈牙利社会主义工人党政治家拜赖茨·亚诺什在他所出版的受政府赞助的白皮书中称叛乱者拘留了几千人，还有另外几千人上了叛乱者的死刑名单。这本书说，10月31日在考波什堡，64人遭到监禁，其中13人是军官。

#### 科尔文大街与基利安兵营

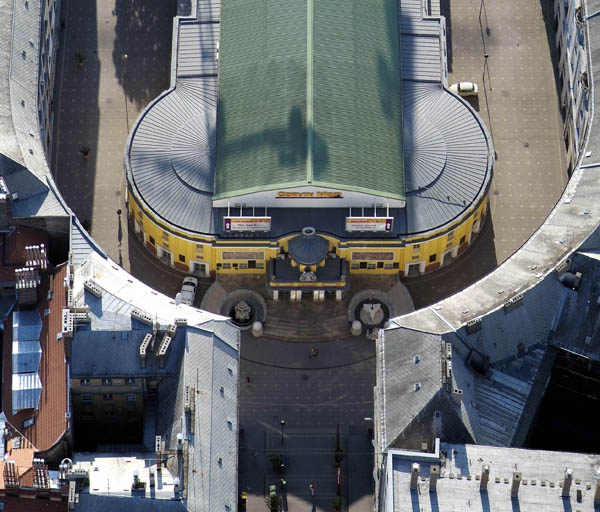
科尔文大街地形

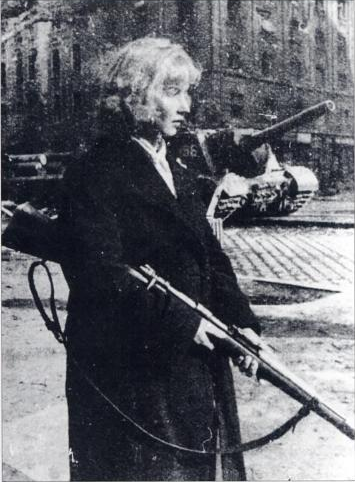
布达佩斯科尔文大街，手握莫辛-纳甘M91/30步枪的金发女子，身后为她所属的小组击毁的ISU-152战车。

作为革命期间布达佩斯的主要战场之一，位于布达佩斯第八区的科尔文大街（或科尔文夹道）是起义者占据的一个较大且有着广泛影响的据点。大街地势特殊，进可攻退可守。中央是椭圆形“科尔文电影院”，影院周围有一条十米宽的窄道，四周是五层高楼，将电影院和小广场环绕其中。进攻的装甲车即使接近也无法进入大街的出口，起义者却可以在建筑群各个朝街窗口的火力掩护下出入。电影院带有两个工人集体宿舍，附近有学校和大食堂，利于屯兵储粮。电影院后面有加油站，为制造燃烧瓶提供了材料。大街侧面隔着于勒伊大街有基利安兵营，它是布达佩斯另一个主要武装据点。:137-138
10月24日早晨，一些起义者聚集在科尔文大街并占领了电影院和四周的居民房。最初，一个小分队在此利用步枪、手榴弹和“莫洛托夫鸡尾酒”燃烧瓶袭击苏军坦克，并利用缴获的几辆装甲车击毁了许多坦克。随后此地人数快速增加，31日已达3000人。开始时由26岁的年轻人伊万·科瓦奇·拉斯洛领导，30日经过选举由彭格拉茨取代。基利安兵营内原有1000多名工兵辅助部队，23日晚广播电台冲突发生后曾有群众进入抢夺了少量枪支弹药。兵营最初保持中立，但当士兵看到科尔文大街的起义者击毁的坦克燃烧起来后，一些士兵加入了起义阵营，训练其使用机枪和手榴弹，并提供饮食。24日，在军营内的一位政工军官的带领下，一些士兵袭击了起义者，俘虏了10多个人，双方于是爆发冲突。第二天早晨，起义者包围并开始攻打兵营。:138
在此情况下，国防部派遣曾担任工兵辅助部队司令的马莱特·巴尔上校指挥5辆坦克前往支援基利安兵营，在与围攻军营的起义者接触后，马莱特建议双方停火并释放了俘虏，基利安兵营上挂起了科苏特标记。根据31日西方记者采访报道，马莱特表示“上星期三凌晨，我接到当时国防部长的命令，要我率5辆坦克去镇压第八区的自由战士以解除基利安兵营的危险。我到现场后发现，那些为自由而战的人不是匪徒，而是匈牙利忠诚的儿子。于是我通知国防部长，说我投奔到起义者一方了。从此，我们一直在并肩战斗。”不过，马莱特在军服上仍佩戴着红星，以示仍然忠于共产主义。在10月26日晚些时候及后来两天，苏军不断向科尔文大街和基利安兵营发起进攻。在马莱特的指挥下，起义者及兵营的1200位士兵顽强抵抗，直到28日政府宣布停火后才停止战斗。由于兵营墙壁厚实，除了重炮外任何苏联武器都无法打垮。虽然苏联坦克摧毁了许多房屋，但始终无法靠近兵营一步。而兵营周围被击毁的苏军坦克残骸达几十辆之多。由于在此抵抗的有匈牙利正规军且战绩辉煌，全城其他武装小分队受到了极大鼓舞。马莱特表示除了匈牙利部队外，不会向任何人缴械。他也成为了匈牙利武装抵抗的象征和最受拥护的英雄，他和基利安兵营的名字迅速驰名全国。:139-141

#### 各地情况与实现初步停火
全国各地纷纷成立革命会议，接管当地政府并号召发起总罢工。共产主义的标志和苏联战争纪念碑被移除，共产主义书籍被焚烧。革命民兵组织自发成立，其中包括由杜达什·约瑟夫零星组织起来的约400人的队伍，他们袭击并杀死了一些苏联的同情者和秘密警察。临近奥地利的西部城市杰尔在革命之初成立了以农民党国会代表西格提·阿提拉为首的国民议会。这个反对派政府奉行彻底的反共主义，曾通过无线电台不断向首都广播发送多个最后通牒，甚至威胁要向布达佩斯进军。东部的米什科尔茨、南部的塞格德和佩奇、北部的绍尔戈陶尔扬等大城市和各州也对中央政府的命令有所违背，沃什州的国民委员会向纳吉政府提要求时则只称其为“布达佩斯政府”。包尔绍德州的工人和学生委员会还宣布同“依靠外国势力的”纳吉政府决裂。一些地方的矿工和冶金工人不仅要求赶走苏联军队，还直接指责苏联的社会主义制度，表示早已对这种把工人当做假定主人翁的制度厌烦透顶。松博特海伊汽车修配厂的工人宣布只要匈牙利土地上还有一个苏联士兵，就不停止罢工。其他州、市也大量向布达佩斯发来最后通牒。:150激进分子得出结论：“党是官僚阶层暴政的化身”、“社会主义只有在直接民主的基础上才可以发展”，对他们而言，匈牙利工人的斗争是一场“为直接民主原则”而展开的斗争，并且“一切权力应归于匈牙利工人委员会”。
根据拜赖茨和其他卡达尔时代的资料，在布达佩斯和其他地区，劳动人民党党委组织了一定程度的防御活动。10月26日至27日，劳动人民党和苏军的协作得到改善。10月27日至28日，抵抗者遭到严重打击。一夜之间，新佩斯的武装小分队被打散。在切佩尔，250名劳动人民党党员守住了当地的钢铁厂。10月27日，军队派兵到切佩尔恢复秩序，29日军队撤回，起义者随后控制了该地区。在布达佩斯第十三区安戈雅弗德，当地劳动人民党党员指挥了350名武装工人和380名服役人员。曾参与过二战的反法西斯抵抗组织的老兵则参与了重夺劳动人民党机关报《自由人民报》大楼的战斗。在贝凯什州和索尔沃什周边，劳动人民党的武装分子控制了该地区。10月28日黎明前，除一些孤立据点仍在坚持抵抗外，苏军已消灭了布达佩斯全市数个抵抗据点，双方进入僵持状态，战斗开始逐渐平息。:141-142
10月28日黎明前，匈牙利国防部的一些军官制定了一项计划，准备当天由苏、匈部队彻底摧毁科尔文大街和基利安兵营。从28日凌晨开始，一些匈牙利军队配合苏联坦克和大炮，对这一地区发动进攻。两个据点的抵抗者从街道两边的高层建筑物的窗口使用机关枪和冲锋枪还击，封锁了进攻者的道路。冲在前面的坦克被击毁，失去掩护的士兵不得不停止进攻。苏军指挥部在5点半决定暂停进攻。为了攻占此地，苏军指挥部要求派遣空军用轰飞机轰炸该地区。当纳吉获知这一消息后，立即打电话通知国防部领导人断然表示拒绝，如果苏军一意孤行，他将立刻辞职。:14228日上午，布达佩斯街头苏军和抵抗者的战斗仍在持续。劳动人民党中央委员会最后一次会议决议，改变此前对10月23日以来事件的定性，认为虽然有“反革命分子混入”，但此次事件本质上不是反革命运动，是一场席卷全国和广泛人民性的民主运动，授权纳吉稳定局势。由于受到空袭计划的触动，纳吉决定争取主动，前往苏联大使馆与安德罗波夫会谈。会谈期间，安德罗波夫多次离开会议室与莫斯科通电话。最后，赫鲁晓夫同意了纳吉要求格罗、赫格居什、比洛什和鲍陶流亡莫斯科的计划，双方初步实现停火。:145

### 间歇
在10月28日至11月4日期间，军事冲突暂时停止。许多匈牙利人认为苏联军队正在撤出匈牙利。

#### 停火令下达与新政府成立

1956年10月27日纳吉政府传单

在布达佩斯街头，起义迅速扩散，格罗-赫格居什政府突然倒台使新上任的领导人十分意外，组织一度混乱。虽然纳吉是一位忠实的党内改革派人士，但政治手腕有限。:52他先呼吁大众保持冷静并试图恢复原先的秩序。当时，作为唯一一个在公众和苏联人眼中都值得信任的领导人，纳吉过了很长时间才终于意识到所发生的并不是反革命事件，而是场全民起义。:17310月28日13:20及17:25，纳吉代表新政府通过广播宣布立即实行全面停火。这时，政府已不再要求武装抵抗者放下武器投降，并命令政府所属武装力量在不遭到攻击时不得开枪。:145纳吉在宣言中称：
- 政府谴责认为此次起义是反革命的看法，认同这是一场“伟大的民族和民主事业”；
- 赞同工厂建立工人委员会，以扩大民主并加强自治；
- 无条件停火并赦免起义参与者，与起义者谈判；
- 解散匈牙利保安警察；
- 成立统一警察、军队和革命武装的国民卫队（匈牙利语：Nemzetőrség (1956)）以恢复秩序；
- 立即撤离布达佩斯的苏联军队并就苏军从匈牙利全境撤离展开谈判；
- 任何人不得对参加过武装战斗的人进行任何迫害；
- 政府向国会建议使用科苏特徽记作为国徽，以1848年革命纪念日3月15日为国庆日。[1]:145

停火令下达后，局势显著改善。28日晚，科苏特电台广播公布称布达佩斯尚存的大部分武装据点已停止射击。有些如塞纳广场，起义者听到纳吉广播讲话后召开会议，表示拥护政府声明，然后收藏起武器并迅速离开了广场。接着，电台宣布布达佩斯警察局开始组织国民卫队的消息，号召警察、军队和武装工人、学生共同维护首都治安。10月29日，当天出版的匈牙利劳动人民党中央机关报《自由人民报》印上了科苏特徽记，并罕见地与苏联《真理报》展开辩论，反击《真理报》此前称匈牙利事件为“反人民的冒险”，驳斥苏联人称其为“英美帝国主义者进行破坏”的说法，认为《真理报》伤害了布达佩斯150万居民。:147:176-177基拉伊·贝拉接受了纳吉的任命，负责组建国民卫队。10月30日下午，国防部、人民军总参谋部、国家警察总局和工人、青年及各武装小分队代表在戴阿克广场市警察局开会，由基拉伊主持。会议成立了统一领导机构纳入政府的指挥体系，决定建立革命治安委员会，选举了委员会成员。:160-161
30日下午，纳吉宣布经劳动人民党中央通过，匈牙利结束一党制，恢复战后曾一度实行的多党制，建立多党合作的联合政府，公布包括卡达尔在内的内阁名单，任命马莱特·巴尔为国防部副部长（次日升任为国防部部长）。这一消息轰动了匈牙利全国乃至全世界。:171此前曾遭取缔的政党，如独立小农党、国家农民党（现改名“裴多菲党”）及社会民主党则加入了联合政府，:458-459这些党派同意保留土地改革和国有化成果，维护工人权利。此外，一些未曾加入过1945年联合政府的较小党派也纷纷成立，他们背景复杂，有些要求恢复私有制。其中有类似西方保守党的人民民主党、匈牙利独立党和匈牙利激进党等，也有宗教性强的基督教民主人民党和天主教人民党等。这一时期，恢复活动的政党约为50个左右，分为两大阵营，一个是以小农党为核心，包括社民党等政党，另一个是以天主教势力为基础的保守党派，两者中前者势力较强。作为执政共产党的劳动人民党除了中央领导机构仍然存在外，实际已处于瘫痪和分裂的状态。党的一些办公机构被砸，党员人数锐减90%、有人把党证烧掉或撕毁，一位老党员把党证贴在墙上，在旁边写道“这是我愚蠢的证明。愿你们从这里取得教训。”:171-173由于执政时间非常短暂，新政府没有机会详细阐述其施政方针。不过，当时的报纸社论强调匈牙利应该成为中立的多党制社会民主国家。此外，匈牙利政府还释放了大约8000名的政治犯，其中最知名的是被软禁的天主教艾斯特根总教区总主教明曾蒂·约热夫。

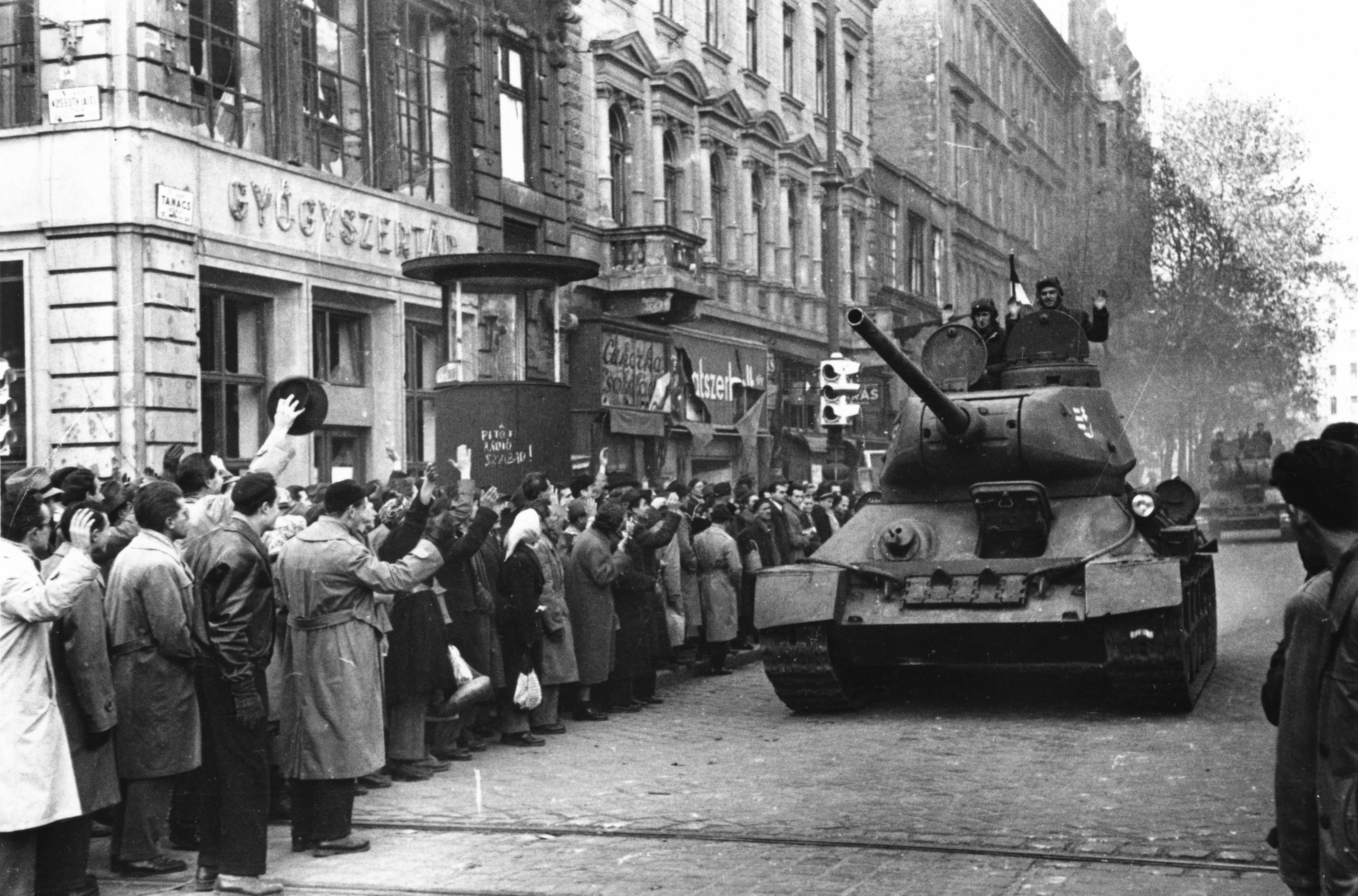
布达佩斯群众向匈牙利军队欢呼

在这段时间内，匈牙利全国1170个城镇发生了348起革命委员会解散当地的行政机构的事件、312起解雇负责人的事件和215起焚烧当地政府文件的行为。另外，还有681起破坏苏联标志如斯大林和列宁雕像的事件、393起破坏苏军纪念碑的事件和122起焚书事件。全国各地，激进的工人借用南斯拉夫的创意成立了“革命委员会”（工人苏维埃），开始接管工厂并驱逐工厂管理者。他们一般未受到新政府的干预，还承担了已经废除的共产党的行政责任。10月30日，劳动人民党正式承认了这些委员会，纳吉请求他们作为“革命期间成立的民主自治机关”支持自己。与此类似，工人委员会也在工厂和矿区成立，不少诸如生产规范之类的规定被废除。工人委员会努力尝试在维护工人权益的前提下管理企业，从而建立起可以摆脱共产党僵化控制的社会主义经济。有时，委员会施加控制却带来了流血事件，在德布勒森、杰尔、肖普朗、莫雄马扎尔古堡等其他城市，秘密警察向示威群众开火，许多人丧生。在当地警察的协助下，秘密警察有时会被缴械。总共，大约有2100个工人委员会成立，拥有成员21000人。这些委员会在布达佩斯联合召开会议，决定结束全国罢工并于11月5日恢复工作。一些较为重要的委员会还向议会派遣代表，对纳吉政府表示支持。

#### 共和国广场事件

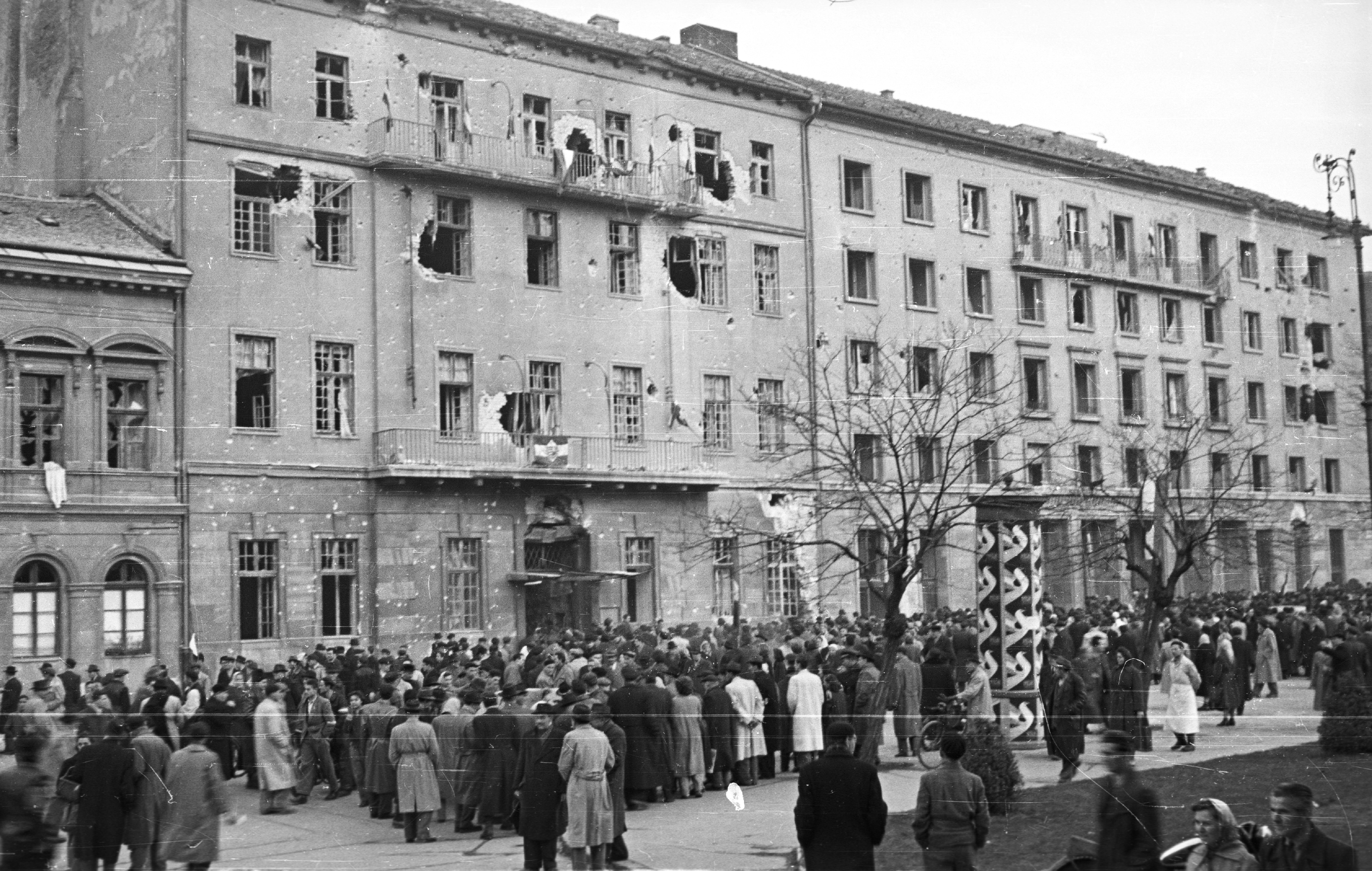
共和国广场受损的党总部大楼

布达佩斯市委大楼位于火车东站附近共和国广场（今约翰保罗二世广场）南面。23日后，在原有3名警察的基础上，又调来了48人两个排的保安部队。24日苏军开入布达佩斯时，曾派来三辆坦克前来守卫，后奉命撤离。事件发生前，有传言称此地关押了之前被捕者，有人甚至传说听到了拷打犯人的声音。另外，不久前莫雄马扎尔古堡发生了秘密警察向示威群众开火的事件，也刺激了示威者。从30日凌晨开始，众多武装人员开始严密监视共和国广场，10点左右完成对市委大楼的包围。在一些人试图闯入大楼的过程中，双方开始交火，战斗十分激烈。在被围的3个小时内，市委不断向政府、国防部、警察局和各处兵营求援，但援军迟迟未到。而进攻一方在大楼守卫者的猛烈火力下伤亡惨重，抢救伤员的人也纷纷中弹，进攻者愈为愤怒。:165-167
在得知市委大楼被围后，纳吉立即指示国防部派坦克前往支援，兹里尼军事学院的一名党员学员担任连长，率6辆坦克前往。到达后，坦克恐吓性地朝天开火以驱散人群。在人群的劝说下，一辆坦克违背命令朝市委大楼开火，其他坦克也纷纷效仿，无视连长停火的命令开始攻击市委大楼。广场上爆发起一片欢呼。在坦克的支援下，武装人员冲入大楼。面对绝境，布达佩斯市党委书记迈泽·伊姆雷决定投降并坚持亲自前往谈判。迈泽带着其他两人打着白旗走出，刚走上马路就被冲锋枪子弹击倒。迈泽胸部中弹，后送医院抢救无效死亡。:177另外一位军官遭到殴打后被人用铁丝捆着腿倒挂在了树上，胸部遭到多次刀扎，心脏被挖走。有受伤的守卫士兵被绑在卡车后在广场上拖来拖去，还有被俘士兵被刺杀、踢死或用枪托打死。临时组成的行刑队枪毙了两批俘虏。有两人在试图逃入围观人群时被人从背后击毙。此次事件中，有20名人被杀，一些人死于私刑。数小时后，共和国广场的场景出现在了苏联的新闻纪录片和共产党机构的宣传里。事件发生后，匈牙利革命的领导人对此表示谴责并呼吁各方保持冷静并停止暴力，局势开始趋向平静。此前不久，苏斯洛夫和米高扬从匈牙利向苏联发回的报告态度已开始发生明显变化，态度较之前大为悲观。他们认为匈牙利革命最后只能依靠武力来终结，而匈牙利军队无法胜任这一任务，如果出动匈牙利军队，他们很有可能倒戈，投入革命者的阵营。因此，苏联军队有必要重启军事行动。:188

#### 苏联反应及决策

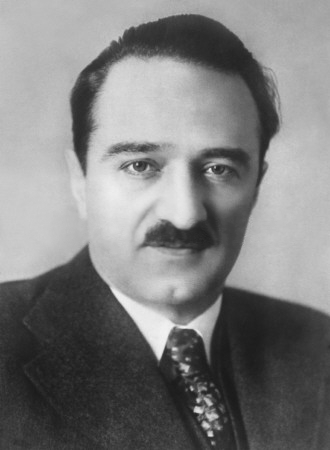
苏联领导人中，只有阿纳斯塔斯·米高扬始终坚持反对苏军武力镇压，主张以和平的政治手段解决。当苏共中央决定武力镇压后，米高扬一度以自杀相威胁。

10月23日，苏联共产党中央委员会最高主席团（即政治局）在讨论匈牙利局势就是否应该出兵这一问题时，十分罕见地未能取得一致意见。尽管包括赫鲁晓夫在内的其他政治局委员同意出兵，政治局重量人物、赫鲁晓夫亲信米高扬却主张政治解决，坚决反对军事干预。会议决定派米高扬、苏斯洛夫与克格勃主席谢罗夫前往布达佩斯实地汇报情况，代表团于24日乘飞机在塞克什白堡降落，在苏军坦克的护送下乘装甲车达到布达佩斯，他们起初向莫斯科报告称局势比之前预计的乐观。:184-18625日上午，米高扬和苏斯洛夫来到党中央大楼，劳动人民党立即举行中央政治会议。米高扬在会前训斥了格罗，称事情发展到现在的地步完全是格罗的责任。会上，两位苏联人仔细听取了格罗和纳吉的不同主张，格罗坚决主张暴力镇压，而纳吉反对继续流血，主张非暴力地平息群众不满。米高扬和苏斯洛夫接受了纳吉的主张。会上，苏联方面建议撤销格罗第一书记的职务，由时年44岁的卡达尔·亚诺什接替。格罗当场发言表示不满，强调称他的离去会使党解体，米高扬用手势将他打断，称“党早就解体了”。会议进行期间，一梭子弹从街头飞来打在会议室的墙壁上，但米高扬仍保持镇定，几分钟后与其他人转移到大楼后的安全房间继续开会。:123
至30日，苏共中央政治局先后召开多次会议，党内强硬派莫洛托夫、伏罗希洛夫和卡冈诺维奇对米高扬展开批判，指责米高扬和苏斯洛夫“不了解情况”，虽然提供消息“说局势稳定”，但实际上“局势却在恶化”，两人“逐渐走向投降”，并借此攻击赫鲁晓夫。伏罗希洛夫甚至说“美国特工人员在匈牙利都比苏斯洛夫和米高扬同志活跃。我们派他们去毫无意义。”赫鲁晓夫和朱可夫做出了回击，并为米高扬做出辩解，他们表示格罗10月23日请求出兵干涉说明匈牙利党还是受匈牙利大众信任的。而且，他不认为这些抗议活动涉及意识形态之争，而只涉及到民众对未解决的经济和社会问题的不满。现在苏共党内应关注如何应对局势的发展，而不是互相指责。马林科夫和布尔加宁支持赫鲁晓夫一方的观点。在此关键时刻，苏共领导层出现裂痕使苏联态度反复，无法做出明确回应。:184-186
经过讨论，苏共中央最高主席团在30日取得一致意见，推翻了此前支持出兵的决定，出人意外地决定放弃对匈牙利展开大规模的军事干预。朱可夫说：“我们应该从布达佩斯撤军，如果有必要还应该从匈牙利全国撤军。这在政治和军事方面对我们来说是一个教训。”他们通过了《苏联政府就发展与深化苏联和其他社会主义国家友好与合作的原则宣言》并于次日发表。该文件称：“苏联政府准备同匈牙利人民共和国和其他华沙条约成员国就匈牙利领土上的苏军地位展开谈判”。:187当时，苏伊士运河危机也使得苏方倾向于不干涉。赫鲁晓夫在10月28日说，学法国人和英国人搞的“一团糟”是错误的。虽然苏联人的让步已无法满足匈牙利人当时日渐迫切的要求，但是局势一时仍出现了和平解决的迹象。:188
10月31日共和国广场事件发生后，苏联领导人作出决定，再次推翻了前日所做决定。历史学家在此后匈牙利宣布退出《华沙条约》是否导致了苏联再次干预这一问题上存在争议。31日最高主席团的会议记录显示做出武力干预的决定发生在匈牙利宣布退出华约前的一天。一些历史学家否认匈牙利维持中立、西方国家不作为或西方国家在苏伊士危机期间展现出的软弱导致了苏联干涉决定，称苏联的决定完全是取决于匈牙利共产党迅速失去对局势的把控这一因素。不过，一些非共产党时期的俄罗斯历史学家则坚持认为匈牙利退出华约导致了苏联再次干涉。:286
两天前的30日，苏共中央政治局委员米高扬和苏斯洛夫前往布达佩斯时，纳吉暗示中立国地位是匈牙利的长期目标，他希望和克里姆林宫的领导人就此进行会谈。该信息则通过米高扬和苏斯洛夫传递给了莫斯科。:286当时，赫鲁晓夫正在原斯大林的别墅思考如何应对匈牙利的局势。据一位为赫鲁晓夫撰写演讲稿的工作人员说，中立声明是赫鲁晓夫后来做出干涉的一个重要因素。:286此外，一些匈牙利革命领导人和学生此前早就表明想让匈牙利退出华约，这也可能影响了苏联的决定。10月31日晚间，米高扬和苏斯洛夫在军事干预的决定已经做出后回到莫斯科。当得知这一决定后，苏斯洛夫表示支持。不过，米高扬依然表示反对，他要求赫鲁晓夫再次开会讨论，遭到拒绝后一度以自杀相威胁。:198
其他几个重要事件也使得苏共中央政治局下决心干预：
- 自发的多党制议会民主运动和民主的全国工人委员会可能“导致资本主义国家的复辟”。这两种运动可能对苏联在东欧的地位或者苏联霸权本身构成挑战。汉娜·阿伦特则认为这些委员会是“全世界唯一自由且正常运作的苏维埃（会议）”。[94][95]
- 赫鲁晓夫称苏共党内有许多人要求对匈牙利做出武力回应。此前的去斯大林化运动疏远了不少党内保守派人士，他们对苏联在东欧受到的威胁倍感担忧。1953年6月17日，东柏林爆发工人起义，要求德意志民主共和国政府辞职。最终，此起义在苏联军队的帮助下以暴力的方式遭迅速镇压，84人被杀700人被捕。[96]1956年，波兰波兹南发生反政府工人抗议活动，遭波兰安全部队镇压57至78人死亡，[97][98][99]事件后成立亲苏联政权。此外，10月底苏联部分地方也发生骚动，尽管规模很小，（对苏联政府而言）仍无法容忍。
- 匈牙利成为中立国从华沙条约中退出会使苏联卫星国构成的缓冲区上出现缺口。出于对西方国家入侵的恐惧，苏联把保障东欧盟国作为防御缓冲视为至关重要的安全目标。

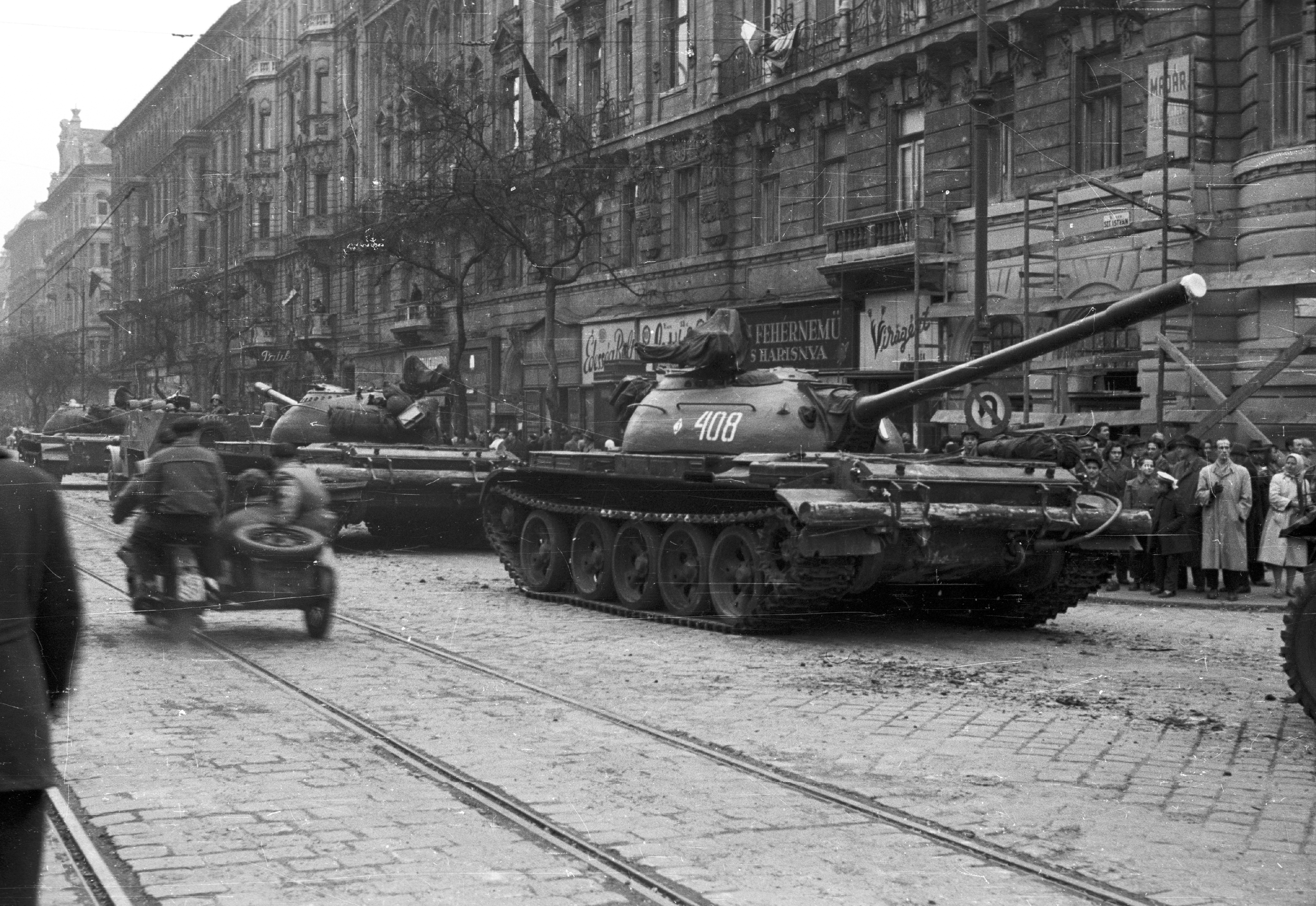
10月31日布达佩斯街头的苏联T-54坦克

一些历史学家认为有证据表明中国共产党中央委员会主席毛泽东在促使赫鲁晓夫下定决心镇压匈牙利起义上起到十分关键的作用。10月24日至31日，毛泽东接连召开政治局常委会议、政治局会议和政治局扩大会议，讨论波兰和匈牙利事件，与刘少奇保持直接的电话联系。中共还派遣了以中共中央副主席刘少奇、中共中央总书记邓小平等人组成代表团于23日下午到达莫斯科，与赫鲁晓夫、莫洛托夫和布尔加宁讨论波兰和匈牙利局势的问题。虽然苏联和中华人民共和国的关系近年有所恶化，毛的话在克里姆林宫仍有一定分量，双方在危机期间也频繁保持联络。刚开始，毛反对再次干预，中共主张通过和平共处五项原则来解决争端。10月30日召开苏共中央政治局会议并决定不干预之前，这一信息传递到了莫斯科。30日晚，刘少奇打电话向毛泽东请示，毛泽东表示可以向苏方同时提出撤军和镇压两种办法，他本人则倾向镇压。中共代表团立即要求举行中苏领导人紧急会议以传达毛泽东的意见。会上，刘少奇和邓小平都有发言，他们劝苏联军队回到布达佩斯，坚决维护“人民政权”。苏联领导人表示刚刚签署了宣言，宣布苏联不干涉别国内政，现在再决定要出兵镇压，令人十分为难。赫鲁晓夫连夜请刘少奇参加苏共中央主席团会议说明中共立场。31日，苏共中央主席团再次讨论，讨论持续了一整天，最后决定出兵镇压。当日，刘少奇乘飞机回国，赫鲁晓夫前往伏努科沃机场向刘传递主席团的决定，刘表示支持苏联武力镇压，但提醒赫鲁晓夫出兵前提是有匈牙利政府的请求并得到匈牙利群众的支持。:201-202:247:218-222

#### 东欧国家的反应

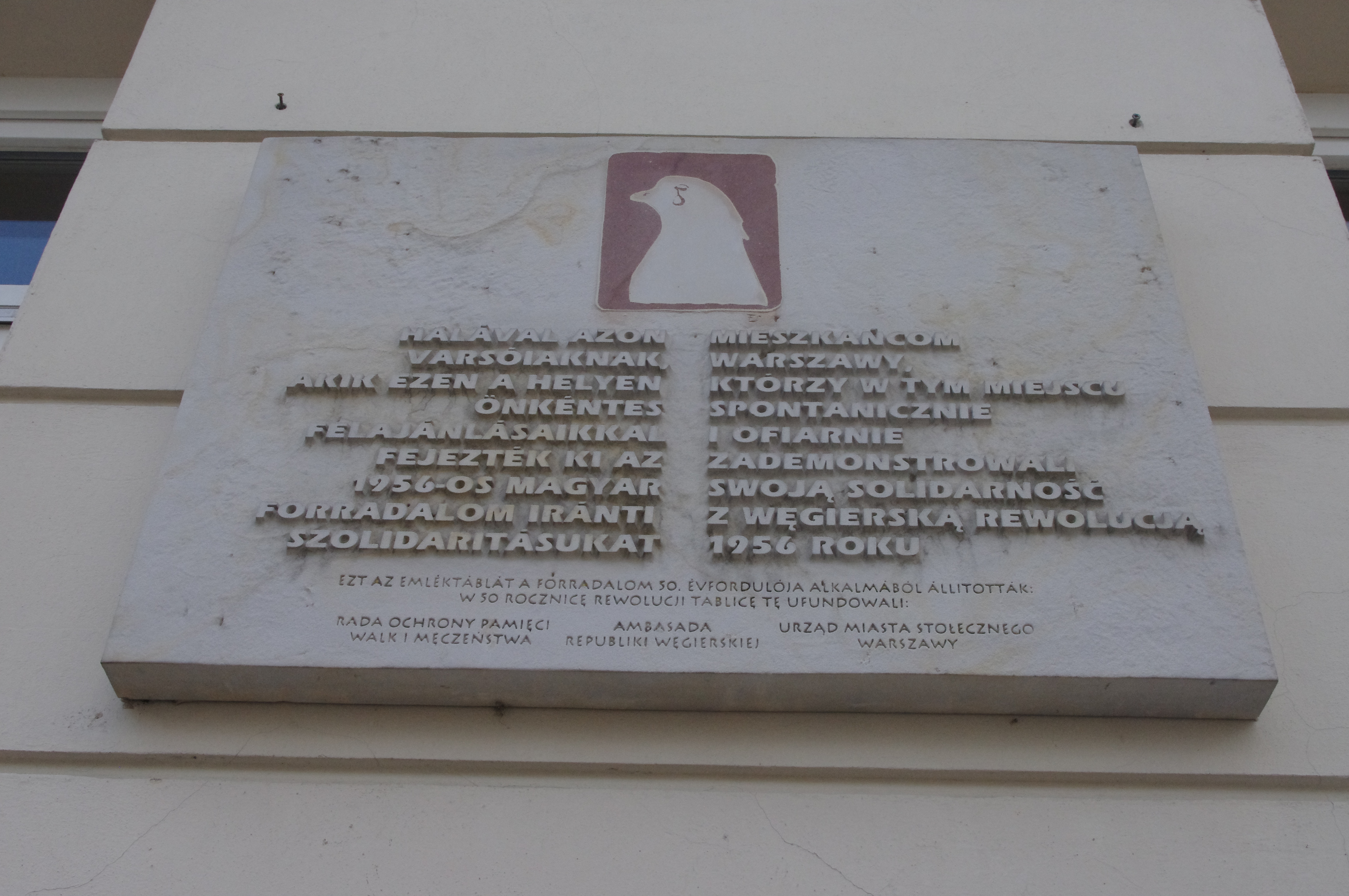
位于波兰华沙克拉科夫郊区街5号纪念1956年匈牙利革命期间波兰和匈牙利的团结的匾额

匈牙利革命得到了许多波兰人的积极响应，许多波兰城镇和乡村都悬挂上匈牙利国旗。苏联入侵发生后，普通波兰人给予匈牙利人很大的帮助。波兰各地成立了公民组织向匈牙利人民提供帮助。至11月12日，波兰有超过11000人登记献血。波兰红十字会的数据表明仅仅通过空运，就有44吨的药物、血液等医疗物资送往匈牙利。而通过公路和铁路运送的援助还要多很多。波兰援助的物资金额在1956年达200万美元。
匈牙利革命期间，不少匈牙利人向捷克斯洛伐克和罗马尼亚边境地区的居民求援。同时，革命也对周边其他的东欧国家产生影响。罗马尼亚有超过200万的匈牙利族人口，在首都布加勒斯特、特兰西瓦尼亚城市克卢日、特尔古穆列什、蒂米什瓦拉、巴亚马雷、奥拉迪亚等城市，大量学生举行示威活动声援匈牙利革命，且示威活动还在进一步蔓延至罗马尼亚其他地方。为防止匈牙利革命蔓延至国内，10月24日，罗马尼亚工人党政治局决定在与匈牙利接壤的边境地区实施紧急安全措施和签证检查，封闭匈牙利边境。此外，罗马尼亚政府还对来自匈牙利的信件和出版物实施严格而全面的审查。作为进一步的防范措施，罗马尼亚政府还命令秘密警察部队加强对关键地点、车站、通信设施、大学校园和党政办公地的保卫工作，拓宽道路以便于取道罗马尼亚的苏军通行，取消士兵和国家安全部队人员的假期。接下来的几天里，罗马尼亚领导人还采取措施缓解本国经济状况，提高最低工资水平以改善人民的生活水平，开展大规模抓捕行动，数千人被捕。尽管如此，罗马尼亚多地仍然发生了“大规模混乱”。10月25日，博雅依大学兴起了学生运动，吸引了数百名大学生和多数教职员的参与和支持，其中包括许多共产党党员。尤其是当地的匈牙利族学生参与者众多。巴亚马雷和卡雷的年轻人甚至想要加入匈牙利军队，连驻扎在当地的罗马尼亚军队和安全部队都受到了示威者宣传的影响。10月30日，罗马尼亚工人党政治局成立了由四位政治局委员埃米尔·波德纳拉希、尼古拉·齐奥塞斯库等人组成的“总司令部”。该司令部拥有特别权力，可下令开枪射击并宣布实行紧急状态。:192-194革命发生两个月后，铁托也曾向苏联驻南斯拉夫大使透露，“反动派尤其在克罗地亚有所抬头，那里的反动分子公然煽动南斯拉夫安全机关的工作人员使用暴力。”:103
在捷克斯洛伐克布拉迪斯拉发和其他城市，“针对苏联的敌视和不信任”也在增加。捷克斯洛伐克政府否认了相关报道，但承认匈牙利事件对增援与匈牙利长达560公里边境地区的军队产生了“不良的心理影响”和“敌视社会主义和反对社会主义的情绪”。捷克斯洛伐克军队高层人士发出警告，称混乱局势会“诱使（匈牙利）反革命军队进入我国，煽动斯洛伐克地区叛乱”，而斯洛伐克南部地区主要由匈牙利族定居；“如果苏联和匈牙利军队（从匈牙利北部）撤离，（捷克斯洛伐克）现有的军事力量不足以组织反革命集团的入侵。”:194同时，匈牙利局势对东德和苏联本国也产生了冲击。匈牙利革命爆发后，东柏林的紧张形势迅速升温，东德高官奥托·格罗提渥称“波匈事件表明敌人在寻找社会主义阵营的薄弱环节，并企图以此将其击垮”，他十分清楚东德就是这“薄弱环节”。根据最新解密档案，早在1954年春夏之交，苏联莫斯科国立大学的学生就发起过抗议活动，争取政治讨论和持不同意见的自由。1955年下半年，一些莫斯科国立大学的学生开始出版报纸，积极讨论有争议的政治话题。大学管理者曾试图对此进行压制，但学生们通过其他方法继续出版报纸。随着1956年去斯大林化的展开，苏联多地都发生了混乱和示威活动，引发苏联领导人的担忧。11月4日前后，包括莫斯科国立大学、列宁格勒国立大学、莫斯科航空学院、高尔基大学等在内的苏联多所大学和学校爆发了反战的抗议示威活动，参与者中不乏共青团团员。首都以外的骚乱，其规模和频繁程度对苏联领导人冲击很大。于是，苏联政府命令克格勃安全部队开展全面镇压。在雅罗斯拉夫尔等边远城市，特种防爆部队强行驱散了学生组织的要求苏联撤军的示威活动。在莫斯科，一些学生和教师发起集会，“谴责苏联武装干预”。克格勃部队于是被派往莫斯科国立大学将他们逮捕。此后，苏联政府通过校方将相关参与者开除并加强了共青团在意识形态领域对学生的影响活动。:194-198

#### 国际反应
西方国家此时同样不知所措，总部设在德国慕尼黑的自由欧洲电台匈牙利语频道吸纳有很多愤怒的匈牙利移民，他们不断对革命者进行鼓动。时任美国国务卿约翰·福斯特·杜勒斯在10月24日曾建议召开联合国安全理事会讨论匈牙利问题，不过安理会未能采取行动来解决问题。这一定程度上是因为当时世界上发生的另一件事情：当双方停火后，英法以三国合谋引发了苏伊士运河危机。这一事件虽然没有转移美国的注意力，但使得美国谴责苏联的行动的难度大大增加。正如时任美国副总统理查德·尼克松所说：“我们无法一边抗议苏联的所作所为，另一边又允许英国人和法国人借机向纳赛尔出手”。尽管杜勒斯此前还曾号召将共产主义“推回”，“解放”东欧，但是杜勒斯于10月27日和28日两次表示表示：“我们不把这些国家（波兰和匈牙利）视为潜在的军事盟友”。此时此刻，美国中央情报局在匈牙利只驻有一位工作人员，而与他的联系也随着苏联军队的入侵而中断。10月31日，美国总统艾森豪威尔在电视讲话中再次强调了杜勒斯的说法。:459
当时，美国试图通过中央情报局秘密特工和自由欧洲电台以秘密行动的方式来影响局势，不过相关行动很快失败。中情局人员既无法找到隐藏在欧洲各地的武器库，也不能确定应该为谁提供武器。中情局的信息主要来自当地报刊和美国国务院驻布达佩斯的雇员盖佐·考托瑙（Geza Katona）。:14910月28日，纳吉新政府上台的同一天，自由欧洲电台进一步加强广播力度，鼓励人们开展武装斗争，并传授了反坦克作战的方法。最后，在中情局计划处处长弗兰克·威斯纳的命令下，电台以“不自由，毋宁死！”的口号结束广播。当纳吉上台时，中情局局长艾伦·杜勒斯向白宫建议让明曾蒂神父做领导人更好（因为纳吉有共产党的背景），并让中情局的广播播放了反对纳吉的宣传内容，称他是引来苏军的叛徒。广播继续报道了起义活动，而中情局错误地认为匈牙利军队已经全部倒戈，反抗者正在获得武器。:150（威廉·科尔比记叙称当起义被镇压后，威斯纳“精神崩溃”。:153）革命遭镇压后，有人曾批评自由欧洲电台对匈牙利民众造成误导，让他们误以为如果继续坚持抵抗，美国和北约就会插手。此外，艾伦·杜勒斯还向艾森豪威尔撒谎称自由欧洲电台没有向匈牙利民众承诺援助，艾森豪威尔则相信了杜勒斯，广播稿在当时作为机密保留下来。:150

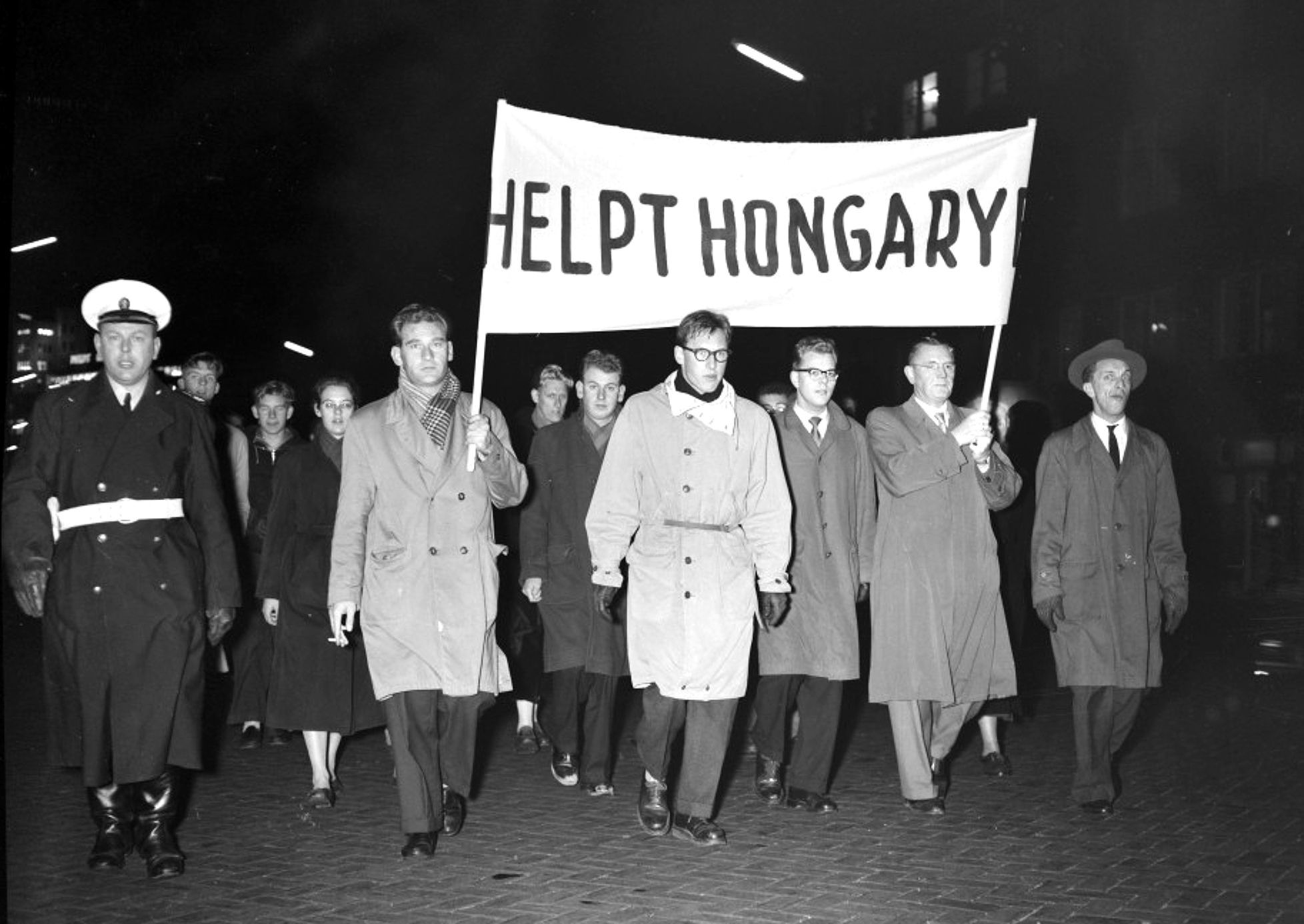
1956年11月5日荷兰埃因霍温支持匈牙利的游行

当11月4日苏联入侵匈牙利，纳吉发出呼吁时，安理会提出的批评苏联的决议遭苏联否决。结果，安理会通过了第120号决议将此事提交联合国大会。联合国大会以50票赞成8票反对15票弃权的表决结果要求苏联结束对匈牙利的干预，但是新成立的卡达尔政府拒绝接纳联合国观察员。此外，美国总统德怀特·艾森豪威尔基于对匈牙利抵抗运动的详细研究，十分清楚美国很难进行军事干预，并且此前美国国家安全会议内部的政策讨论只关注了以经济政策和政治言论在苏联的卫星国引发不满，并未对其他方式展开讨论。在1998年的一次采访中，匈牙利驻美国大使耶森斯基·盖佐批评了1956年西方世界的不作为，他提及了当时联合国的影响力并以1950年至1953年的韩战举例。不过，美国国家安全档案馆近期解密了美国国防部所做的研究，表明美国没有干预的主要原因之一是当时美国认为存在触发与苏联爆发核大战的风险。这些考量迫使艾森豪威尔政府面对局势时采取了更为谨慎的态度。

### 苏联再次出兵

#### 苏军折返
10月30日下午晚些时候，包尔绍德州工人委员会通过电台广播称有些苏联部队已通过边境城市扎霍尼撤回国内。第二天，该电台又广播称“...出于我们和全国人民均不理解的原因，有大量苏军，其他包括防空部队和装甲部队，已经改变了行军方向！它们又从扎霍尼和尼赖吉哈佐方向涌进我国领土！...”此后，纳吉不断接到报告，大量苏军乘着卡车和坦克，满载枪支弹药返回匈牙利。起初，纳吉并未重视这些消息，认为这是苏联撤军行动的一部分。但是，后来相关情报越来越多，说苏军已渡过蒂萨河并正在占领一些重要城市。:182苏军折回匈牙利的消息在全国散布开来，各种革命委员会和工人委员会代表纷纷向政府强烈要求匈牙利立即退出《华沙条约》并仿照奥地利宣布中立。他们认为退出华约是防止灾难最有效的办法，这样做可以从根本上使苏联人失去动武的资格。退出华约的呼声越来越高，甚至连外交部革命委员会都派人送来宣言，代表外交部包括两位副部长在内所有高级官员，要求退出华约和宣布中立。:182-183
为此，纳吉多次召见苏联驻匈牙利大使安德罗波夫，起初安德罗波夫拒绝直接回答。11月1日11:40，安德罗波夫来到议会大厦，向纳吉表示苏联政府仍会尊重10月30日宣言，将会把苏军撤出匈牙利，要求匈牙利派军事代表团讨论撤离的军事和技术细节问题。纳吉质问安德罗波夫，要求他解释7.5万人左右的苏联军队和2500辆坦克为什么会开进匈牙利，为什么这些军队宣称受到匈牙利政府的邀请前来镇压法西斯和反革命，安德罗波夫则表示这一切“完全正常”。纳吉认为安德罗波夫在当面说谎。:183-184

#### 匈牙利退出华约

华沙条约组织标志

当天下午，苏军开始包围民用机场和多瑙河以西地区的消息不断传来，纳吉召开社会主义工人党执行委员会会议，通报了相关情况，称苏联已撕毁《华沙条约》，匈牙利应退出该军事同盟。在卡达尔和明尼赫等人的同意下，纳吉内阁随后正式宣布匈牙利中立，退出《华沙条约》。傍晚内阁举行会议，集体召见苏联大使通知相关决定。面对安德罗波夫不断重复苏军是在正常换防，要匈牙利政府放心的说法，卡达尔一反温和克制的常态，站着走到安德罗波夫面前愤怒大吼，称如果苏军坦克进入布达佩斯，他“将走上街头，赤手空拳和你们搏斗！”令在场人士十分吃惊和担心。:184-185
纳吉政府随后向各国驻布达佩斯外交使节和联合国秘书长达格·哈马舍尔德通报情况并向四大国求援，要求联合国大会紧急讨论匈牙利局势，以维护匈牙利的中立国地位，并于晚19:50将此决定以广播的形式向全国和全世界公布。纳吉政府的决定被普遍认为符合当时大多数匈牙利居民的愿望。由于结盟，匈牙利在20世纪两次卷入世界大战且均以失败告终，国家饱受战乱之苦，多数人渴望国家中立，不归属东方和西方。通过此决定，纳吉与民众间的隔阂和疑虑骤然减少。一小时后，卡达尔也通过广播电台发表演说，赞扬人民“光荣起义”，宣布解散匈牙利劳动人民党，建立匈牙利社会主义工人党，公布新党纲领，表示新党将“永远同过去的罪行决裂。它将保卫我国的荣誉和独立不受任何人侵犯...我们号召一切忠诚的爱国者：团结起来，争取实现匈牙利独立和取得匈牙利自由。”:185-186在电台宣读完中立宣言后，政府同工会及各地工人委员会代表讨论停止罢工而进展艰难的谈判重新恢复，双方开始建立起互信。原本态度激进的代表投票一致决定支持纳吉政府，决定结束自10月23日开始的总罢工，从11月5日起全面复工。布达佩斯18家大企业代表立即呼吁，要求劳动者“无条件信任我们的政府”并立即回到工作岗位。:188此后，全国舆论趋于一致，倾向于建立具有广泛代表性的统一国会，曾不受控制的外多瑙河地区国民议会也宣布“信任纳吉总理”。北部和东部的国民议会则呼吁在苏军撤离前党派间停止斗争，甚至连作家协会、宗教界信义宗主教奥尔达什·拉约什、归正宗主教拉瓦斯·拉斯洛都出面号召教徒参与重建国家的工作。不过，明曾蒂则暂未表态:191
当晚10点，纳吉为了像波兰一样争取获得中华人民共和国的支持而做出最后的努力，在议会大厦与中国驻匈牙利大使郝德青进行了两个小时的会谈，卡达尔与国务部长蒂尔迪一同出席。纳吉表示匈牙利退出华约宣布中立是因为苏联违约在先，他请求郝德青向毛泽东、周恩来和中共中央转告，新政权坚持社会主义，政府成员多数也是共产党员。苏联派遣军队插手匈牙利事务是一个无法挽回的错误，希望中国可以劝阻苏联。郝德青表示将会转告匈牙利政府的请求。不过，在此之前郝德青已将此事件定为“反革命暴乱”并建议中共领导人向苏联施压，对匈牙利进行军事干预。中共报刊很快发表文章谴责这一事件，令纳吉极为失望。在会见罗马尼亚大使时，纳吉表示对中国将他的政府称作“卖国政府”尤其感到伤心。:187在与中国大使会谈期间，卡达尔提前离场，和纳吉等人不辞而别，一同突然消失的还有内务部长明尼赫。卡达尔具体是出于何种原因而突然消失至今仍众说纷纭。据1989年卡达尔逝世后留下的遗言等资料，当晚，二人乘坐明尼赫的汽车前往苏联大使馆，在苏联人陪同下换乘汽车从特科尔苏军军用机场乘机经乌克兰乌日霍罗德，在勃列日涅夫的陪同下飞往莫斯科。:243-244

#### 撤军谈判

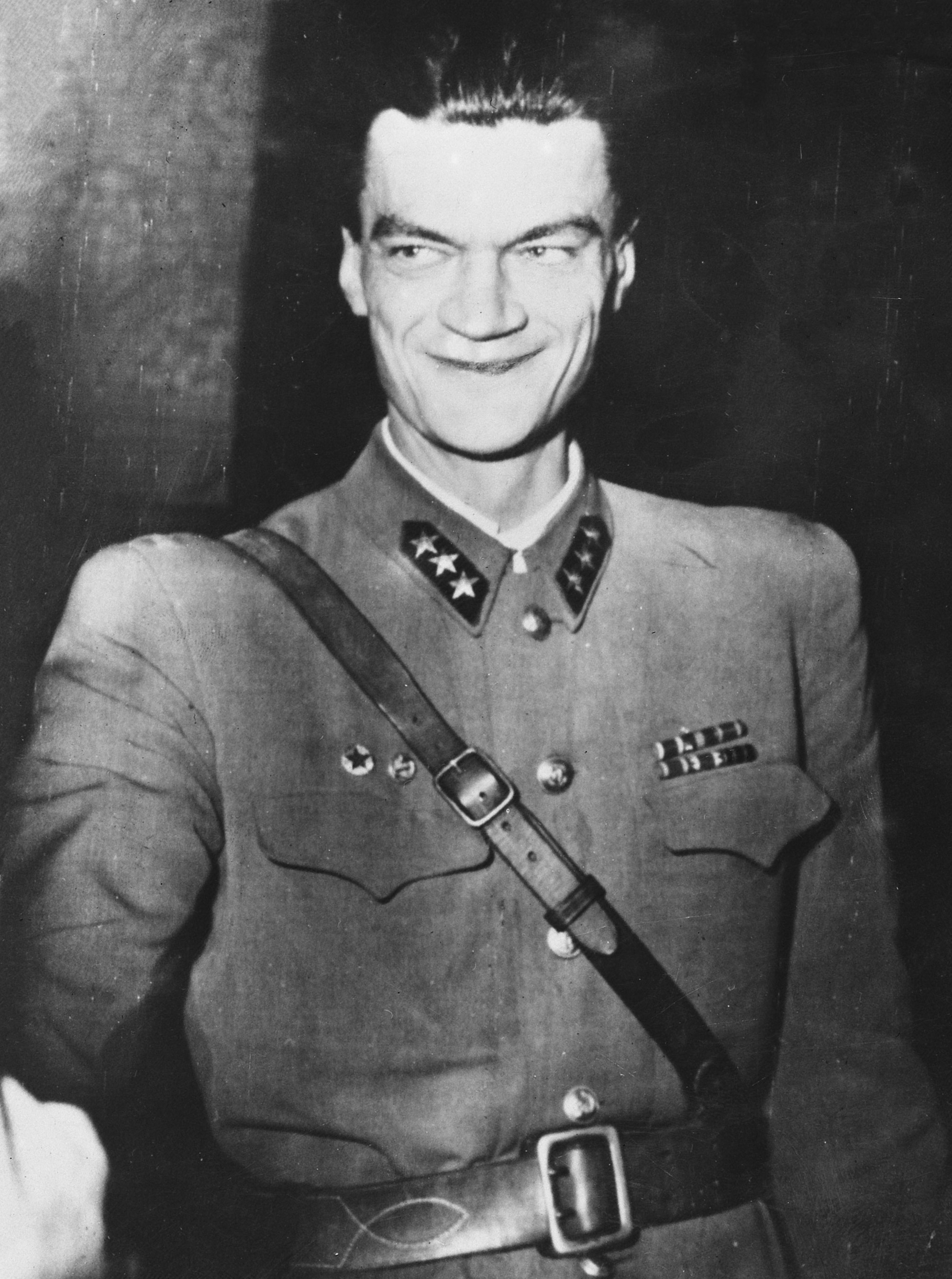
11月3日晚，革命领导人之一、匈牙利国防部长马莱特·巴尔在与苏军举行撤军谈判中被苏联克格勃主席谢罗夫逮捕，后遭处决。

月初，国防部长马莱特·巴尔开始全力准备应对苏联可能发动的进攻。但是由于没有任何胜算且担心发生大规模流血事件，面对各地匈牙利军队开火还击的请求，纳吉反复下令严格禁止他们采取行动，并派人制止电台和报纸传播反苏文章，以防给苏军开火的借口。面对从四面八方而来的苏联军队，纳吉只是反复向苏联大使提出抗议。此外，纳吉十分清楚从40年代末期开始，苏联已经成体系地渗透进匈牙利军队的各个部分，因此匈牙利政府届时可能无法指挥军队进行战斗。因此，当后来战斗发生的时候，大部分匈牙利军队都留在了军营内被苏军缴械。:190-191:207-2082日下午，苏联大使以口头照会的方式通知匈牙利政府第二天苏联将派马利宁将军率代表团在议会大厦就撤军问题举行谈判。:192
3日，苏联军事部署完毕后，匈牙利政府不再收到苏军在匈牙利调动的消息，给其造成了局势好转的印象。全国各地，许多人开始复工，商店和餐馆恢复营业，街道恢复了电车和公共汽车，公共治安也稳步好转。纳吉还因奥地利政府阻止携带武器的匈牙利流亡者回国而特意召见奥地利公使表示感谢。国防部长马莱特·巴尔在基利安兵营召开会议时认为苏军部署的军事力量远超过镇压所需，因此调动军队是针对西方国家的，目的是炫耀武力。因此，匈牙利不应打破停火的现状，否则后果不堪设想。而美国驻联合国代表小亨利·卡伯特·洛奇通过广播表示“联合国不能对匈牙利事件袖手旁观”，更增加了匈牙利人的信心。中午11点，马利宁率苏军代表团与匈牙利代表团会谈，谈判氛围紧张但进展顺利。苏军同意1957年1月15日前全部撤离匈牙利，但更热衷于讨论撤离条件。他们要求匈牙利政府必须修复损坏的苏军纪念碑，并保证这些纪念碑受到保护和尊重。他们还要求匈牙利提供运输和物资上的支持并在最后一批苏军撤出前举行欢送仪式，但匈方经过计算发现苏军要求远超过实际所需，引起了他们的警觉。最终，匈方同意了苏方的意见。双方暂时休会，到晚10点继续举行。:193-195
会谈顺利展开使纳吉和马莱特十分高兴，认为苏联撤军大有希望。晚间，马莱特率领代表团前往布达佩斯附近切佩尔岛特科尔苏军基地讨论苏联撤军问题。在马利宁与代表团打完招呼短暂进行会谈后，克格勃主席谢罗夫将军便率8名便衣男子持冲锋枪闯入会议室，强行将匈方代表团成员缴械并逮捕。马莱特代表团随即与纳吉失去联系。时隔不久，苏军全面开始了对布达佩斯的军事行动。

#### 苏联决策及准备
10月31日，苏共中央主席团已决定将打破事实上的停火，粉碎匈牙利革命。苏联方面的计划是宣布在卡达尔的领导下成立“临时革命政府”，而该政府会请求苏联协助恢复秩序。卡达尔在纳吉政府任职期间一直和苏联大使馆保持着联系。当到达莫斯科后，卡达尔和明尼赫与鲍陶·伊斯特万一同参与了当时苏共中央主席团讨论。会议记录表明，卡达尔并不倾向于苏联展开大规模军事干预。11月2日，卡达尔警告说“使用军事力量是具有毁灭性的，这会导致大量的流血事件。发生这一结果会侵蚀社会主义国家的权威，并使（匈牙利）共产党人的士气土崩瓦解。”此后，虽然卡达尔的语气有所改变，但仍暗示苏联出兵只会使事态更糟。与1956年12月以后将事件定性为“反革命事件”形成鲜明对比，卡达尔此时仍提醒苏联领导人需要意识到这次事件是真实民意的反映，劳动人民党的形象已在广大群众眼中大为受损。在2日和3日的会议上，卡达尔严厉批评了苏联过去所犯的“错误”，对拉科西的评价比纳吉还要低。他对事件的评论得到了明尼赫的呼应，明尼赫称“‘反苏情绪’的根本来源”是匈牙利人民“确信（共产党）政权完全是通过苏联人的支持才得以继续存在”。不过明尼赫和鲍陶的主张与卡达尔截然相反，明尼赫强调了苏军撤军的危险，认为不能过度指望政治斗争，鲍陶则直接主张苏军进行武装干涉并在匈牙利实行军事专政。:244:199-201为了避免冲突并在苏联再次干预时统一宣传口径，苏联决定派遣代表团前往其他东欧国家和中国与各国共产党政府进行沟通。同时，为了掩盖再次出兵的意图，苏联派外交官前往匈牙利和纳吉政府接触，佯装商讨苏联撤军的问题。
11月1日至3日，赫鲁晓夫离开莫斯科与华约盟国会面，告知他们干涉的决定。第一面是在苏波边境城市布列斯特会见波兰统一工人党第一书记哥穆尔卡、总理约瑟夫·西伦凯维兹和政治局委员爱德华·奥哈布，马林科夫和莫洛托夫陪同。由于当时波兰局势也非常动荡，此次会谈尤其敏感。苏联与会者希望波兰不要反对苏联对匈牙利进行军事干预，但没有取得成功。虽然波兰领导人同意镇压匈牙利的“反革命”，但他们强烈反对苏联使用武力。赫鲁晓夫甚至无法确定波兰方面之后不会公开批判苏联。会后，波兰统工党政治局召开了紧急会议，“对苏联武装干预匈牙利表示反对”并发布声明称此次危机应该由“匈牙利人民而不是外国势力”解决。声明于次日在《人民论坛报》上刊登。不过，为了避免和苏联发生冲突，哥穆尔卡最终决定不公开表示反对。:203
随后，赫鲁晓夫前往布加勒斯特与罗马尼亚领导人格奥尔基·乔治乌-德治、捷克斯洛伐克领导人安东宁·诺沃提尼和保加利亚领导人托多尔·日夫科夫会面，三国领导人对苏联的军事干预表示强烈支持，并愿意派遣本国军队参与。但是在科涅夫的建议下，赫鲁晓夫最终决定军事行动由苏军单独负责。11月2日，赫鲁晓夫与马林科夫一同飞往非华沙条约成员国但同属共产党政权的南斯拉夫与南共领导人铁托、卡德尔、蘭科維奇与南驻苏大使米丘诺维奇在铁托的度假岛布里俄尼秘密会面。铁托收回了此前对纳吉的支持，表示同意苏联的行动。他还说服了赫鲁晓夫选择卡达尔担任匈牙利的新领导人。此外，铁托还要求苏联批判拉科西，采取改革措施以获得民众的支持。作为交换，铁托承诺将会利用和洛松齐·盖佐的联系说服纳吉在苏军到来前立即下台，以避免给外界造成苏联的军事行动是针对某一领导人的印象。不过此后，铁托并未兑现这一承诺并因此引发苏联方面的不快。:204-207

#### “旋风行动”

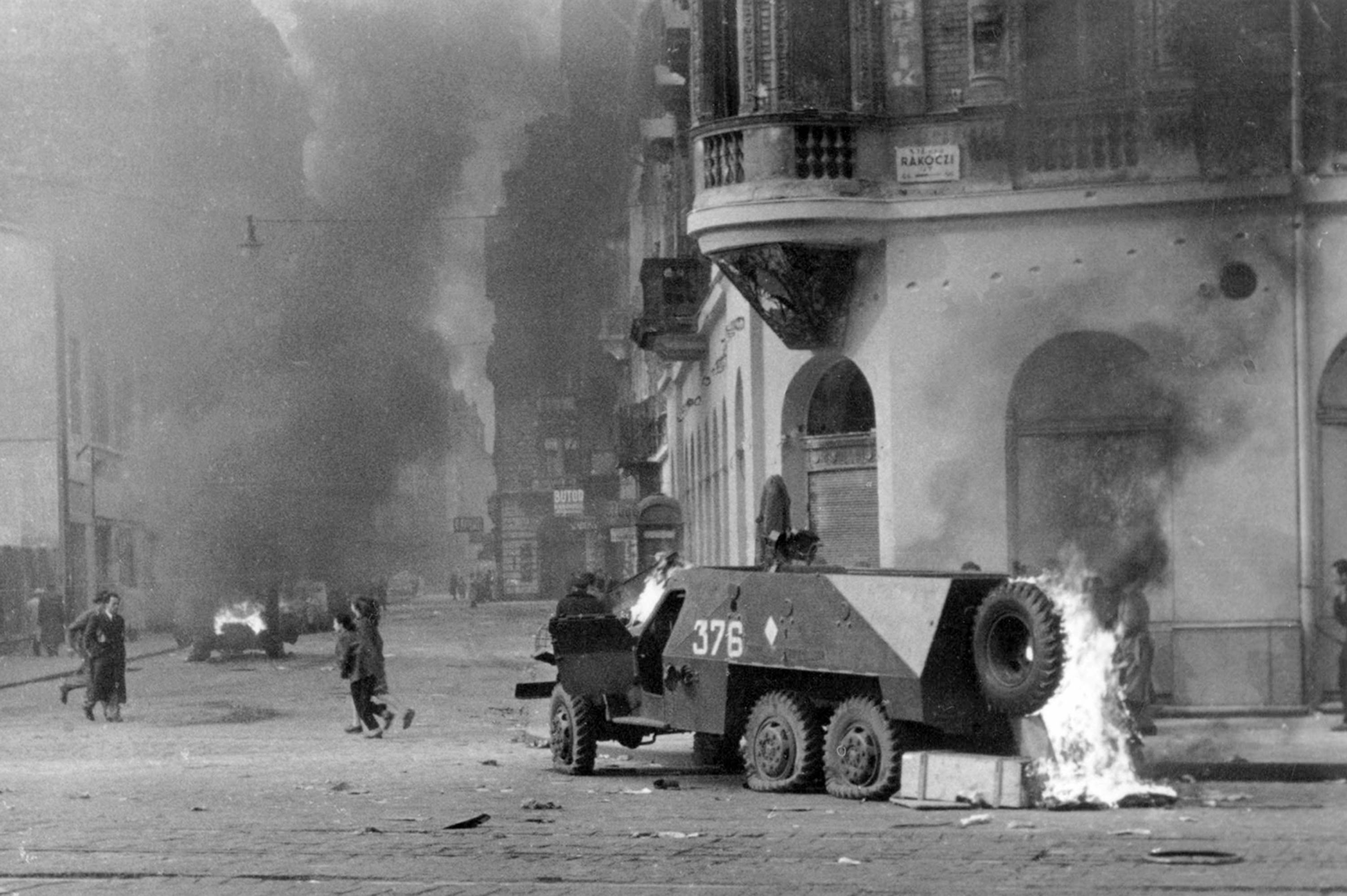
11月布达佩斯街头一辆燃烧着的苏军装甲车

苏军第二次干预行动代号“旋风行动”，由伊万·科涅夫元帅在索尔诺克指挥发起。10月23日前，苏军驻匈牙利的5个师被扩编为17个师并得到了来自驻罗马尼亚苏军和喀尔巴阡军区数万人的支援，这些部队开始时在匈牙利东部和南部边界集结。巴巴贾尼扬中将指挥的机械化第8军以及来自附近喀尔巴阡军区由曼苏洛夫中将指挥的第38军被派遣至匈牙利执行此次行动。彼得·拉先科负责指挥布达佩斯地区的行动，米哈伊尔·卡扎科夫和米哈伊尔·马利宁指挥其他地区的行动。卡扎科夫首先接到的命令是前往匈牙利和奥地利的边境，以防止任何西方干预的可能并阻断匈牙利从西方获得援助的渠道。:206-2073日晚21:30，苏联军队完全包围布达佩斯。天亮前，基拉伊·贝拉向纳吉报告基什孔豪洛什的匈牙利驻军遭到了苏军的攻击，并以国民卫队司令的名义请求允许开火遭纳吉拒绝。在纳吉的命令下，基拉伊立即下达部长会议主席的指示：“匈牙利军队不得以武力回应苏军的进攻。”随后，米什科尔茨也传来紧急报告称被大量苏军装甲车包围。4:30，前一天刚被解职的原国防部长扬佐·卡罗伊将军报告苏军坦克从各个方向向布达佩斯扑来，纳吉才最后放弃全部希望。:215

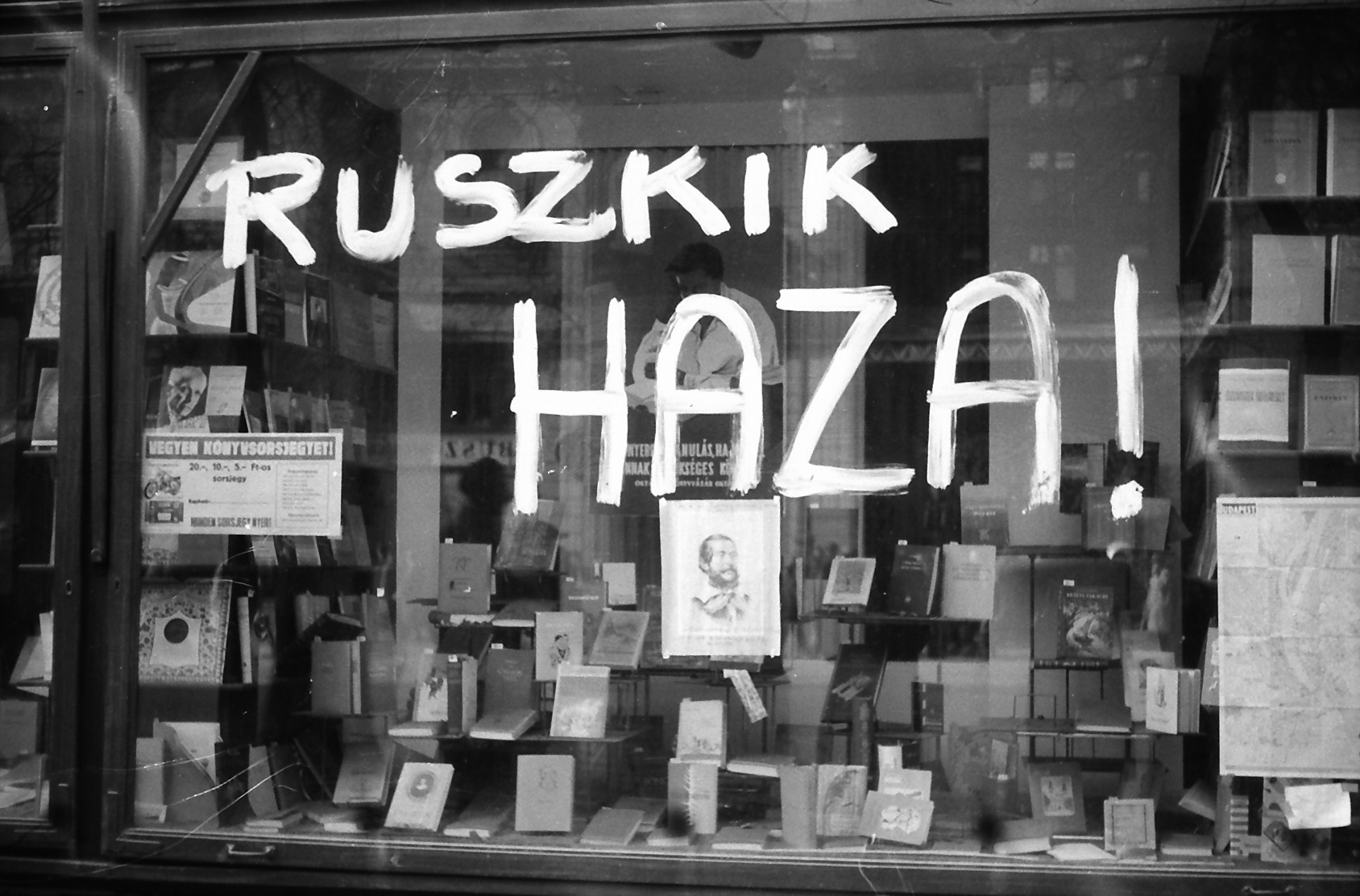
布达佩斯的口号“俄国人滚蛋！” (Ruszkik haza!)

凌晨3:00，苏联坦克沿着多瑙河佩斯一侧分两队直插布达佩斯，一队从南顺索洛克萨里路（Soroksári út）北进，另一队由北顺瓦西路南进。因此，在枪声打响前，苏联人实际上已将布达佩斯一分为二并控制了所有桥头堡，并以背后宽广的多瑙河掩护后方。装甲部队穿越了布达并于4:25首先向布达厄尔什路的匈牙利军营开火。随后不久，苏联炮兵和坦克的炮火声在布达佩斯各区都能听到。旋风行动结合空袭、炮击以及17个师的步兵装甲兵协同作战。，部署了T-34-85中型坦克，新型的T-54、IS-3重型坦克、ISU-152式重型突击炮和敞篷BTR-152装甲运兵车。与首次出兵相比，苏军再次出兵时手段更为残酷，即使是在平民区，只要有任何房屋的窗口射出一枪，苏军坦克就会把整幢房屋轰为平地，哪条街道遇到抵抗，整条街的居民都会受连累。苏军坦克通常沿着道路缓慢前进，同时不加区分向建筑物开火。在街上被枪弹击毙或被炮弹炸死的平民数以千计。由于苏军封锁了道路，伤员无法送入医院。拉科齐大街和于勒伊大街等主要街道被炸为废墟。尽管如此，布达佩斯的几个火车站附近、塞纳广场、莫里兹·日格蒙德广场、古布达的施密特修道院、盖勒特山和城堡山等处，苏军仍遭到顽强抵抗，几天内有近百辆坦克被炸毁。战斗最为激烈的地方是基利安兵营和科尔文夹道。在此，苏联坦克排列在附近以猛烈的炮火轰击兵营围墙，数百位抵抗者誓死不降，经过3天战斗后除少数重伤员外全部阵亡。:225
5:20，纳吉以广播的形式向全国和全世界宣布苏联正在进攻布达佩斯，表示政府在坚守岗位。随后，广播台以英语广播了纳吉讲话，并每隔两分钟以英语、法语、德语、匈牙利语和各种斯拉夫语重复讲话，并试图呼叫失踪的军事代表团。7:57，匈牙利作家哈伊·久洛与妻子代表匈牙利作家协会通过广播向全世界求援。同时，在库兹马·格里班尼克少将的指挥下，苏军包围议会大厦，议会卫队被缴械。8:07（一说8:35），苏军进入议会大厦，中心电缆被切断，在此的自由科苏特电台最终停止了广播。苏军释放了关在议会大厦的拉科西-赫格居什政府部长，包括后来政府成员道比·伊什特万和羅納伊·桑多爾。内阁紧急会议于议会召开，但只有三位部长出席。随着苏联军队的到达大楼被占领，协商疏散随即展开。国务部长毕波·伊斯特万决定作为国民政府最后的代表留守岗位。他写下了《为了自由与真相》，作为提醒国家和世界的宣言，他呼吁人们抵制苏联的入侵，号召人民不要支持占领军或他们扶植的“傀儡政府”，呼吁世界各国和联合国拯救匈牙利。

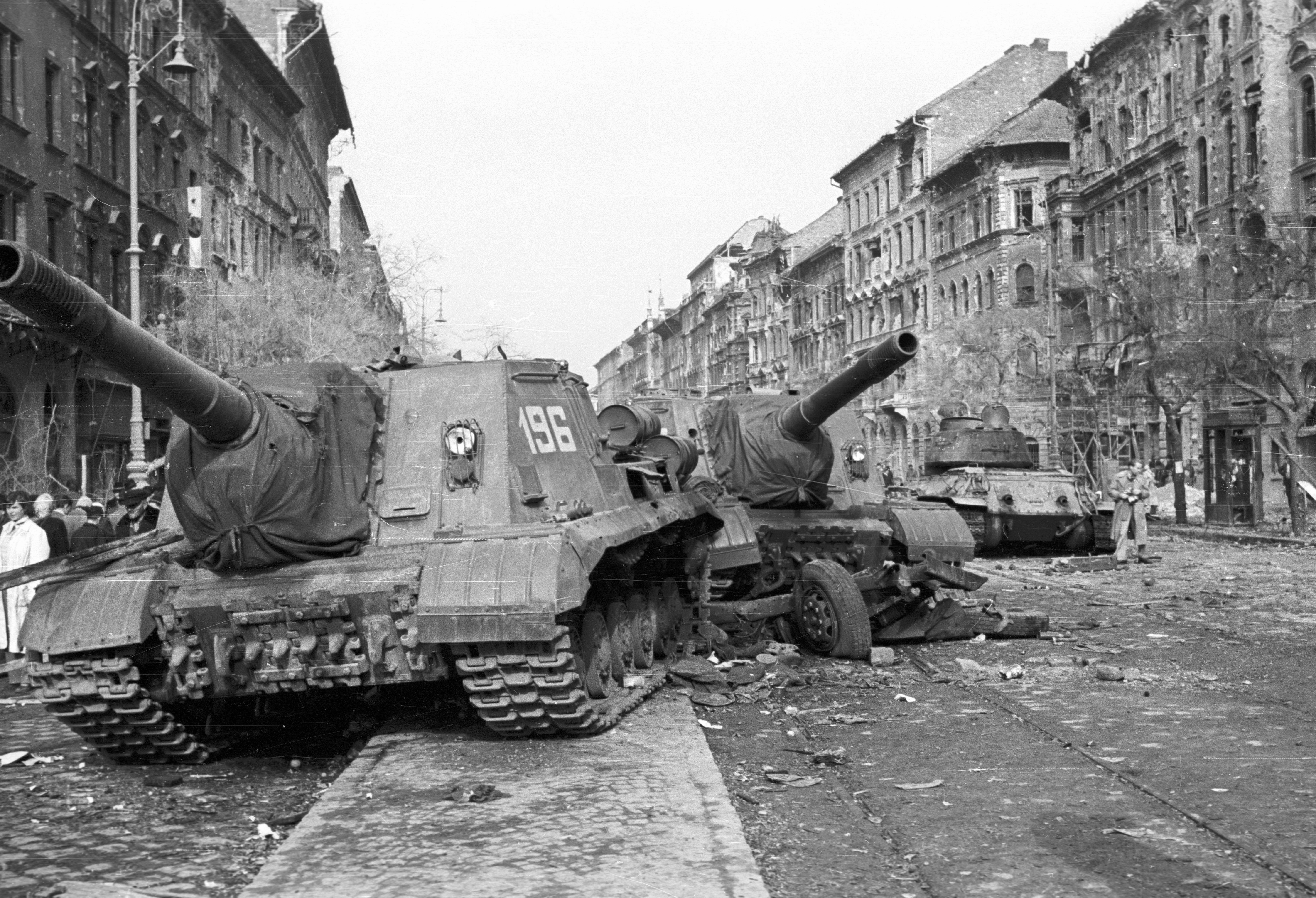
两辆部署在布达佩斯第八区街道的苏军ISU-152式重型突击炮，后面是一辆被抛弃的T-34/85

截止4日早8:00左右电台被夺取后，有组织的守城行动已经停止，但仍有不少守城者退入堡垒工事中继续抵抗。4日至9日，部分匈牙利人民军陆军，包括预备役部队做出了零星但混乱的抵抗。在此之中，朱可夫宣称将12个师、2个装甲师和整个匈牙利空军缴械。匈牙利人民军继续在布达佩斯各区、迈切克山的佩奇市周边、多瑙新城（当时称斯大林城）的工业中心展开顽强抵抗。布达佩斯市区的战斗有1万到1万5千人的抵抗军战士参与。市中心工人和其他底层群众聚居的第八区（约瑟夫城）和第九区（费伦茨城）等地，苏军遭到了格外猛烈的抵抗，双方伤亡惨重。在克巴尼奥、新佩斯及多瑙河岸有“工人阶级堡垒”之称的切佩尔等工人群众聚居的边缘地区，战斗的激烈程度也毫不逊色，且持续时间更为长久。切佩尔的抵抗者在人民军炮火的支援下甚至击落了四架苏军喷气式战斗机。为了镇压切佩尔的抵抗，苏军不得不在市区抵抗结束后调集最精锐的兵力和武器展开进攻。:224-225
最后，多瑙新城和切佩尔的抵抗一直坚持到了11月11日。而佩奇有200位战士一直抵抗至11月14日。尽管匈牙利人民军发生了个别军官公开倒向苏联的事件，但是绝大多数普通士兵仍坚持忠于革命。他们最后不是选择与侵略者作战，就是选择逃离军队。联合国的报告也宣称没有记录显示有匈牙利军队倒向苏军的情况。事后发现，参与此次镇压行动的相当一部分苏军士兵是从苏联亚洲地区调集而来，他们从来没有到过欧洲，不少人甚至不知道自己在哪里和什么人作战。有人甚至向匈牙利人询问市中心流过的河流是否是苏伊士运河。也有人称他们是被派往柏林与德国法西斯作战的。:226此外，大批1949年后移居匈牙利的希腊共产党人和约两百位朝鲜留学生也积极投入战斗。多数朝鲜留学生曾参加过朝鲜战争，他们利用自己的作战经验，帮助训练了不少无作战经验的匈牙利年轻人使用机枪和迫击炮并与之并肩作战。一些布达佩斯医科大学的朝鲜留学生加入了抢救匈牙利和苏军伤员的行动。革命后，大部分朝鲜留学生被苏军送回朝鲜，少数逃往南斯拉夫和西方国家。:227
4日凌晨，明尼赫·费伦茨通过索尔诺克广播电台（Szolnok）宣布成立“匈牙利工农革命政府”。6:00，卡达尔在索尔诺克宣布成立“匈牙利工农革命政府”，在宣言中他称“我们必须制止反革命分子的过激行为。行动的时刻已到，我们会保卫工农的利益和人民民主的成就。”当天晚些时候，卡达尔号召“社会主义事业忠诚的战士们”停止躲藏，拿起武器。不过，这并没有得到匈牙利人的支持。联合国报告认为所发生的战斗，其性质并不是内部分裂所导致的内战，而“是一支装备精良的外国军队以强力对一场民族运动的镇压和对其政府的消灭行为”。

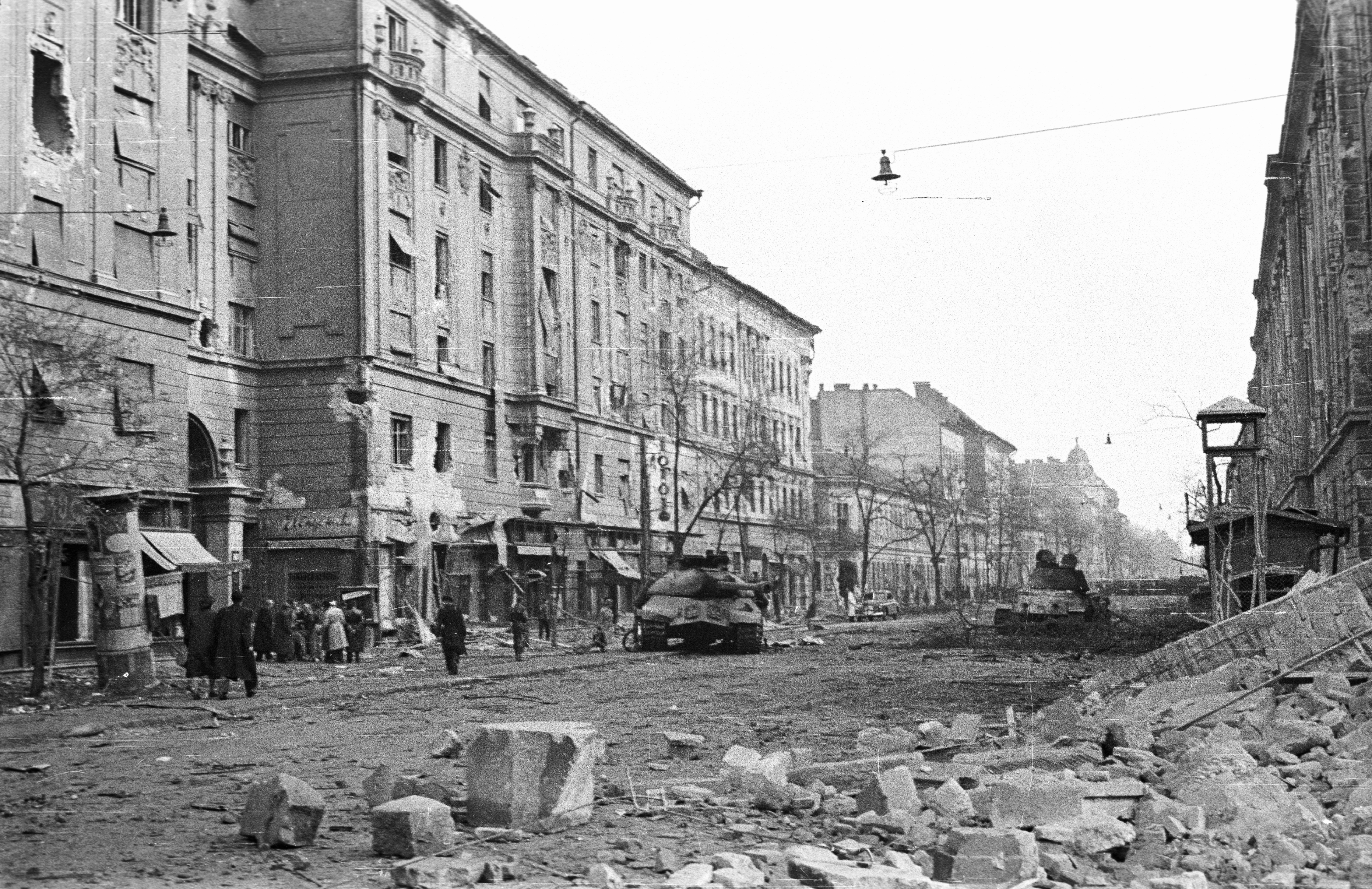
布达佩斯第8区战斗结束后的瓦砾

战斗结束时，匈牙利人有超过2500人死亡，20000人受伤。死伤主要发生在布达佩斯，有1569人死亡。死者约56%是工人，且伤亡一半都是30岁以下。苏联方面有699人死亡，1450人受伤，51人失踪。据估计，其80%发生在布达佩斯第8、第9区的战斗之中。
在短暂的十二天之中，匈牙利民众经历了狂喜和混乱，几乎每一个共产党政权的标志都遭到攻击，雕像被推倒，红星从建筑上移除。受到胁迫而不得不改名的斯大林城市民自发决定把市名改回原来的名字。匈牙利人民军的许多战士并没有与革命者战斗，而是大批倒戈投入革命者阵营，他们还向其他匈牙利人分发武器。布达佩斯市警察局局长桑多尔·科帕奇也倒戈加入了革命者行列。在匈牙利全国，有暴民将秘密警察私刑处死并攻占档案馆。大批民众还冲进拉科西的别墅，看到别墅中奢侈的家具和地毯，这些民众愤怒不已。:459

#### 苏方观点

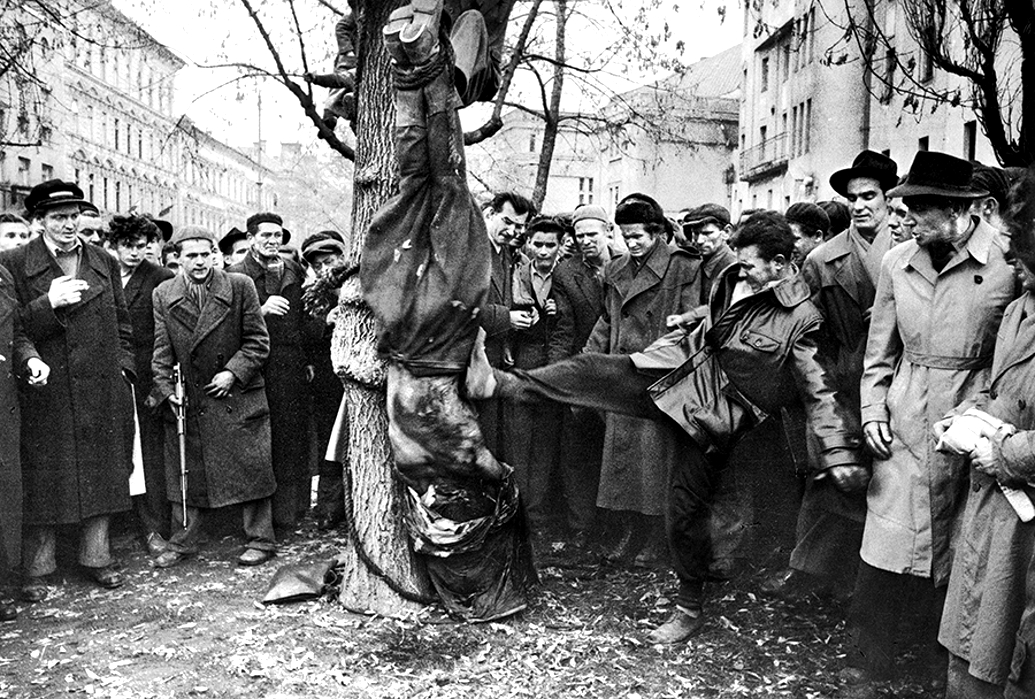
10月30日处决布达佩斯党委大楼守卫。类似照片后来被用于共产党宣传，为镇压行动辩解。

匈牙利革命发生前后，苏联对事件的报道在叙述上一直保持连贯。在苏联第二次干预发生后，苏方立场得到了世界各国共产党的支持。此时，苏联的报道仍坚持了此前的观点。在暴力事件发生36小时后，《真理报》报道了事件经过，为后来苏联对事件的报道以及国内历史学定下了基调：
1. 10月23日，有一些真诚支持社会主义的匈牙利人举行示威活动，对拉科西和格罗政府所犯的错误表示不满。
2. 法西斯主义者、希特勒分子、反动派和反革命暴徒，在西方帝国主义的资助下利用动乱发动了一场反革命行动。
3. 一些在纳吉领导下的真诚的匈牙利人请求驻扎在匈牙利的苏联（华沙条约）军队协助恢复秩序。
4. 纳吉政府瘫痪致使被反革命势力渗透，从而遭到削弱以致解体。这可以从纳吉最后宣布退出华约这一行为中看出。
5. 卡达尔领导下的匈牙利爱国者与纳吉政府决裂，匈牙利真诚的革命工人和农民于是组建政府；这个真正受到民众支持的政府请求苏军司令部制止此次反革命事件。
6. 在苏联的帮助下，匈牙利的爱国者粉碎了此次反革命事件。

苏联第一则报道比西方提早了24小时，而当时这些报道并未提到纳吉向联合国发出了呼吁。后来也没有提及纳吉在南斯拉夫大使馆外被捕这一事件。此外，苏联对事件的描述也未解释纳吉是如何从爱国者变转变为叛徒。一方面，苏联媒体报道称当时匈牙利局势平静，而西方媒体则报道当地爆发了革命危机。据苏方报道，匈牙利人从来没有任何革命的想法。1957年1月，苏联、保加利亚、匈牙利和罗马尼亚的代表在布达佩斯会面，审视评估苏联所扶植的政府建立以来匈牙利国内形势的发展。此次会议发布声明“一致作出结论”，匈牙利的工人们在卡达尔政府的领导和苏联军队的支持下，挫败了“消灭匈牙利人民在社会主义道路上所取得成就”的企图。
苏联、中华人民共和国和其他华约成员国政府竭力主张卡达尔应继续审判前纳吉政府的部长官员，对“反革命分子”采取惩罚措施。事后，卡达尔政府还出版了一系列“白皮书”（《匈牙利十月事件中的反革命势力》），记述了一些针对共产党和秘密警察的真实暴力事件和纳吉支持者的供述。这些白皮书后来以多种语言的形式在大多数社会主义国家广泛传播。虽然白皮书是以事实为基础的，但是它为呈现事实证据所采用的渲染及叙事方式并未得到苏联以外其他国家历史学家的广泛接纳。

## 后续事件及影响

### 匈牙利及东欧集团

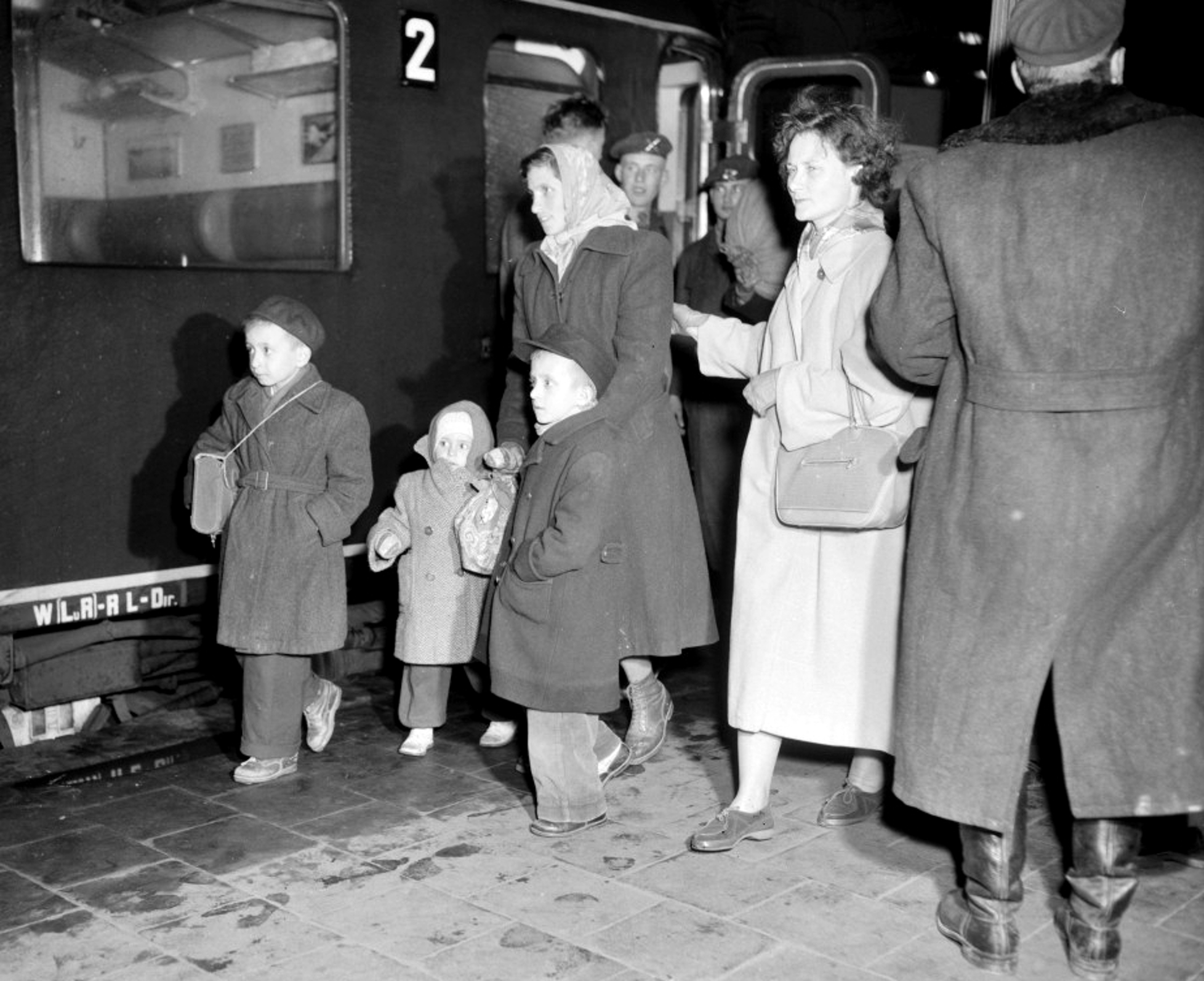
1956年11月14日到达乌得勒支的匈牙利难民

革命被镇压后，苏联对匈牙利全境实施了军事管制，苏共中央主席团派马林科夫和苏斯洛夫作为代表现场坐镇监督，政权主要由苏军领导人、谢罗夫等克格勃人员构成，卡达尔的办公室也处于苏联人的严密监视之下。苏联将匈牙利划分成许多军区，从国内派来一批政工干部担任各军区副司令，他们配合克格勃在匈牙利展开肃清起义者和“恢复秩序”的任务。12月中旬前，大部分抓捕活动由苏联人展开，甚至审讯记录都是用俄文书写。按照科涅夫的命令，各军区开展的任务包括：“肃清反革命分子”、“搜查和搜缴武器”、“保障苏联公民和当地居民的安全”、“不准任何居民结社、示威和召开群众大会”、“关闭可用作集会的场所，如影剧院和俱乐部等”、“保护国有财产和国有企业、广播电台、电话局、电报局及印刷厂”、“未经许可禁止印刷传单”、“修复苏军纪念碑及墓地”、“了解各阶层居民思想动态并展开宣传工作”、“恢复当地行政机关和党组织权力”。:246期间，数千名匈牙利人被逮捕，26000人被审判，22000人被判处徒刑送进监狱，13000人被软禁，229人被处决。而原匈牙利外交部长耶森斯基·盖佐估计有350人被处决。大約20萬難民逃亡国外成为难民。为了应对严重的匈牙利难民问题，红十字会和奥地利联邦军在特赖斯基兴和格拉茨建立了难民营。
| 匈牙利难民分布   |        |
| 西欧             | 85 000 |
| 英国             | 22 000 |
| 斯堪的纳维亚     | 7 500  |
| 美国             | 35 000 |
| 加拿大           | 25 000 |
| 澳大利亚和新西兰 | 12 000 |
| 南美洲           | 3 800  |
| 非洲             | 1 400  |
| 中美洲           | 620    |

11月8日，布达佩斯大部分地区被苏联控制，担任“工农革命政府”部长会议主席和匈牙利共产党总书记的卡达尔一方面配合苏军行动，另一方面，面对匈牙利各个阶层对新政权的刻骨仇视，也开始争取以和平的方式逐步实现社会和解。他并未试图在匈牙利恢复原有的斯大林体制。由于工人委员会掌握了匈牙利全国许多地方的政权，其组织的零星抵抗和大规模的罢工活动一直持续到了1957年中旬，对匈牙利经济产生了很大的负面影响。为了应对此局面，卡达尔政府不得不做出妥协，承诺于1957年1月1日起提高工资8%至15%，取消无子女税，恢复国徽上的科苏特标记并停止俄语作为学校的必修课。新政府还表示拥护革命期间提出、备受欢迎的匈牙利民族自决原则，但事实上，苏联军队却一直未曾撤军。此外，加入重组后共产党的人数十分有限，到1956年12月，党员人数从80万人下降到了10万人。尽管如此，卡达尔还是稳步加强了他对匈牙利的掌控并压制住了异议人士。从当年起，苏联还对匈牙利军队展开了大规模“清洗”，重新引入了对所剩部队的政治教育制度。1957年5月，苏联在匈牙利进一步增兵。而匈牙利则通过签订条约的形式接受了苏联永久驻军的现实。
自60年代起，卡达尔开始在匈牙利国内推动对共产主义制度的改革，他提出口号，主张“谁不反对我们，就同我们在一起”，宣布大赦，到1963年底，匈牙利革命期间被捕的政治犯大部分已得到释放。卡达尔还逐渐控制住秘密警察，防止其作出过火行为，推动相对宽松的文化和经济政策，并于1966年引入了称为“新经济机制”的改革措施，在一定程度上将匈牙利严格的计划经济向市场经济过渡，给予基层企业管理者更多决定权，以营利作为企业的主要目的并解除了对外贸易的限制。这些政策的运用使匈牙利与其他东欧集团国家相比人民生活水平相对更高，因此使匈牙利获得了“最快乐的兵营”这一称号。
苏联军队攻占布达佩斯时，纳吉·伊姆雷、卢卡奇·格奥尔格、洛松齐·盖佐和拉依克·拉斯洛的遗孀茱莉亚在南斯拉夫政府的邀请下躲进了南斯拉夫大使馆。在得到苏联人和卡达尔政府保证他们可以安全离开匈牙利后，纳吉和其他人于11月22日离开大使馆，随即被捕并押往罗马尼亚斯纳戈夫软禁，由苏联克格勃“反革命事务”顾问鲍里斯·舒米林主持审问。软禁期间，各方曾多次要求纳吉认错并表示支持卡达尔政府，以换取宽大处理，遭纳吉拒绝。卡洛伊·久洛在劝说纳吉失败后向卡达尔政府提议对纳吉进行审判。次年4月14日，纳吉被匈牙利和罗马尼亚安全机关正式逮捕，与其他人一同运回布达佩斯。洛松齐在监狱中等待审判期间发起绝食抗议，由于狱卒“无意中将喂食管插入气管”而死。1958年6月15日，经过秘密审判，纳吉、马莱特、吉姆斯等人被以“组织推翻匈牙利人民民主制度罪”、“叛国罪”和“组织军事暴动罪”等罪名判处死刑，立即执行。遗体被秘密下葬于布达佩斯郊外的市属公墓。此外，明曾蒂主教于11月在美国大使馆寻求政治避难，因匈牙利政府没有取消在1949年对他的叛国罪判决，在此后15年里一直住在美国大使馆。由于身体健康恶化和梵蒂冈的请求，他于1971年9月离开大使馆前往奥地利。
曾担任匈牙利国务部长、政治理论家毕波·伊斯特万在逃亡被捕入狱前撰写了一部政治回忆录。入狱期间，他的回忆录手稿被带到西方。其中，他写道匈牙利的局面“使西方世界出尽了丑”，10月前西方国家一直鼓动东欧国家人民起义，但是当匈牙利人真的这样做时，西方又抛弃了他们。他认为西方的做法不仅削弱了其政策的效率，而且让人怀疑他们的诚实性。他指出“匈牙利的局势若能自由发展，很快就可以表明其前景不仅不危险，而且对社会主义事业能提供极大的教训...这是本世纪一次最有益的社会主义试验的开端，但是却被苏联坦克粉碎。”:222-223
匈牙利革命的领导人之一、《新左翼评论》编辑委员会成员克拉绍·尼古拉在逝世前不久，接受彼得·高恩的采访。他以自己在1952年苏共十九大期间对斯大林短篇讲话的回忆，总结了匈牙利这次革命的意义：“斯大林在大会期间始终默不作声。最后，他发表了一篇简短的讲话，大概一页半的长度。他说有两面旗帜进步资产阶级丢下了，而这两面旗帜工人阶级应该将其拾起。它们分别是民主和民族独立。确信无疑的是，1956年的时候，匈牙利的工人们确实高举了这些旗帜！”

### 罗马尼亚

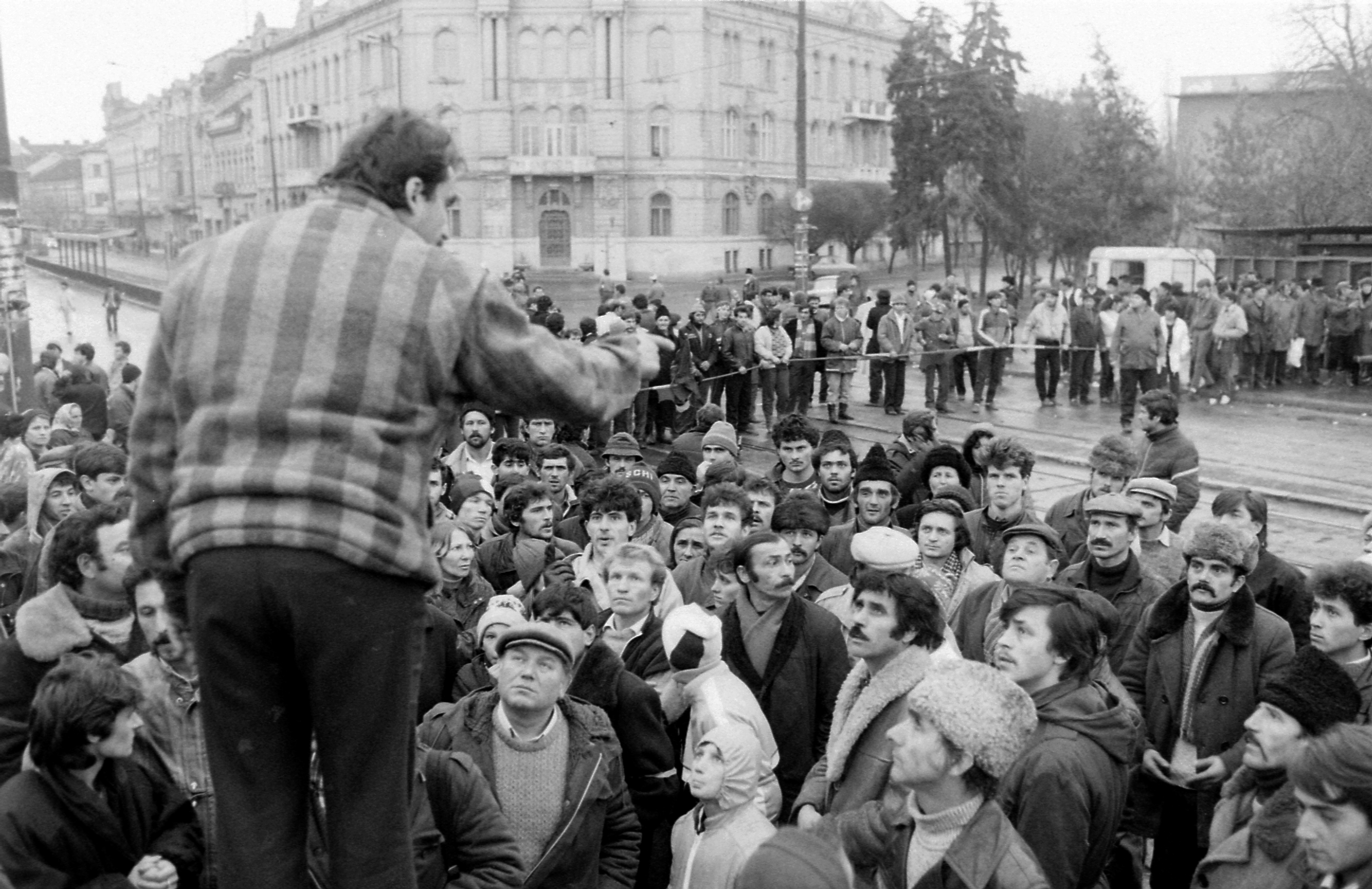
1989年12月罗马尼亚匈牙利族聚居地爆发的蒂米什瓦拉示威活动最终引发罗马尼亚革命，罗马尼亚共产党政权倒台。

随着匈牙利革命的爆发，罗马尼亚的“匈牙利问题”日益凸显，并始终困扰着罗马尼亚共产党政府。1956年11月21日，罗马尼亚领导人波德纳拉希、乔治乌-德治以提供匈牙利急需的食品和医疗物资的名义访问布达佩斯。而实际上罗马尼亚则帮助匈牙利重组了革命中遭到重大打击的安全机构。数百位有特兰西瓦尼亚匈牙利裔的罗马尼亚秘密警察在布达佩斯参与了相关行动。作为交换条件，卡达尔则访问了布加勒斯特，谴责当地特兰西瓦尼亚匈牙利人对匈牙利革命的支持中夹杂着民族主义和领土收复主义的诉求。
此后，出于对国内匈牙利族的担心，乔治乌-德治在罗马尼亚开展了广泛的融合匈牙利族的政策，如减少学校中的匈牙利语课程，增加大学阶段接受匈牙利语教育的难度、将克卢日匈牙利语教学的博雅依大学与罗马尼亚语教学的巴比什大学合并，成立巴比什-博雅依大学并削弱了其他匈牙利语大学的地位，使这些大学开始向双语大学转变。博雅依大学教授、诗人萨贝迪·拉斯洛以自杀对合并两大学表达抗议。此外，1960年起罗马尼亚政府还分割后废除了原马扎尔自治区，以进一步削弱了匈牙利族人口比例，将原自治区的两个区划归罗马尼亚族占主导的布拉索夫县，使当地匈牙利族人口比例从77%降至62%，罗马尼亚族从20%上升至35%，最终引发了邻国匈牙利政府的关注，从而引发了罗马尼亚与匈牙利以至于苏联政府关系的恶化。齐奥塞斯库上台后，罗马尼亚匈牙利族的处境期初有所改善。但是不久，齐奥塞斯库开始了进一步同化匈牙利族的政策。随着罗马尼亚生活水平与匈牙利逐渐了拉开差距，当地匈牙利族的不满日益增加。

### 南斯拉夫
虽然南斯拉夫此前已经与苏方就军事干涉达成共识，但南斯拉夫未经苏联同意允许纳吉等人在大使馆避难引发了苏联方面的强烈不满。11月4日，停在大使馆对面英雄广场上的苏军坦克突然用机枪向大使馆底层窗户扫射，南斯拉夫大使馆三等秘书米伦科·米洛万诺夫（Milenko Milovanov）被击毙，引发双方外交冲突。纳吉进入大使馆后第二天就正式请求南斯拉夫政府将他和朋友送往南斯拉夫，铁托立即写信给赫鲁晓夫希望苏联提供方便。7日，赫鲁晓夫明确拒绝了这一要求，还要求南斯拉夫交出纳吉等人。8日，苏联外交部长谢皮洛夫紧急约见南斯拉夫驻苏联大使米丘诺维奇时，米丘诺维奇为苏军对南斯拉夫大使馆的暴力行为提出强烈抗议。谢皮洛夫不仅拒绝接受抗议，且未表示任何遗憾。:233-234:108
南斯拉夫方面在匈牙利革命期间的态度前后矛盾，不少行为令人费解。11月11日，铁托在普拉发表演讲，认为苏联的问题不是“个人迷信”造成的，而是苏联制度本来就如此，根本原因在于斯大林主义，克里姆林宫中现在还有斯大林分子。在谈及匈牙利问题时，铁托对苏联提出了批评。同时，铁托表示支持卡达尔政府，则刺激了身在大使馆的纳吉。有分析认为铁托原本希望通过收留纳吉，使之与外界断绝联系，并迫使纳吉辞去部长会议主席职位，从而帮助卡达尔政府立足。而苏联方面则认为南斯拉夫在“为拯救反革命而努力”。纳吉在南斯拉夫大使馆避难18天期间，使馆生活条件日趋艰难，最终在得到卡达尔政府向南斯拉夫政府的保证后离开大使馆。随即苏联人违背承诺将其逮捕。刚刚短暂缓和的苏南关系立即急转直下。:233-2341957年11月，苏联为了彰显国际共产主义运动和工人运动的团结壮大，庆祝十月革命四十周年，在莫斯科召开了共产党和工人党国际会议，各国共产党和工人党皆派领导人参加。南斯拉夫方面铁托没有出席，且代表未在大会的联合公报上签字，触怒苏联。苏联方面认为重判纳吉可以起到惩罚南斯拉夫的作用，于次年1月开始起诉纳吉。1958年3月，赫鲁晓夫为表示缓和姿态，派卡达尔赴南斯拉夫与铁托接触。期间，铁托劝说他不要对苏联唯命是从，应像波兰一样保持独立。卡达尔后将此内容告诉了赫鲁晓夫，从而再次激怒赫鲁晓夫，使赫鲁晓夫下定决心在纳吉案件上“立即采取某种行动”。:267-269

### 苏联
1956年10月30日，苏联政府召见奥地利驻莫斯科大使诺伯特·比绍夫，指责此次事件是由位于奥地利和西德的匈牙利流亡者在美国的支持下发动的。11月1日，在纳吉宣布匈牙利中立、苏联第二次出兵开始后，苏联驻联合国代表团开始反复提出这一指责，并通过《真理报》、《消息报》和莫斯科广播电台等众多其他苏联媒体，援引奥地利共产党机关报《人民之声》自27日以来的报道，猛烈攻击奥地利政府违背中立身份，支持“反革命”和叛乱分子，并为他们提供军事基地。苏联称美国在奥地利进行秘密活动，从这里向匈牙利输送武器弹药和特工，试图将匈牙利的反共革命说成是受到由美国人支持的奥地利“反动”“法西斯”团体策划组织的结果，以实现使苏联的干预行为正当化的目的。对此，奥地利政府否认了全部指控，称苏联的说法是“彻头彻尾”的编造，并于11月4日查封了《人民之声》。奥政府还邀请了四大国驻奥武官考察奥匈边境。奥外交部称苏联的行为是为了“通过不间断重复，制造出一个神话，以使人们相信匈牙利发生的事件是由外部策划所致。”据称，捷克斯洛伐克、东德领导人和苏联国防部长朱可夫曾要求苏联出兵重新占领奥地利东部地区。期间，曾出现苏联侵犯奥地利边界的事件。有两名苏军士兵在追逐匈牙利难民时越境进入奥地利境内，一人被捕，另一人在逃跑时被击毙。:91-92
12月，苏联知名学府莫斯科铁道工程学院的100多名学生举行集会，强烈批判苏联的侵略行为，他们称“卡达尔和他的工农革命政府之所以掌权，依靠的完全是苏联军队的刺刀。”据时任苏共莫斯科市委第二书记伊万·马尔琴科报告，集会的演讲者谴责苏联的波兰和匈牙利政策，“（演讲者）说苏联国内的媒体正在向人民传播着假消息，错误描述着匈牙利的实际情况，‘说谎称匈牙利正在发生白色恐怖’...他还表示反对苏联在波兰驻扎军队，称驻军没有必要，波兰没有这些军队也没有问题。”在全联盟国立电影学院，数十位学生被指责就波兰和匈牙利问题“传播有偏见的信息”，据报道有超过一半的学生通过收听美国之音来了解此次事件。12月12日，克格勃逮捕了电影学院中进行“有害的政治讨论”的学生，这次逮捕行为激发了超过350名学生新一轮的抗议，抗议者中还包括着不少共青团员。他们称“克格勃的行为错误且粗暴，让人回想起了过去内务人民委员部的所作所为。”学生们要求当局告知他们逮捕的法律依据是什么，之后审判是否公开。集会的组织者威胁将召开更大规模的示威活动。在经过莫斯科市党委官员的劝说后，他们放弃了之后的示威活动。此次事件过后，集会的组织者大部分都被逮捕并开除。:197-198
为了应对一连串的抗议活动，苏共中央决定加紧实施11月4日“清理高等教育机构中的不良分子”的决定。1956年底，各大重点院校的人事变动基本完成。此外，苏共领导人还派苏共中央相关部门派出指导人员前往全国各个城市“改进高等教育机构意识形态方面的培训工作”，提高共青团对学生活动的影响。当年年底至1957年年初，苏联领导人还下令逮捕了继续违反校方规定的异议人士和学生。不过，以彼得·波斯别洛夫为首的苏联高层官员仍然认为这些措施并不充分，需要采取更为严厉的措施。尽管后来，苏联领导人没有进一步加大力度，但匈牙利革命还是对苏联国内产生巨大冲击，也因此左右了苏联领导人的决定。:198
克里斯托弗·安德鲁等历史学家称，后来先后担任克格勃主席和苏联领导人、时任苏联驻匈牙利大使的安德罗波夫经过此次事件形成了“匈牙利情结”：“透过大使馆的窗户，他十分惊恐地目睹了那些遭人憎恨的匈牙利秘密警察是如何被吊在电线杆上，一个看上去强大无比的共产党政权是如何迅速垮台的。这些问题在安德罗波夫的余生里始终让他挥之不去。以后每当其他共产党政权面临威胁时，如1968年在布拉格、1979年在喀布尔以及1981年在华沙，他都非常肯定，就像1956年匈牙利那样，只有武力才能保证这些政权继续存在。”

### 国际社会
尽管西方国家扬言要对苏联主导的东欧实行推回政策，而苏联又许诺要马上实现社会主义，这一时期的各国领导人和后来的历史学家将匈牙利起义失败视为冷战在欧洲进入僵持阶段的标志。:208由于美国未能有效威慑住苏联对匈牙利革命的镇压，艾森豪威尔“新展望政策”的有效性备受质疑。随着约翰·肯尼迪总统上台，美国以“灵活反应政策”代替了新展望政策。1957年接受一家报纸采访时，赫鲁晓夫评价道“美国所提供的支持...在本质上与绳索给受绞刑者提供的支持一样”。
西德外交部长曾建议东欧人民不要“采取可能会给自己带来灾难性后果的极端措施”。北约秘书长保罗-亨利·斯巴克则称此次革命是“一个民族的集体自杀”。时任瑞典首相塔格·埃兰德称这次革命证明了“独裁制度，无论它表现得多么强大，可以多么有效地组织对其公民进行监控和镇压，在它的内部还是蕴藏着自我毁灭的种子。”:90

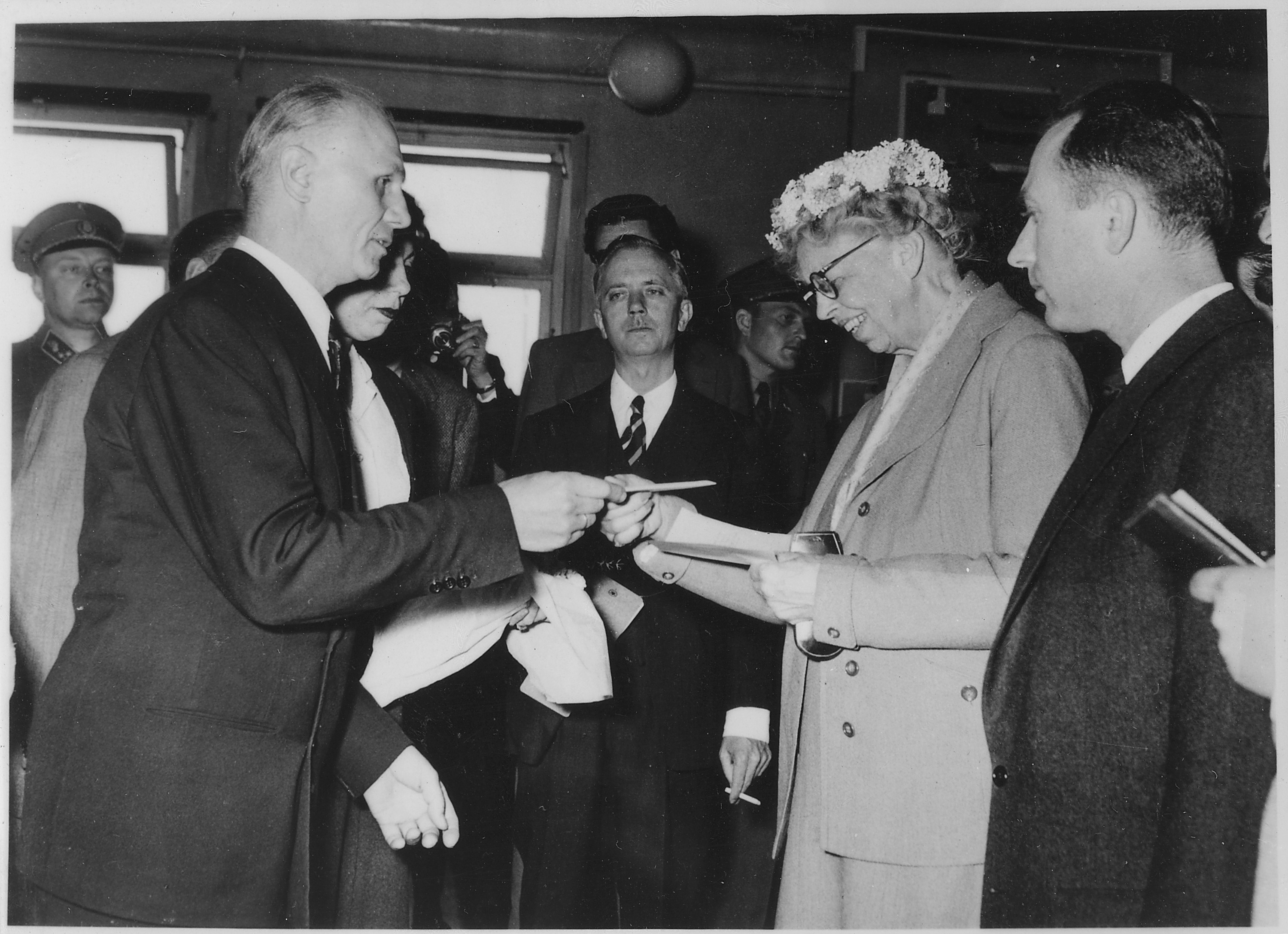
1957年5月10日，埃莉诺·罗斯福在萨尔茨堡和流亡的匈牙利革命者见面

1957年1月，联合国大会决议对苏占匈牙利展开调查和观察行动，联合国秘书长达格·哈马舍尔德对此做出回应，成立了匈牙利问题特别委员会。委员会的代表来自澳大利亚、锡兰（斯里兰卡）、丹麦、突尼斯和乌拉圭，主席是丹麦政治家、社民党领导人阿尔辛·安德生。他们分别在纽约、日内瓦、罗马、维也纳和伦敦召开听证会，5个月的时间里采访了110位难民，其他包括政府部长、军官和纳吉政府的其他官员，此外还包括工人、工人委员会成员、工厂管理者、技术人员、共产党人和非共产党人士、学生、老师、作家、医护人员和匈牙利士兵。委员会还审查了来自匈牙利的档案、报纸、广播稿、相片和影片及其他记录，采访了其他200多位匈牙利人作证。
匈牙利政府和罗马尼亚拒绝让联合国特别委员会官员入境，苏联政府则未对提供信息的要求作出回应。1957年6月，268页的委员会报告提交联合国大会，这份报告记录了起义和苏联干预的过程，并作出结论“卡达尔政府和苏联的占领违反匈牙利人民的人权”。一项联合国大会决议得到通过，谴责“对匈牙利人民的镇压和苏联的占领”，不过没有采取其他行动。这份报告和作者的动机受到了苏联和卡达尔政府驻联合国代表团的批评。匈牙利代表不承认报告所作结论，称这份报告伪造事实，所成立的委员会为非法。他们还称这个委员会敌视匈牙利和她的社会制度。一份苏联外交部出版的俄语刊物在1957年发表文章，谴责此报告是“虚假与歪曲事实的集合”。
美国《时代周刊》将匈牙利自由斗士选为1956年的时代年度风云人物。时代周刊的文章称这一决定直到革命的爆炸性事件发生后才做出，封面图片和所配文字是一位艺术家对匈牙利自由斗士的描绘，这篇文章在讲述三位人物的故事时使用了假名。2006年，在纪念1956年匈牙利革命五十周年的纪念活动上，匈牙利总理久尔恰尼·费伦茨发表讲话时称时代周刊封面上年度风云人物是“自由匈牙利的面孔”。
久尔恰尼在和英国首相布莱尔见面时，再次特意提到这幅图片“它是一幅理想化的照片，但人物的脸确实与革命者的脸一样”。
1956年夏季奥林匹克运动会在澳大利亚墨尔本召开，苏联对匈牙利的所作所为导致西班牙、荷兰、瑞士抵制了此次奥运会。在奥运村，匈牙利代表团将带有国徽的匈牙利国旗撕下，升起了自由匈牙利的国旗。12月6日水球半决赛时，苏联队和匈牙利队发生冲突。比赛过程极其暴力，比赛结束前为制止观众间的搏斗还一度中断比赛。当今，这次比赛被称为“水中血战”，还拍成几部电影。最终，匈牙利队以4比0的成绩取胜，后取得奥运会金牌。
1956年10月28日，约5千5百万美国人观看了埃德·沙利文主持的综艺节目，时年21岁的埃尔维斯·普雷斯利（猫王）第二次担任主角，沙利文呼吁观众向从苏联侵略中逃离出来的匈牙利难民提供帮助，普雷斯利在1957年1月6日沙利文的另一场节目中露面，再次呼吁大家进行捐助。普雷斯利还在节目结束时献唱福音歌曲《宁静山谷》，他觉得这首歌很贴合当时的氛围。至1957年底，这些捐赠由总部在日内瓦的国际红十字会分配，包含食品、衣物和其他必需品，总价值达2600万瑞士法郎（1957年折合600万美元），相当于今天5460万美元。2011年3月1日，布达佩斯市长塔罗斯·伊斯特万在普雷斯利死后授予他荣誉市民的称号，作为感谢的象征将位于布达佩斯市中心最重要的两条街道交叉处的广场以普雷斯利命名。

#### 欧美国家共产党
随着50年代即将结束，匈牙利革命使西欧国家的共产主义政党发生分裂。意大利共产党首先分裂，据意共机关报《团结报》，包括帕尔米罗·陶里亚蒂和乔治·纳波利塔诺在内的意共领导人和大部分普通党员支持苏联镇压起义的行为。然而，共产主义工会组织意大利劳工联合会总书记吉赛普·蒂·维多里奥公开声明反对意共领导人的观点，其他著名党员如安东尼奥·乔利蒂、洛里斯·福图纳和其他党内有影响力的人士也表示了反对。而意共的密切盟友意大利社会党领袖彼得罗·南尼也反对苏联干预。2006年，纳波利塔诺当选了意大利总统，在2005年所写的自传中，他表示他为当年自己为苏联在匈牙利的所作所为辩解感到后悔。他说当时他认为党的团结和苏联对共产主义的领导更为重要。
匈牙利革命发生后，大不列颠共产党遭受重创，数千名党员退党，如多丽丝·莱辛（2007年诺贝尔文学奖得主）即在此时退出大不列颠共产党。英共报纸《工人日报》记者彼得·弗莱尔对暴力镇压起义做出报道，他发回的稿件却遭到英共领导人删改。从匈牙利一回到英国，弗莱尔就从报社辞职，随即被英共开除。在法国，如历史学家埃马纽埃尔·勒鲁瓦·拉迪里等温和的共产党人纷纷辞职，对法国共产党支持苏联行动的政策表示质疑。法国哲学家兼作家阿尔贝·加缪在他的公开信《匈牙利人之血》中批评了西方世界的无所作为。甚至连法国共产主义者、哲学家让-保罗·萨特也在他的文章《处境5：斯大林的幽灵》中批评了苏联。而在奥地利，奥地利共产党多处办公室被愤怒的示威人群捣毁。:92此次事件与赫鲁晓夫的秘密报告一起对此前以斯大林主义倾向占主导的美国共产党造成灾难性影响，党员人数直线下降，所属报纸《每日工人》因发行量下降于1958年停刊。

#### 中华人民共和国
1956年10月，中共中央表示，反對蘇聯武裝干涉波蘭內政，主張協商解決問題；10月23日，劉少奇、邓小平一行抵達莫斯科，11月1日回到北京:97-98。10月30日，中共中央主席毛泽东主持中共中央政治局会议，表示“坚决要求苏军开进匈牙利稳定局势”。11月3日下午，在布达佩斯的50多名中国留学生接到通知到使馆避难。期间，很多匈牙利知识分子由于对中共有较好的印象，前往中国大使馆请求避难，但遭到大使馆方面的拒绝。11月1日，中國政府發表聲明：中國政府從波匈事件中注意到，「加強民主、獨立和平等以及在發展生產的基礎上提高人民物質福利的要求」，「不但有利於這些國家人民民主制度的鞏固，而且有利於社會主義各國相互之間的團結」:98。11月1日，《人民日报》发表社论支持在社会主义国家间适用和平共处五项原则，维护匈牙利主权独立。11月3日，再次发表社论，改变态度，表示支持苏联出兵匈牙利进行镇压。《人民日报》成为发表支持镇压最早的党报之一。事态平息后，中国国务院总理周恩来于1957年1月16至17日率领的中国党政代表团在苏军坦克的护送下到达布达佩斯，给新的匈牙利政权以极大支持，他将匈牙利事件定性为：“帝国主义者和他们指使下的匈牙利国内外反革命分子发动的武装暴乱，其目的是摧毁匈牙利人民的社会主义制度，复辟资本主义。”匈牙利革命后，中共领导人毛泽东表示支持赫鲁晓夫和卡达尔，他认为“匈牙利有那么多反革命，这一下暴露出来了”，匈牙利事件“出了反而好，有脓包总要出脓”，东欧一些国家的反革命杀得太少了。
当年，11月10至15日，中共中央召开八届二中全会，讨论了匈牙利局势。刘少奇分析了事件原因，并做出一定程度的反思，认为应“要加强人民群众对领导机关的监督”、“国家领导人员的权力应该有一定的限制”、“国家领导人员的生活水平应该接近人民的生活水平，不要悬殊”，“瑞典...内阁首相是手上拿一个皮包，搭公共汽车到首相办公室去办公的”、“华盛顿在革命之后，做了八年总统，又退为平民。...这样的办法，我们是不是也可以参考一下，也可以退为平民？资本主义国家中有些人当过部长，当过总理，结果又去当教员，当教授，当律师，当经理，当校长。”毛泽东则认为：“东欧一些国家的基本问题就是阶级斗争没有搞好。……不依靠群众进行阶级斗争，不分清敌我，这是很危险的。”会议根据毛泽东提议，决定于1957年展开整风运动。
苏共二十大及匈牙利革命发生前后，中华人民共和国国内也随之发生了一些不稳定事件，如农民要求退社，成批的城市手工业者退社单干，工人罢工和学生罢课，中共党内思想动向出现波动。1957年1月，面对相关事件，毛泽东表示“苏共二十大的台风一刮，中国也有那么一些蚂蚁出洞。这是党内的动摇分子，一有机会他们就要动摇。”“匈牙利事件的一个好处，就是把我们中国的这些蚂蚁引出了洞”。“在匈牙利，大民主一来，把党政军都搞垮了。在中国，这一条是不会发生的。”“如果有人用什么大民主来反对社会主义制度，推翻共产党的领导，我们就对他们实行无产阶级专政”。后来，在反右运动期间，毛泽东发表《组织力量反击右派分子的猖狂进攻的指示》，提到“这是一场大战（战场既在党内，又在党外），不打胜这一仗，社会主义是建不成的，并且有出匈牙利事件的某些危险。”期间，大批持反苏言论者因评论匈牙利事件遭中国政府逮捕。1959年5月5日，匈牙利代表团访问中华人民共和国时，毛泽东向明尼赫强调，匈牙利共产党对国际共产主义运动贡献巨大，中国从中学习到了许多经验。毛指着身后的驻匈牙利大使郝德青说，他提供的报告和建议帮助他评价和处理了匈牙利局势。毛回忆说中国使馆报告提到匈牙利的反革命势力正取得越来越多的支持，警告如果苏联不除掉纳吉政府，资本主义会在匈牙利复辟。:218-222但自中苏论战开始，中华人民共和国與苏联關係惡化，曾多次批评苏联赫鲁晓夫当局在匈牙利事件发生初期“表现软弱”、对纳吉等人“态度暧昧”，并在中苏交恶后坚决反对苏联将此次事件与此后的华约入侵捷克斯洛伐克相提并论。

#### 越南民主共和国
匈牙利革命前夕，即1956年8月到11月，越南民主共和国（北越）受到苏联去斯大林化和中国双百方针的影响，正在开展人文佳品运动，一定程度上放松了对知识分子言论的控制，不少北越的知识分子开始向共产党发起挑战，批评北越照搬中共经验，土改期间滥用暴力。9月，越共被迫承认土改中的“错误”，开始“纠错”，“平反”并释放被捕者。由于越共的土改在农村地区积怨已久，当越共认错的消息于10月底传到农村后，北越义安省农民于11月5日举行琼瑠起义，约2万人参加。越共不得不调动越南人民军第325师展开镇压，约6000人死亡或被迫迁移。11月18日到21日，周恩来访问河内，与越共领导人就越南和国际局势进行会谈。11月初，随着苏军开始镇压匈牙利革命，越共开始发表文章对知识分子进行反击。匈牙利革命镇压后五天，越共机关报《人民报》发表社论“我们不应允许任何人利用民主的自由和表达的自由离间党和人民，诽谤我们的制度，在人民之间制造混乱，或者散布有害的、反动的思想。”不过，受到当时中共的影响，越共对知识分子的反击程度有限，一些表达异议的文章仍不时发表，直到中共次年全面展开反右运动后，越共才开始大规模对知识分子展开镇压。

#### 印度
由于没有历史包袱并承认苏联对东欧的控制，印度与苏联维持着较好的外经关系。1955年，尼赫鲁与赫鲁晓夫、布尔加宁互访，受到对方的热烈欢迎。访问印度期间，苏联表示会恪守和平共处原则，向印度投资建设钢铁厂并支持印度在克什米尔问题上的立场。不过，直到1956年10月，印度才开始在匈牙利常驻外交官，对当时的局势了解有限。因此，在事件初期，出于对局势升级美苏对立导致第三次世界大战的担忧以及埃及局势，印度对谴责苏联有所保留，在联合国涉及谴责性词句的对苏决议上投弃权票，但支持联合国秘书长哈马舍尔德和联合国观察员前往匈牙利。尽管印度屡次试图缓和联合国及其他国家的对苏态度，但是并没有获得苏联的积极回应，印度的相关提议仍遭苏联否决。

## 平反与紀念

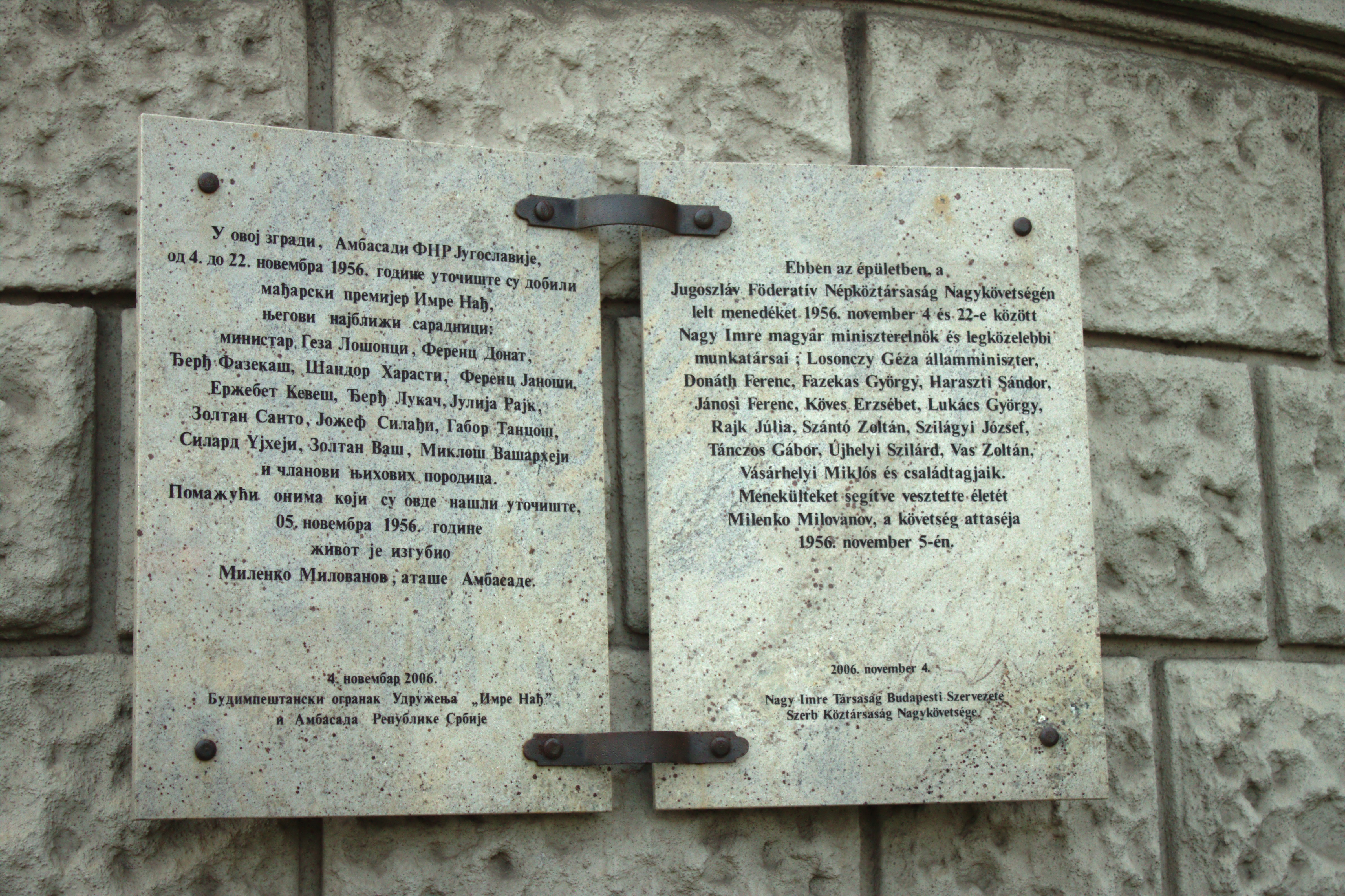
1956年匈牙利革命期间，纳吉曾在布达佩斯塞尔维亚大使馆避难，这里镶有纪念纳吉的牌匾

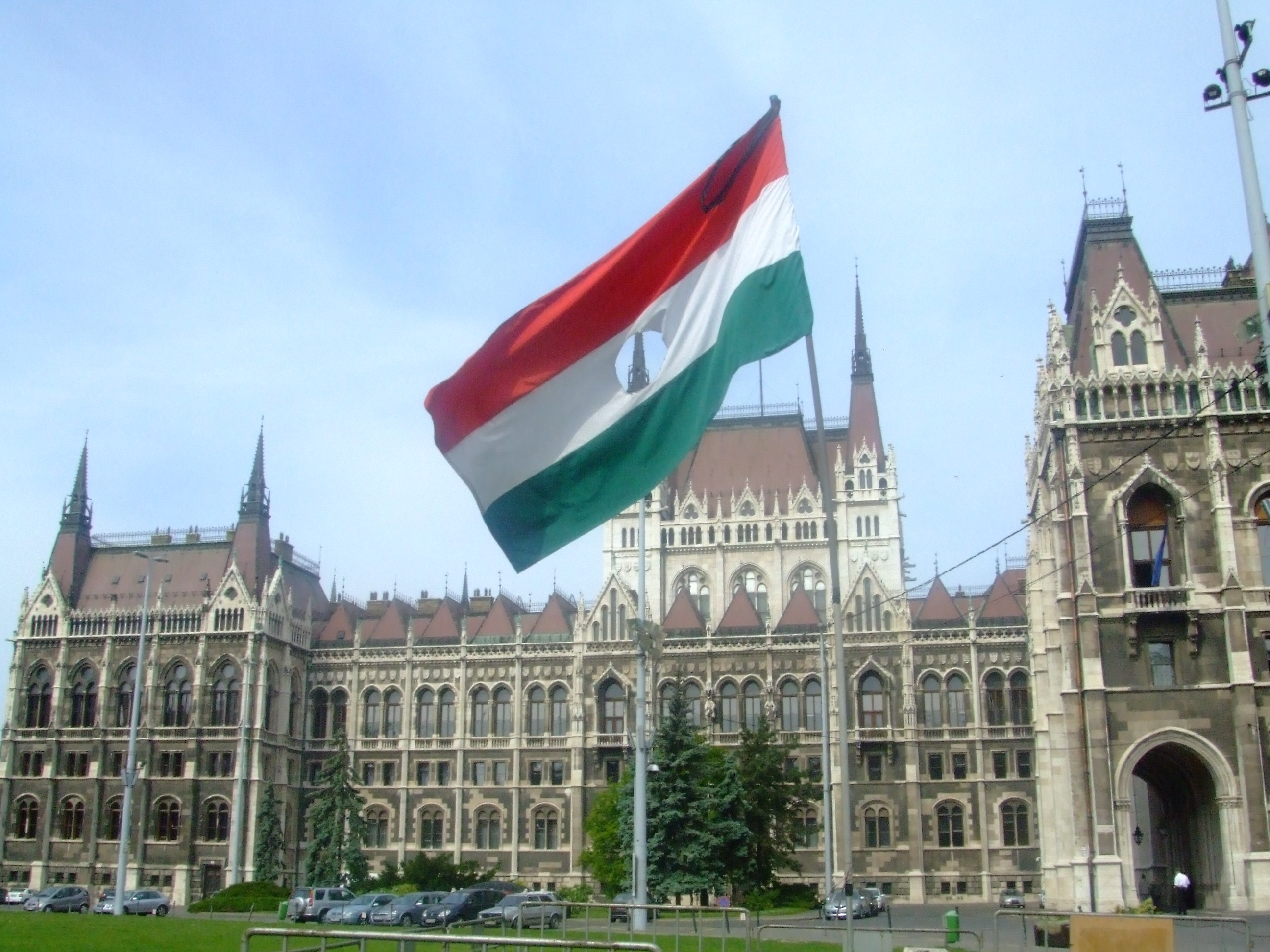
在匈牙利國會大廈前飘扬的匈牙利革命旗幟

随着苏联领导人戈尔巴乔夫放松对东欧各国的控制，1988年，纳吉女儿埃尔热贝特等遇难者家属成立了“历史公正委员会”，要求为当年所有受害者平反、恢复名誉。6月16日纳吉遇害30周年，数百人举行示威游行，要求为匈牙利革命平反，立刻得到广泛支持和响应。1989年1月28日，匈牙利社会主义工人党政治局委员波日高伊·伊姆雷根据调查结论宣布：“1956年发生的事件是一场反对当时正在使国家蒙受耻辱的寡头统治的人民起义。”3月15日匈牙利青年节，民间在裴多菲雕像前举办声势浩大的活动，呼吁为匈牙利革命平反，要求苏联撤军，反对一党制，实行言论、新闻、宗教自由的发言接连不断，人们决定把1956年革命高潮开始的10月23日定为全国节日。6月16日，匈牙利政府为纳吉等人重新举行了隆重的国葬，30万人参加吊唁安葬活动。东欧剧变与匈牙利实现民主化后，1989年10月16日革命33周年的纪念日，匈牙利共和国宣布成立，将每年的10月23日确立为全国纪念日。2014年，匈牙利政府以战争罪和否认共产党罪行的罪名判处原卡达尔政府二号人物，曾参与镇压匈牙利革命的匈共中央政治局委员比斯库·贝洛5年6个月徒刑，他是匈牙利首个也是唯一一个受审的原共产党政权高官。
1991年12月26日苏联解体前夕，在匈牙利和苏联签署的双边关系条约前言中，戈尔巴乔夫代表苏联，叶利钦代表俄罗斯正式为苏联1956年在匈牙利的行为道歉，两位领导人在莫斯科同时再次以口头的形式向匈牙利外交部长表示歉意。1992年11月，俄罗斯联邦总统叶利钦访问匈牙利在匈牙利议会演讲时再次道歉，并将俄罗斯档案馆中1956年4月到1957年7月的115件相关文献转交匈牙利政府。2006年3月，俄罗斯总统弗拉基米尔·普京在访问匈牙利时表示虽然现在的俄罗斯已不是苏联，但仍“为这些事情负有某种道义责任”，他在自由广场进献花圈并向匈牙利归还了二战期间被苏联军队掠走的一些珍贵古籍。:274
美国全国各地建有多个纪念匈牙利革命的纪念碑。在加利福尼亚州洛杉矶麦克阿瑟公园西北角，匈牙利裔美国人于20世纪60年代修建了一个纪念匈牙利自由战士的方尖碑，顶部有一只可以俯瞰整个洛杉矶的美国鹰。其他还包括俄亥俄州克利夫兰的敏真谛广场，1968年科罗拉多州丹佛的匈牙利自由公园。
2006年2月13日，美国国务院纪念了匈牙利革命发生五十周年。美国国务卿康多莉扎·赖斯在与美籍匈牙利人协会举办的纪念活动上发表了演讲，为当年匈牙利人民在追求自由和民主时做出的牺牲，匈牙利难民为美国和所在国做出的贡献，1989年为对抗共产党统治的东德难民提供避难所表示感激，並講到：
「（匈牙利人民）在革命中畅想了一个自由民主的匈牙利……1956年虽然是一个难以言状的悲剧之年，但也是一个更伟大事业开始之年，是一个希望之年。借助匈牙利革命，全世界可以看到希望在铁幕后延续，12个自由的日子激励着东欧各国热切的爱国者们为本国奋斗，而匈牙利难民们所讲述的关于压迫的故事，也让自由国家认清了苏联政权的真面目……匈牙利人民独立的希望未被浇灭，直到最后他们都在与苏联帝国主义抗争，匈牙利也是本地区首个实现民主转型的国家。随即，匈牙利的自由政府就开始实现匈牙利人民在共产主义的黑暗日子里渴望实现的目标……今日，匈牙利民族成为了全世界安全、繁荣的楷模，彰显着自由与民主所带来的成功……在匈牙利追求自由的旅程中，我们能够看到正义的到来可以推迟，但它不可抗拒……」——美国国务卿康多莉扎·赖斯

## 相关作品
- 1957年，苏联作曲家德米特里·肖斯塔科维奇创作了《第11号交响曲》，副标题为“1905年”，以纪念在1905年血腥星期日中被沙皇俄国镇压的工人运动。而该作品实际上反映了匈牙利革命，肖斯塔科维奇曾说“不要忘记我是在匈牙利起义后写下这支交响曲的。”[215]
- 2003年，匈牙利小说家、散文家，国际笔会主席康拉德·哲尔吉出版自传《客居己乡：一段匈牙利生活》，叙述了匈牙利革命期间的相关经历，该书获得2008年国际犹太图书奖（英语：Jewish Book Council）。[216]
- 2004年，匈牙利导演玛塔·梅萨罗什（英语：Márta Mészáros）与斯洛伐克、波兰合拍了反映纳吉·伊姆雷生平的电影《未埋葬的人（英语：The Unburied Man）》。
- 2006年，美籍匈牙利电影制片人安德鲁·瓦伊纳和克里兹提娜·哥达（英语：Krisztina Goda）拍摄了反映匈牙利革命和水中血战的电影《光荣之子（英语：Children of Glory）》。
- 2006年，美国电影制片人刘玉玲与昆汀·塔伦蒂诺拍摄了由马克·斯皮茨主演的纪录片电影《自由的怒吼》，反映匈牙利革命和水中血战。

### 书目
- Bekes, Csaba; Byrne, Malcolm; Rainer, Janos (编). . Central European University Press. 2003: 600. ISBN 963-9241-66-0.
- Bibó, István. . New York: Columbia University Press. 1991: 331–354. ISBN 0-88033-214-X.
- Gadney, Reg. . Macmillan Pub Co. 1986-10: 169 pages. ISBN 0-689-11838-4.
- Gati, Charles. . Stanford University Press. 2006: 264. ISBN 0-8047-5606-6.
- Granville, Johanna. . Texas A&M University Press. 2004: 323. ISBN 1-58544-298-4.
- Granville, Johanna (1999) In the Line of Fire: New Archival Evidence on the Soviet Intervention in Hungary, 1956（页面存档备份，存于）, Carl Beck Paper, no. 1307 (1999).
- Györkei, Jenõ; Kirov, Alexandr; Horvath, Miklos. . New York: Central European University Press. 1999: 350. ISBN 963-9116-36-X.
- Kertesz, Stephen D. Diplomacy in a Whirlpool: Hungary between Nazi Germany and Soviet Russia. University of Notre Dame Press, Notre Dame, Indiana. 1953. ISBN 0-8371-7540-2.
- Michael Korda. Journey to a Revolution: A Personal Memoir and History of the Hungarian Revolution of 1956. Harper Perennial (2006). ISBN 978-0-06-077262-8
- Michener, James A.  reissue. New York: Fawcett. 1985. ISBN 0-449-21050-2.
- Morris, William E. Lettis, Richard , 编.  Reprint. Simon Publications. 2001-08. ISBN 1-931313-79-2.
- Napolitano, Giorgio. . Laterza. 2005. ISBN 88-420-7715-1 （意大利语）.
- Péter, László. . London: UCL SSEES. 2008: 361. ISBN 978-0-903425-79-7.
- Schmidl, Erwin A. & Ritter, László. (2006) The Hungarian Revolution, 1956; Osprey Elite series #148. ISBN 1-84603-079-X ISBN 978-1-84603-079-6
- Sebestyen, Victor. . New York: Pantheon. 2006: 340. ISBN 0-375-42458-X.
- Sugar, Peter F. Hanak, Peter; Frank, Tibor , 编. . Bloomington: Indiana University Press. 1994: 448. ISBN 0-253-20867-X.
- United Nations: Report of the Special Committee on the Problem of Hungary, General Assembly, Official Records, Eleventh Session, Supplement No. 18 (A/3592), New York, 1957  (PDF).   [2006-10-26]. （原始内容存档 (PDF)于2017-05-25）. (1.47 MB)
- Ürményházi, Attila J.(2006) "The Hungarian Revolution-Uprising, Budapest 1956", National Library of Australia ISBN 0-646-45885-X, Record Id: 40312920
- Zinner, Paul E. . Books for Libraries Press. 1962: 380. ISBN 0-8369-6817-4.
- Lendvai, Paul. . Princeton UP. 2008: 254. ISBN 978-0-691-13282-2.
- Litván, György. . Longman. 1996: 221. ISBN 0-582-21505-6.
- Cox, Terry. Hungary 1956 – forty Years on. London: F. Cass, 1997. Print.
- Matthews, John P. C. Explosion: The Hungarian Revolution of 1956. New York, NY: Hippocrene, 2007. Print.
- Watry, David M. Diplomacy at the Brink: Eisenhower, Churchill, and Eden in the Cold War. Baton Rouge: Louisiana State University Press, 2014.